# 香港中文大學
香港中文大學（英語：The Chinese University of Hong Kong），簡稱中文大學、中大，是香港一所書院制公立研究型綜合大學，於1963年由崇基學院、新亞書院及聯合書院合併並根據《香港中文大學條例》（第1109章）（大學條例）設立，成為第二所於香港境內設立的法定及政府資助的大學。 香港中文大学最早可追溯到崇基學院等书院的前身，其源自1845年清朝起至民國初年成立在中国大陆地区的十三所基督教教会大学和五间私立大学，故为香港历史渊源最久远的大学。另外，香港中文大学也是香港第一所大學開辦研究院以及第二間大學提供高等學位及研究生課程。
香港中文大學以「結合傳統與現代，融會中國與西方」為使命，由創校校長李卓敏教授於1967年提出。目前共有九間成員書院，包括：中大創校前成立的新亞書院（1949年成立）、崇基學院（1951年成立）和聯合書院（1956年成立）；1986年創立的逸夫書院；以及於2006至2007年新增的晨興書院、善衡書院、敬文書院、伍宜孫書院及和聲書院。中大的八所學術學院為：文學院、理學院、社會科學院、工商管理學院、醫學院、教育學院、工程學院及法律學院。學術學院下設有專業學院、學系及相關部門。中大還設有一所研究院，提供多項修課式及研究式碩士及博士課程。中大既是香港的天災監測中心，亦是社會科學、國學、工商管理、理學及醫學的主要研究機構之一。 香港中文大學還管轄一所專業進修學院，教務與發展政策由中大監察。2014年，經中華人民共和國教育部批准，中大在中國大陸廣東省深圳市設立香港中文大學（深圳），由香港中文大學教務會負責監督。
根據多個大學排名，中大是香港和全球最頂尖的大學之一，現時QS全球排名為32名，屬於「QS世界百強大學」、「泰晤士高等教育世界百強大學」及「美國新聞與世界報道世界百強大學」。香港中文大学也被英国政府（因应HPI项目）列为世界顶尖大学之一。
截止2018年10月，香港中文大學的校友、教授及研究人員中，共有10位獲得諾貝爾獎（含4位香港中文大學（深圳）任教者）、1位獲得菲爾茲獎、2位獲得圖靈獎（含1位香港中文大學（深圳）任教者），其他獎項包括沃爾夫數學獎、勒諾多文學獎和克魯格人文與社會科學終身成就獎得主（在亚洲仅次于日本东京大学和京都大学）。香港教育歷來產生的諾貝爾獎等級的學者中，三分之二是香港中文大學的校友、教授。香港中文大學本科畢業生獲得羅德獎學金的數目為大中華地區所有大學中最多。中大是歷屆錄取最多文憑試狀元的大學之一，中大的環球醫學課程是香港本科收生成績中位數最高分的學科，超过一半（60%）的顶尖（成绩位列1%之列）中学毕业生就读香港中文大学。香港中文大学多名校友获得国际运动会獎項，包括夏季奧林匹克運動會獎牌。

## 大學辨識

### 校徽與紋章
1963年10月17日，香港中文大學成立，此後各界紛紛提出有關校徽設計的問題。大學當局為集思廣益，曾於報章上公開邀請市民設計校徽，並因而收到不少設計稿件。1964年6月，經過大學校徽校袍設計委員會的慎重考慮，終於選用了以盾形校徽上繪有鳳標誌的「雙色回頭鳳」設計，而校盾下方則配以校訓綬帶。第一代校徽首刊於《中文大學校刊》第一卷第一期。 校盾的「雙色回頭鳳」設計，該雙色乃訂為「purpure」和「gold」，意即紫、金兩色，以分割設計呈現。其中鳳出自中國神話，自漢代起乃被視為「南方之鳥」，且素為高貴、美麗、忠耿、莊嚴之象徵。至於紫色乃象徵熱誠與忠耿，金色則象徵堅毅與果敢。校徽下方展示校訓綬帶，綬帶內有由右至左書寫的篆體校訓「博文約禮」，其出自《論語·雍也》：「子曰：『君子博學於文，約之以禮，亦可以弗畔矣夫。』」，為孔子的主要教育規訓之一，寓意中文大學的教育方針乃德智並重；校訓於1964年由大學當局訂立為「博文約禮」。1964年面世的第一代校徽，其校訓綬帶較短及簡潔，但並未與校盾相連結。
香港中文大學成立後，校董會按大學條例經校長代表向倫敦的英國紋章院（College of Arms）申請授予紋章。英國紋章院於1967年授予中大紋章，繼香港大學於1913年授予紋章後，香港第二所正式獲得完整紋章的大學。 香港中文大學的紋章中包含第二代校徽，包括加上邊框的校盾並於其兩旁添加青色護盾獸麒麟。校訓綬帶則始與校盾相連結及有所延長，並有著色及添加了陰影以營造立體效果。 1967年6月，第二代校徽首刊於《中文大學校刊》第三卷第十一期，其中校訓綬帶的設計保留了紋章所見的樣式但略作改動，沿用了第一代校徽底色並無著色的設計。
1973年9月，為慶祝中文大學十周年校慶，大學將校徽設計稍作簡化，省去校訓綬帶的立體陰影，是為第三代校徽，首刊於1973年9月及10月合刊的《中文大學校刊》第十卷第二期。
2008年，中文大學更新校徽，其中校訓綬帶有所縮短並著色，校盾加上更粗的邊框，是為第四代校徽。至於包含第四代校徽及校名中英文全稱的正式標誌，其中校名乃配以黑色楷體字體。
2022年10月17日，適值中文大學五十九周年校慶，中文大學宣布為慶祝來年創校六十周年，特更換校徽，把自1964年起便見於校盾中鳳形標誌的紫金分割雙色設計，更改為「紫底金鳳」的設計，藉以象徵中文大學乃不同思想及文化融匯之地，亦可使鳳的形態更顯清晰及靈動，並令整體設計更加融和及時尚簡約。這也是中文大學自1964年起使用校徽以來的第五代校徽。校方亦同時更新包括校徽的正式標誌中校名中英文全稱的字體，從原有黑色楷體字體轉換為紫色蒙納黑體字體。此外，校方同時推出簡化版校徽，其省去了校訓綬帶，可以「紫底金鳳」或「金底紫鳳」來呈現，專門於數碼平台及不同宣傳品中使用。 然而，在校方推出新校徽後，不少市民和校友均對校徽設計持負面評價，亦引發中大校董關注，不滿校方事前沒有討論及諮詢。僅在一星期後，中大於10月24日在其官方網站及社交專頁改回了自2008年起使用、採用了紫金分割雙色設計的第四代校徽。10月25日，中大表示，在校董會會議上，成員聆聽校長段崇智就形象更新工作之匯報後，決定同意校長的建議，將大學的正式校徽恢復為此前沿用的版本，這意味官方正式宣布棄用第五代校徽。 10月27日，校方將正式標誌中更新版校名的紫色蒙納黑體字體亦改回黑色楷體字體。至此，正式校徽及標誌均回復到自2008年起採用的第四代版本。

#### 歷代校徽與紋章
- 香港中文大學第一代校徽（1964年6月至1967年5月），其中校盾已使用紫金雙色回頭鳳設計，校訓綬帶設計較短及簡潔，底色並無著色，然而並未與校盾相連結
- 英國紋章院於1967年授予的香港中文大學紋章，當中包含第二代校徽，並於加上邊框的校盾兩旁添加青色護盾獸麒麟。校訓綬帶則始與校盾相連結及有所延長，並有著色及添加了陰影以營造立體效果
- 香港中文大學第二代校徽（1967年6月至1973年8月），其中校訓綬帶的設計保留了紋章所見的樣式但略作改動，沿用了第一代校徽底色並無著色的設計
- 建於位處百萬大道東端科學館中央銘澤樓的第二代校徽，於1978年由時任大學副校長暨考古學家鄭德坤教授伉儷捐贈七萬港元興建[28]
- 香港中文大學第三代校徽（1973年9月至2008年），省去了第二代校徽中校訓綬帶的立體陰影
- 見於香港中文大學學士學位畢業證書的第三代校徽
- 香港中文大學第四代校徽（2008年至2022年10月16日，2022年10月24日至今），其中校訓綬帶有所縮短並著色，校盾加上更粗的邊框
- 包含第四代校徽的香港中文大學正式標誌連校名中英文全稱，當中校名配以黑色楷體字體（2008年至2022年10月16日，2022年10月27日至今）
- 包含第五代校徽的香港中文大學正式標誌連更新版校名中英文全稱，當中校名從原有黑色楷體字體轉換為紫色蒙納黑體字體。然而，其面世一周即被校方棄用（2022年10月17日至2022年10月23日）
- 中文大學於2022年10月24日撤回第五代校徽後，包含第四代校徽的香港中文大學正式標誌連更新版紫色蒙納黑體校名中英文全稱（2022年10月24日至2022年10月26日）

### 大學儀杖
鮮為人知的是常出現於官方典禮的大學儀杖。儀杖的杖身是紅木，長三尺，杖頂上有一隻鍍金的鳳，由一圓球及圓輪所拱托，儀杖之托為金蓮花托。大學儀杖由英屬香港教育司署代高級教育官顧里夫（M.F. Griffith）所設計，由英國卡根基行負責製作。

### 命名由來
創校校長李卓敏於1978年中大第十九屆頒授學位典禮上，曾解釋大學命名為「香港中文大學」的原因：
|                                                                           | 「凡是大學都不可能脫離本身民族的背景。因此，中國或海外華僑創辦的大學都是中文大學……每一所大學都是溝通本國和外國文化的橋樑…那是理所當然的。」而香港中文大學特殊的地方在於中大是「專門為了一個特殊的使命而努力；這個使命就是把中國的資料吸收和融化到各個學科，予以發揚光大……簡而言之，香港中文大學是把中國文化的境界溶合到各學科的大學。」他並指出，大學校訓「博文約禮」中的第二個字「文」（也就是中文大學校名的第二個字）並不指狹義的文科，而是包括了一切學科，因此校訓更強調了中大校名的真正意義。他續認為：「凡是中國或海外華僑創辦的大學都是中文大學；但我們的大學卻是獨一的，因為英文名稱 的 字用大寫T起頭，這就把本校的特殊使命表達出來了。」 |
| ——節錄自1978年10月2日「中大新任校長就職及頒授榮譽學位典禮李卓敏博士講詞」 | |

雖然最初的大學條例將中文列作指定教學語言，但香港中文大學中的「中文」含義不是「教授中文」、「專攻中文」，而是以研究學術為宗旨的綜合性研究型大學。使用「中文」於校名的目的是要區分於依英文為本的香港大學。
同時，和香港大學屬於香港本地的性質不同，香港中文大學的組成書院創立人都是中華民國政府遷臺時，大陸地區易幟後流亡香港的著名學者和大儒。由此校名含有的體現了香港中文大學的特色。

## 校史
香港中文大學是香港歷史源流上最久遠的高等學院，其於創校時所合併的三所書院中的崇基學院和聯合書院，前身為1845年起、清末至民國初年在中國大陸地區享有極高聲譽的教會及私立書院、大學在香港的延續, 它們合併成為香港境內法定的第二所大學。中大三所創校書院的成立實緣於大陸地區易幟、大量民國優秀學者逃離大陸。由是，中大雲集了當時幾乎全部留港的民國最頂級的大儒、學者。
香港中文大學於1966年開辦香港研究院，是香港第一所研究型大學，也是香港惟一採用書院聯邦制辦學的大學，現共有9所成員書院及8所學術學院。中大的創立打破了英國殖民地只有一所高等學府存在的慣例，並成功掀起香港1970年代的「中文運動」，具歷史及時代意義。
雖然最初的大學條例將中文列作指定教學語言，但校方目前提供的大部分科目均以英語教授，只有某些部門同時提供標準漢語及粵語課程。

### 獨立書院時期

#### 崇基學院

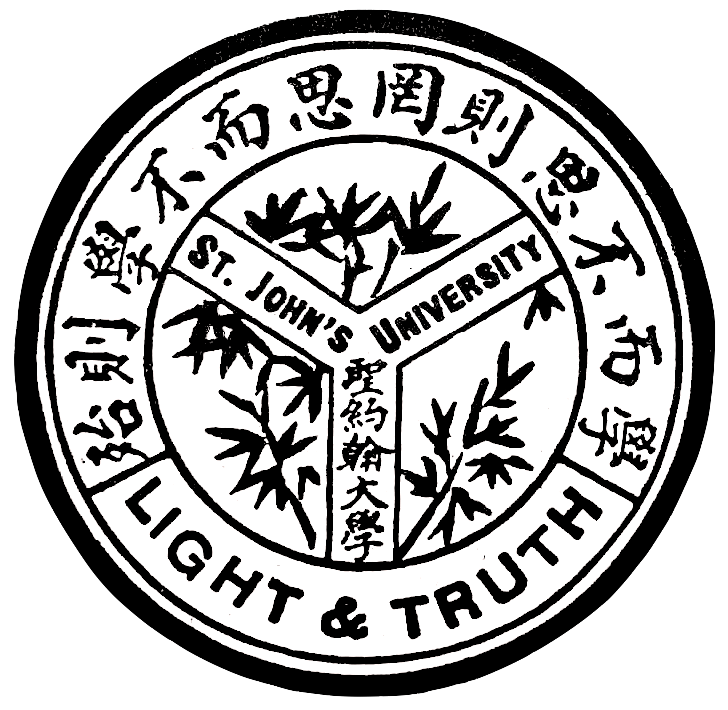
崇基學院的前身之一：上海聖約翰大學

崇基學院的前身之一：燕京大學

於1949年以前，中華民國大陸地區有十三家基督教高等教育大學學府，此等大學都是中華民國極為著名的高校，包括「東方哈佛」之譽的上海聖約翰大學（校友包括多位中國元首、總理如中華民國北洋政府大總統顧維鈞、中華民國北洋政府攝行大總統暨總理顏惠慶、中華民國總統嚴家淦、中華民國行政院長宋子文、中華民國行政院長及中華民國國防部部長和台灣省政府主席俞鴻鈞以及中華人民共和國副主席榮毅仁），民國教會大學之首燕京大學，民國最著名的女子大學金陵女子大學，法律執民國牛耳的金庸母校東吳大學（校友還包括首位香港華人首席大法官拿督楊鐵樑爵士），南方第一名校的廣州嶺南大學（其醫學院博濟醫學堂（Pok Tsai Medical School）成立於1866年，為中國第一所西醫學院；校友包括於1886年秋入該校學醫的中華民國臨時大總統孫中山），產生諸多優秀校友（例如：南懷瑾）、諾貝爾文學獎得主賽珍珠執教的金陵大學。其中最早的成員之江大學成立於1845年。
該十三家基督教高等教育大學設有聯合董事會。大陸易幟後，十三所大學聯合董事會原想堅持留在共產政權下的中國大陸，繼續基督教高等教育的角色，有所見證。惟很快看到大陸的政治形勢非常不樂觀，聯合董事會和香港教會領袖（何明華會督，CMG，MC, Ronald Owen Hall, 香港聖公會的前任主教）於是決定在香港合併十三家基督教高等教育大學為一所基督教大學。
最終於1951年聯合董事會在上海聖約翰大學校董會主席歐偉國、廣州嶺南大學校長李應林和香港教會團體帶領下合並合併了中華民國大陸地區十三家基督教大學為香港崇基學院。崇基的教堂聖壇兩旁至今仍保留中華民國大陸時期（1951年前）十三間基督教大學的原木刻校徽。崇基學院校牧室自2003年開始舉辦中國基督教教會大學尋根之旅；並於2018年首次納入為書院通識教育課程。
崇基牟路思怡圖書館即為燕京大學創辦人暨原副校長路思義（Henry Winters Luce）之基金會所捐建。
崇基學院於馬料水的校址，也是現今中大沙田校園的最初基礎。
- - 之江大學（1845年）
  - 華中大學（1871年）
  - 華西大學（1871年）（前校長馬臨的母校）
  - 上海聖約翰大學（1879年）（中華民國時期的頂尖名校，有東方「哈佛大學」之美譽）
  - 嶺南大學（1888年）
  - 金陵大學（1888年）（前校長李卓敏、國學大師南懷瑾、普利策獎和諾貝爾文學獎獲得者賽珍珠（執教）的母校）
  - 東吳大學（蘇州）（1900年）（金庸、前校長高錕父親高君湘的母校）
  - 齊魯大學（1904年）
  - 滬江大學（1906年）(粵劇泰斗唐滌生、徐志摩的母校)
  - 華南女子文理學院（1908年）
  - 金陵女子大學（1913年）
  - 福建協和大學（1915年）
  - 燕京大學（1919年）（為中華民國時期和國立清華大學、國立北京大學、輔仁大學並列的北方四大名校之一，被認為是中國教會學校之首[51][52]，美國哈佛大學的哈佛燕京學社即以此校為名。）

##### 崇基學院神學院
崇基學院神學院為香港歷史源流最久遠的神學院，歷史源流可追溯至1864年，長老會在廣州花地設立之神學訓練學校，該校於1914年即與聖公會及循道公會之神學訓練學校合併為廣州協和神學院，於戰時曾先後與華中大學及嶺南大學合作。戰後聖公會、衛理公會與道風山基督教叢林共同創立香港協和神學院，而中華基督教會與循道公會則加入新加坡之三一神學院。

#### 新亞書院

錢穆，曾構想全球廣設「中文大學」傳播中國文化的遠景

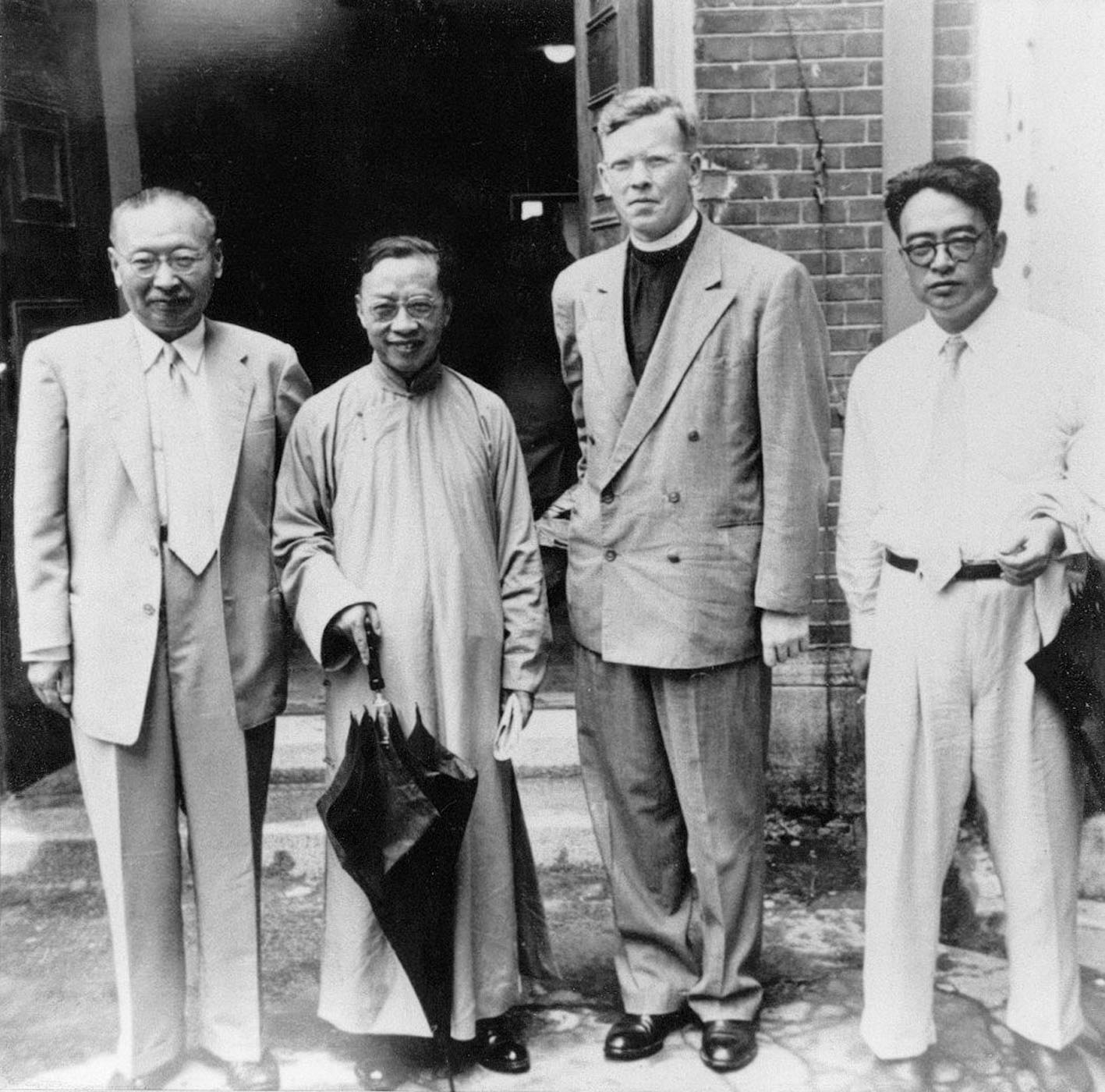
1954年4月，耶魯大學雅禮協會代表郎家恆牧師（Charles L. Hong；右二）到訪新亞書院，與時任新亞書院校董沈燕謀（左一）、新亞書院創辦人錢穆（左二）及唐君毅（右一）會面，商討新亞書院與雅禮協會合作之事宜

新亞書院早期在中華民國總統蔣中正從總統府辦公費中特殊撥款及美國耶魯大學雅禮協會等機構的資助下營運，前身為亞洲文商學院，由國學大師，後獲選為中華民國中央研究院院士的錢穆、當代新儒家代表人物國立中央大學哲學系系主任唐君毅、中華民國國民政府教育部農業教育委員會專任委員張丕介、中華民國立法院第一屆立法委員崔書琴等人於1949年成立。後於1950年3月改組並易名為新亞書院，錢穆擔任書院院長。
書院初創時期經費不足，院長曾親赴臺灣求助時任中華民國總統蔣中正。蔣總統於1950年命中國國民黨中央改造委員會委員雷震赴港調研，雷後報告「港澳有大學數所，在教育立場上是反共的，在經費方面是堅苦撐持，如錢穆等來港創辦之新亞學院」。中改會於同年12月11日舉行會議，決議「支持錢穆在港創辦之新亞學院，請由教育部予以協助」。而後，蔣總統允諾從總統府辦公費項下每月撥款港幣三千元支持新亞書院辦學，資助至1954年新亞書院獲美國雅禮協會撥款後停止。。資助書院的除美國雅禮協會外，還有美國亞洲協會、美國哈佛燕京學社、洛克斐勒基金會、英國文化協會及香港孟氏教育基金會等。
新亞書院獲多名當代大儒雲集教學，每人都足以成為一代宗師，包括中華民國國軍少將、臺灣東海大學教授徐復觀；中華民國憲法之父張君勱；中華民國政府教育部學術審議委員、臺灣學術泰斗牟宗三（傳承弟子，臺灣東海大學首屆榮譽教授蔡仁厚也為新儒家重要人物）；中華民國政府教育部次長杜威的門生吴俊升；中華民國中央銀行人事處副處長、著名詩人和書法家曾克端；歷史學家、中華民國政府行政院農林部部長、中華民國總統府國策顧問左舜生；甲骨文專家、中華民國中央研究院歷史語言研究所前所長董作賓；國學家饒宗頤；小說作家白先勇等人的啟蒙老師國立臺灣大學外文系教授夏濟安；中華民國廣東省政府委員、諾貝爾文學獎委員會的推薦人羅香林；中華民國時期中央銀行、中國銀行、交通銀行、農民銀行四家銀行的聯合總管理處處長楊汝梅；港督顧問趙冰大律師；香港大學中文系系主任兼文學院院長林仰山（Frederick Seguier Drake）教授；佛學大家羅時憲。其他新亞書院的教授還包括霍韜晦、李天命。
其中唐君毅、牟宗三和勞思光被喻為“香港人文三老”，俱為香港中文大學教授。
新亞書院為當代新儒家的重鎮。新儒學八大家中多數是新亞書院教授或香港中文大學的教授（如哲學系的劉述先教授）。書院以中文教學，並教授官立學校所缺乏的中國文化課程，並因而獲視為中國儒學的復興基地，以及宋代書院文化的延續。
錢、唐、張諸位先生以復興中國文化為己任，一生反共，奉中華民國為正朔。1949年，把新亞書院的校慶定於10月10日中華民國國慶之日，並在新亞書院高掛中華民國國旗，即青天白日滿地紅旗，香港政府教育司署於1960年禁止新亞書院於中華民國國慶兼校慶期間高掛中華民國國旗，是為著名的「國旗事件」。錢穆為了此事，特地提早一個月回校斡旋。新亞書院另一創辦人唐君毅於事件過後兩個月發言表示「我力主對懸旗事不能讓步（9月29日）；下午校務會議，議決國旗事暫忍痛遵港府命令停掛，另組小組會計劃來年不受港府津貼辦法（10月8日）；明日為國慶日，對新亞而言則為校恥日也（10月9日）」。翌年，新亞書院便將校慶由10月10日改成9月28日孔子誕辰日。
雖然校慶更改，但新亞仍堅持於中華民國國慶日升旗，早在新亞獲香港政府承認資格的初期，時任教育司高詩雅已不斷向新亞施壓，要求取消每年雙十升旗。及至中大成立後，壓力俱增，錢穆被迫妥協。錢穆於此事後逐漸淡出，離港赴臺，但安排了臺灣背景的吳俊升博士赴港任接班人，因吳俊升曾任中華民國行政院教育部次長和親中華民國背景，香港教育司對此極為反對。新亞在面對日益加強的壓力，升旗禮終於1969年10月10日由張丕介主持最後一次後停止。

#### 聯合書院
聯合書院是1956年成立的第三所書院。這是戰後早期少數可供「中文中學」畢業生升學的學校，校方開設以社會科學、工商管理為大宗的課程，致力滿足香港社會、工商業界的需要。教育方針與專門培育殖民地文官的香港大學洽成互補，以致數任港大政治系主任皆為聯合出身。
書院前身均為廣州、上海或鄰近地區南移的私立大學，與香港有密切淵源。其中包括上海大夏大學。上海大夏大學董事長為歷任中華民國國民政府陸軍總司令、國防部長及行政院院長的何應欽；國民政府立法院院長孫科、司法院院長居正、立法院副院長兼江蘇省主席葉楚傖、上海市長吳鐵城、財政部長孔祥熙、內務部長黃紹竑、中宣部長梁寒操、中國銀行行長張公叔等為校董；邵力子、郭沫若、田漢、何炳松、李石岑、朱經農、程湘帆、戴望舒等著名專家、學者曾在校任教；也獲青幫頭目杜月笙屢次資助。
- - 平正會計專科學校（1937年在香港創辦，1946年於廣州設分校）、
  - 華僑書院（1938年在香港創辦，1947年分設廣州華僑大學，1949年合併）、
  - 廣僑書院（前身為私立廣州大學，1927年創辦）、
  - 文化書院（前身為廣州私立文化大學，1942年創辦）及
  - 光夏書院（1924年創辦，前身為上海大夏大學）

### 香港中文大學成立

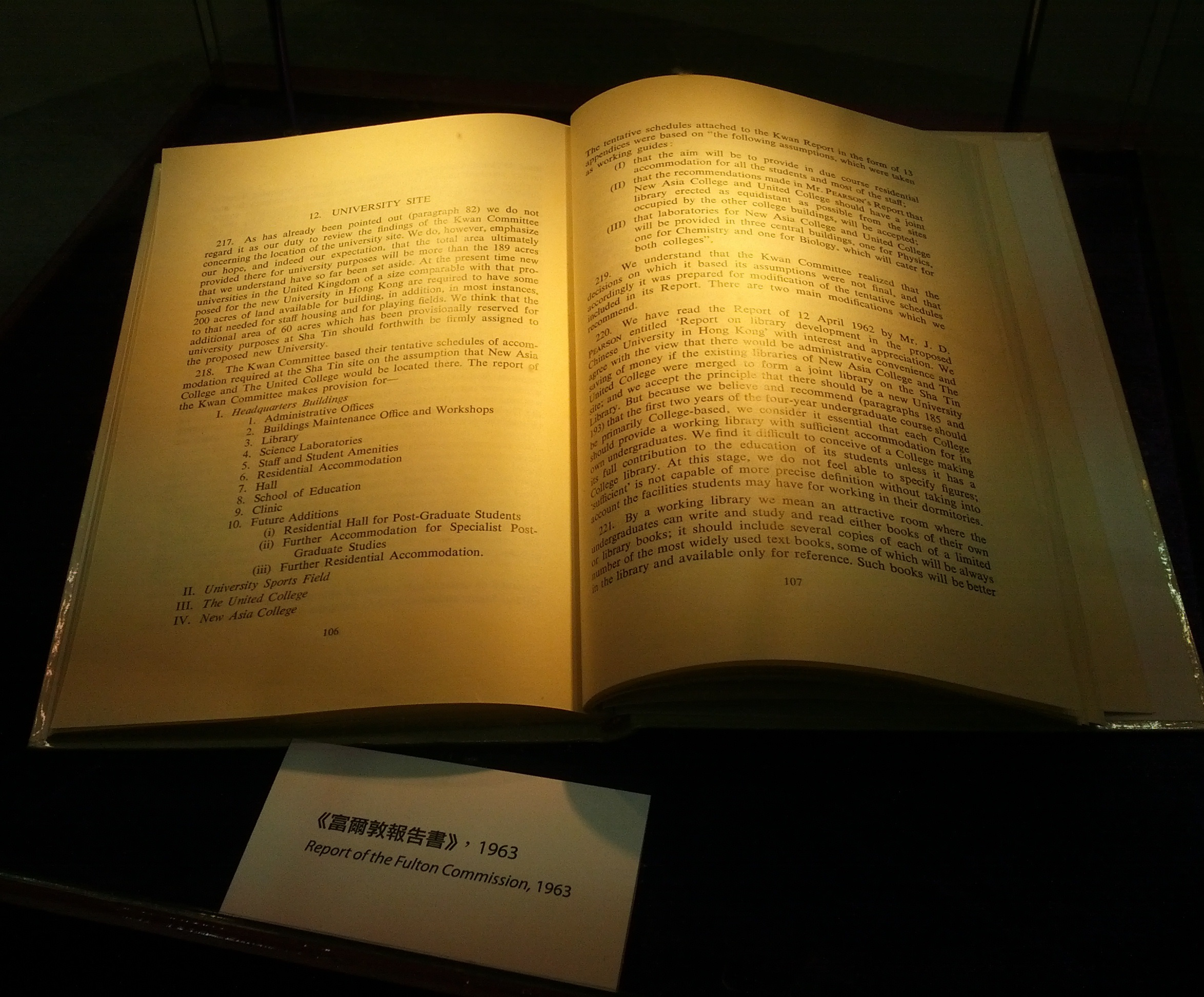
1963年發表的第一次《富爾敦報告書》。這個由富爾敦勳爵主持的委員會建議香港中文大學在1963年9月創校

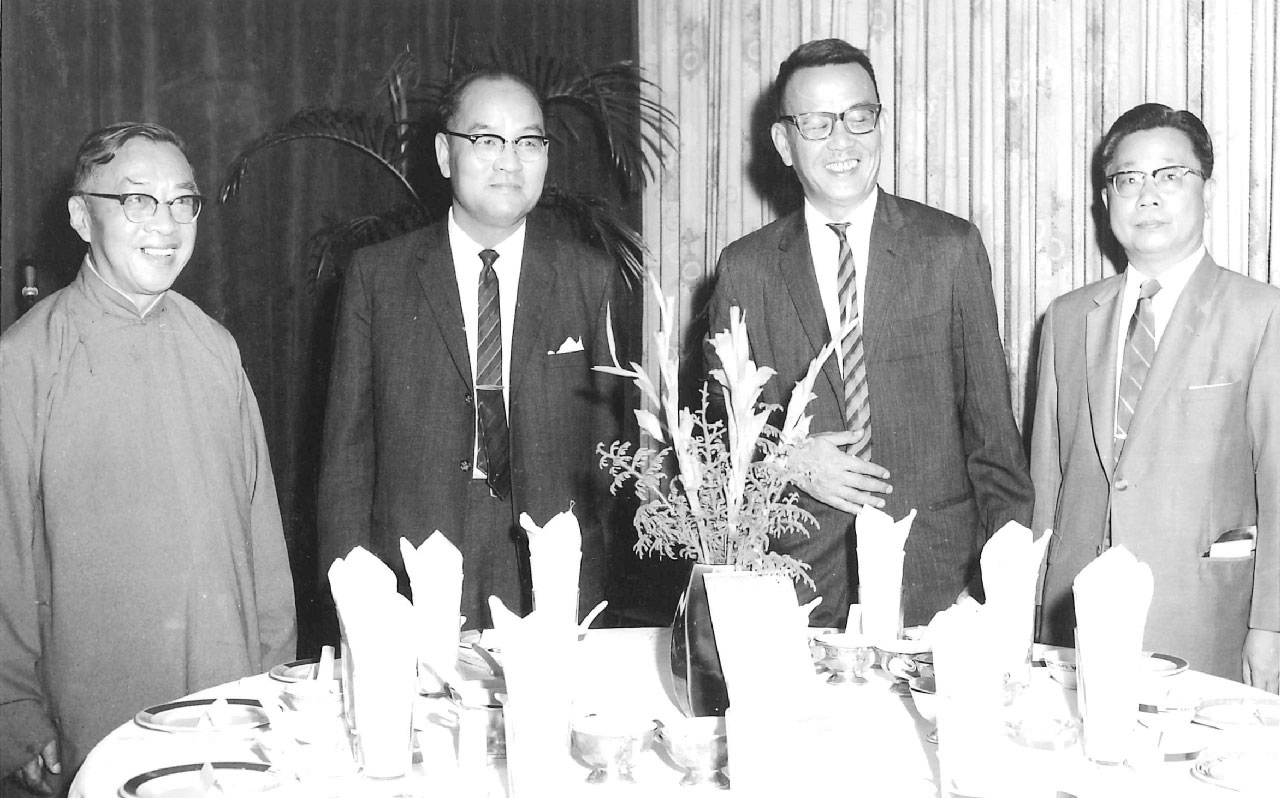
香港中文大學的四位創辦人於1963年的合照，左起新亞書院校長錢穆、中文大學校長李卓敏、崇基學院校長容啟東及聯合書院校長鄭棟材

1959年6月，港英政府公佈將成立中文大學，並期望無法考入香港大學的學生有機會接受高等教育。1961年，香港政府委任了中文大學籌備委員會，並考慮五個選址作建校，包括香港島、尖沙咀威菲路軍營（現為九龍公園）、龍翔道、清水灣道、以及沙田南端近紅梅谷。
到1962年12月，籌委會向港府提交總結報告書，建議在顯徑邨現址撥地近250畝（即約96公頃）予大學本部、新亞及聯合建校。不過由於涉及拆遷顯田、上徑口兩條鄉村等各種因素，紅梅谷建校的計劃於創校後短時間內被推翻，並改於馬料水崇基山建校。
香港政府後委任由富爾敦勳爵主持的「富爾敦委員會」調查崇基學院、新亞書院及聯合書院是否符合大學的水準，並於1963年發表第一次《富爾敦報告書》，建議香港中文大學在1963年9月創校。該年9月，《香港中文大學條例》成立獲香港政府通過:47。香港中文大學後於1963年10月17日正式成立，成為當地第二所大學。在當日假香港大會堂舉行的創校典禮上，時任香港總督柏立基爵士主持致辭:47，並宣布委任時任香港大學校董關祖堯爵士為中大首任校董會主席，來自加州大學伯克利分校的李卓敏博士則獲委任為中大首任校長，其中後者於1964年2月6日正式上任（當時大學校長一職則由大學副校長兼崇基學院校長容啟東博士代任）。大學設文學院、理學院及工商管理學院。中大的成立打破了長達數百年來，英國殖民時期有香港大學唯一所高等學院的傳統，這不僅是大英帝國殖民史上的一個重要轉折點，也在某種程度上象徵著20世紀亞洲非殖民化的進程之一。
籌辦期間，社會大眾就叫這所大學做「中文大學」。其也突出了英屬香港既有權力體制中「華洋有別」的矛盾，成功掀起了香港1970年代的「中文運動」，成功終結英文壟斷官方語言地位的局面。 因香港大學成立時，打出的旗號是「為中國而立」。 作為香港另一所成立的大學 - 中文大學，前任校長沈祖堯亦指：「香港中文大學是帶著中國的人文精神而創校的。它希望把中國介紹給世界，也把世界介紹給中國，所以是一個中西合璧、古今結合的大學，人文跟科技兼有。」前任校長金耀基教授亦明確指出香港中大作為學術機構，而非類似香港大學的「公務員培訓所」的定位。

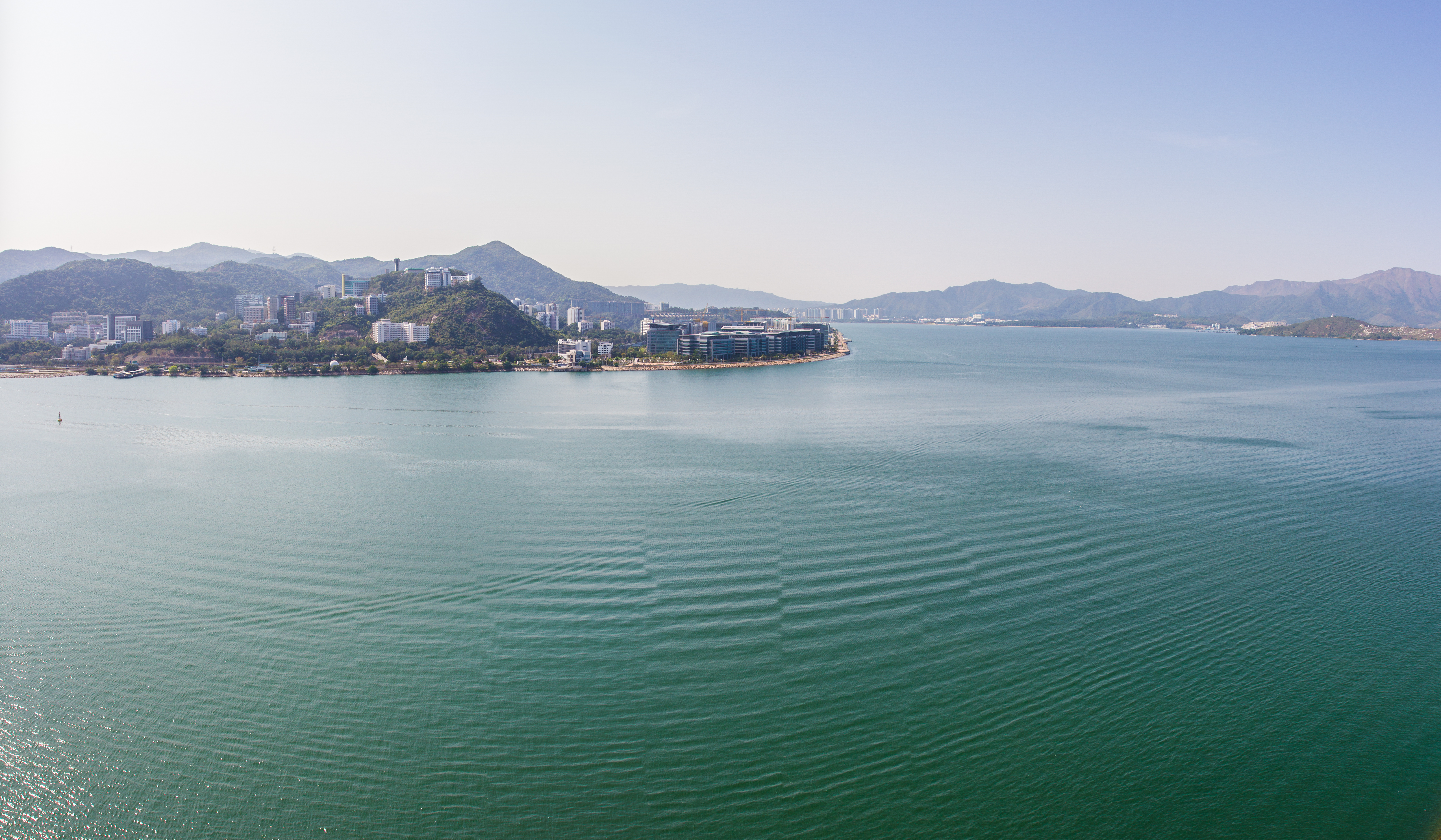
香港中文大學毗鄰吐露港

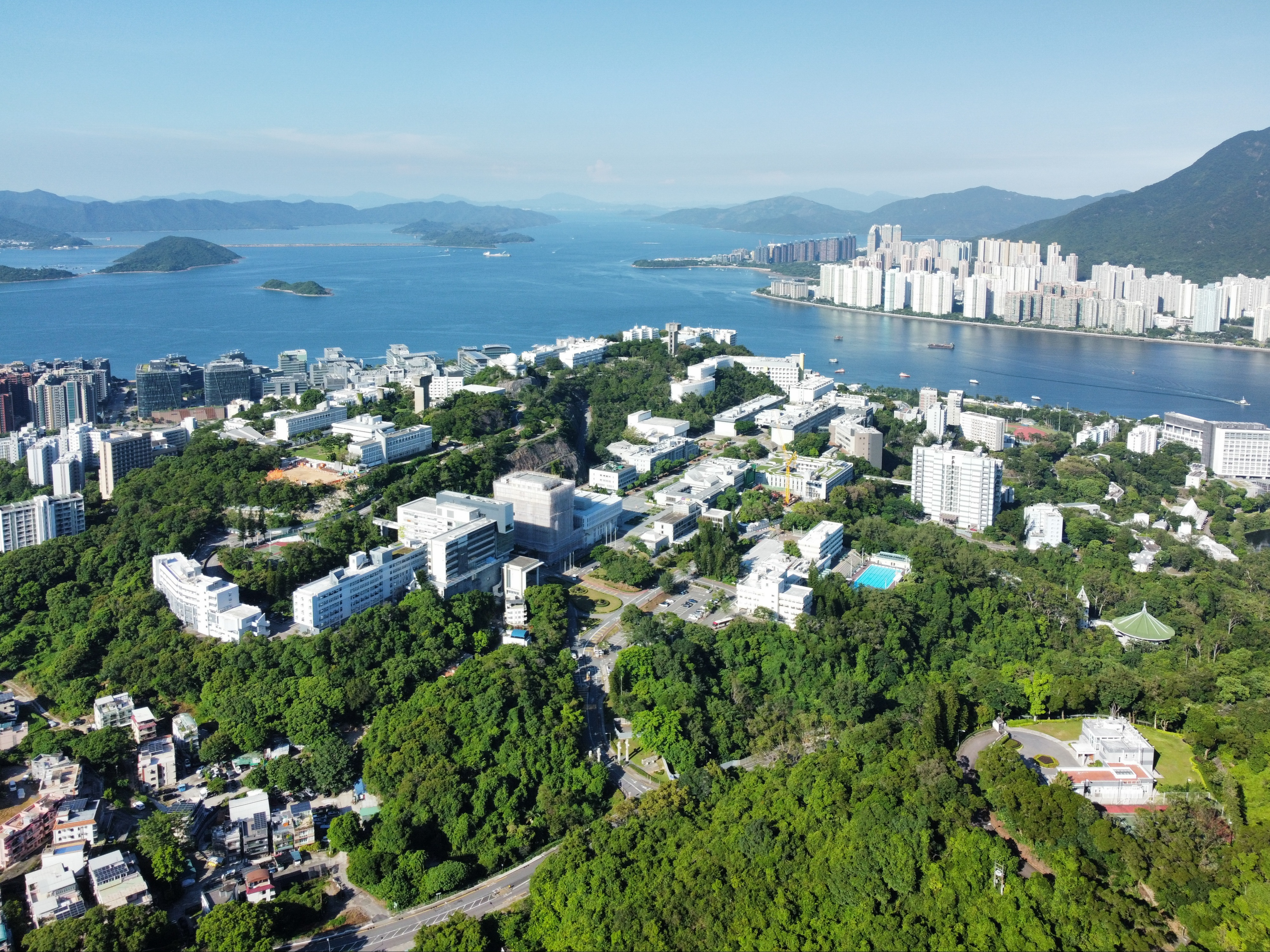
香港中文大學依山而建

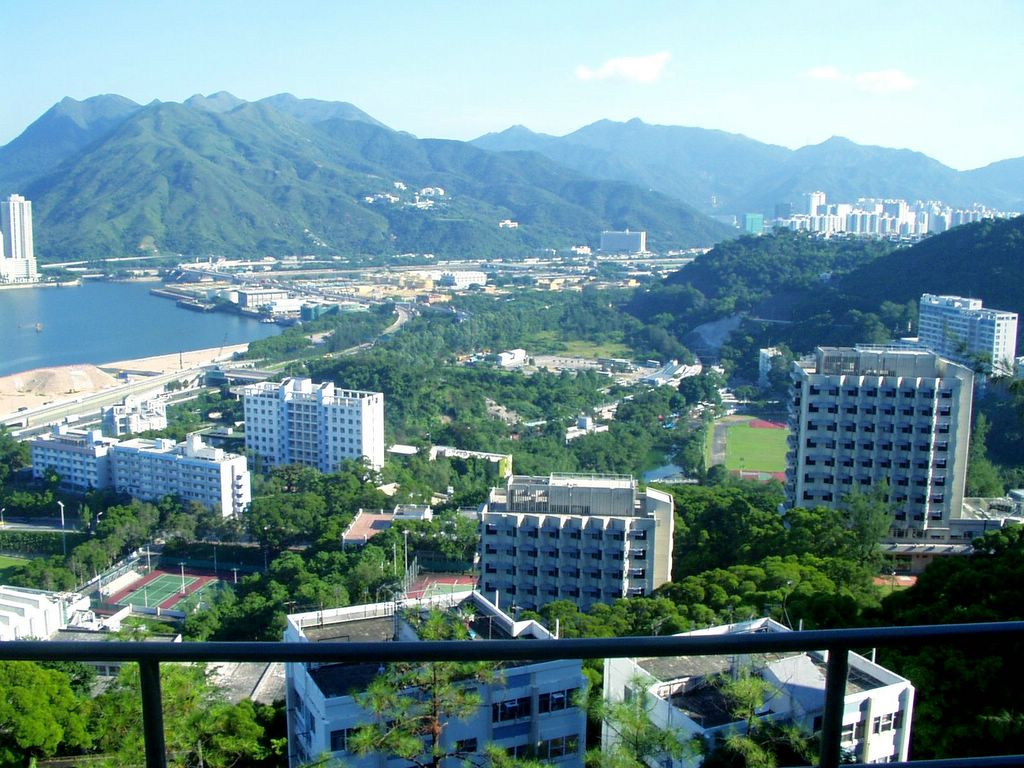
從新亞書院眺望中大校園

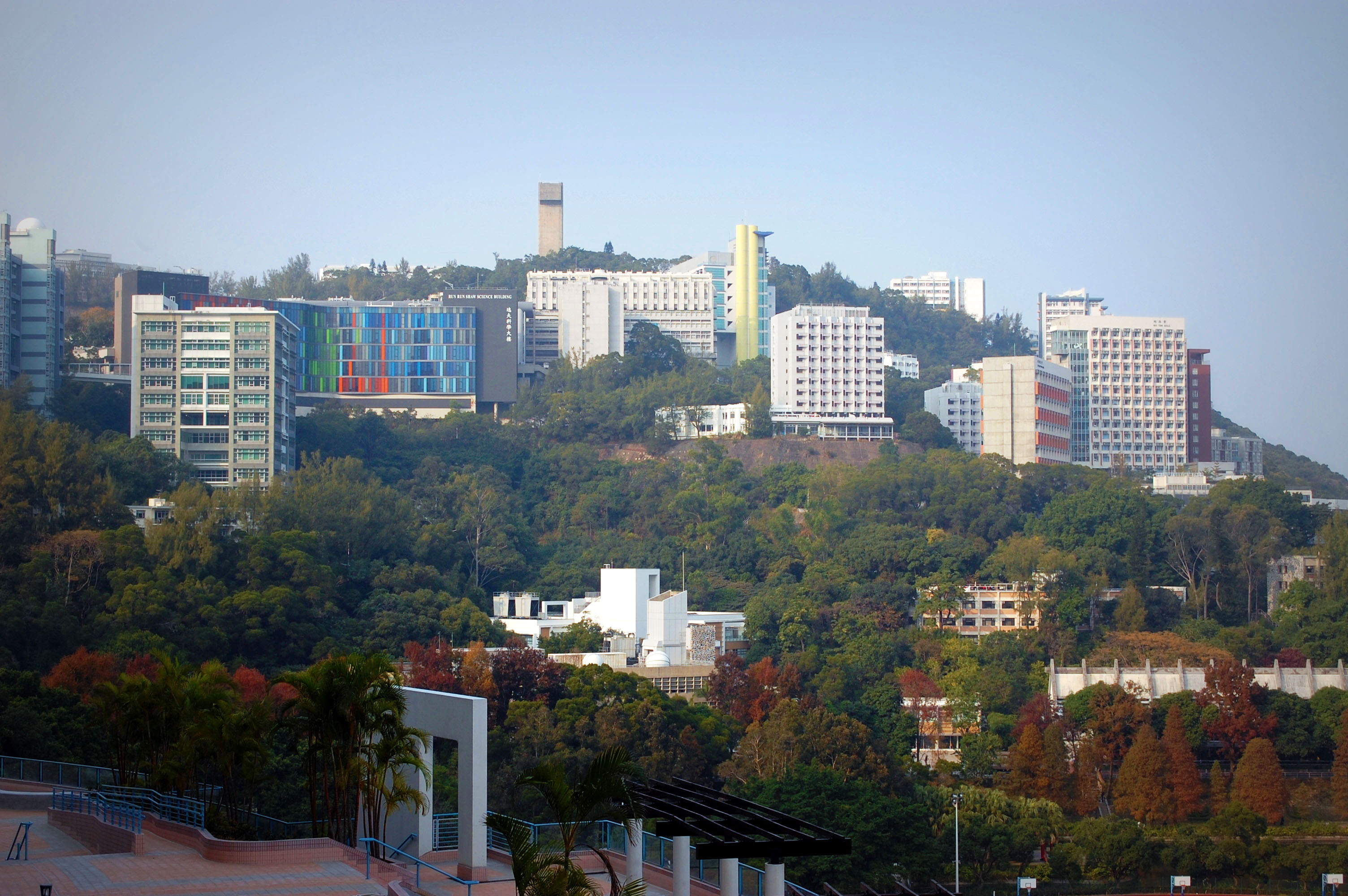
從崇基學院遠眺新亞書院

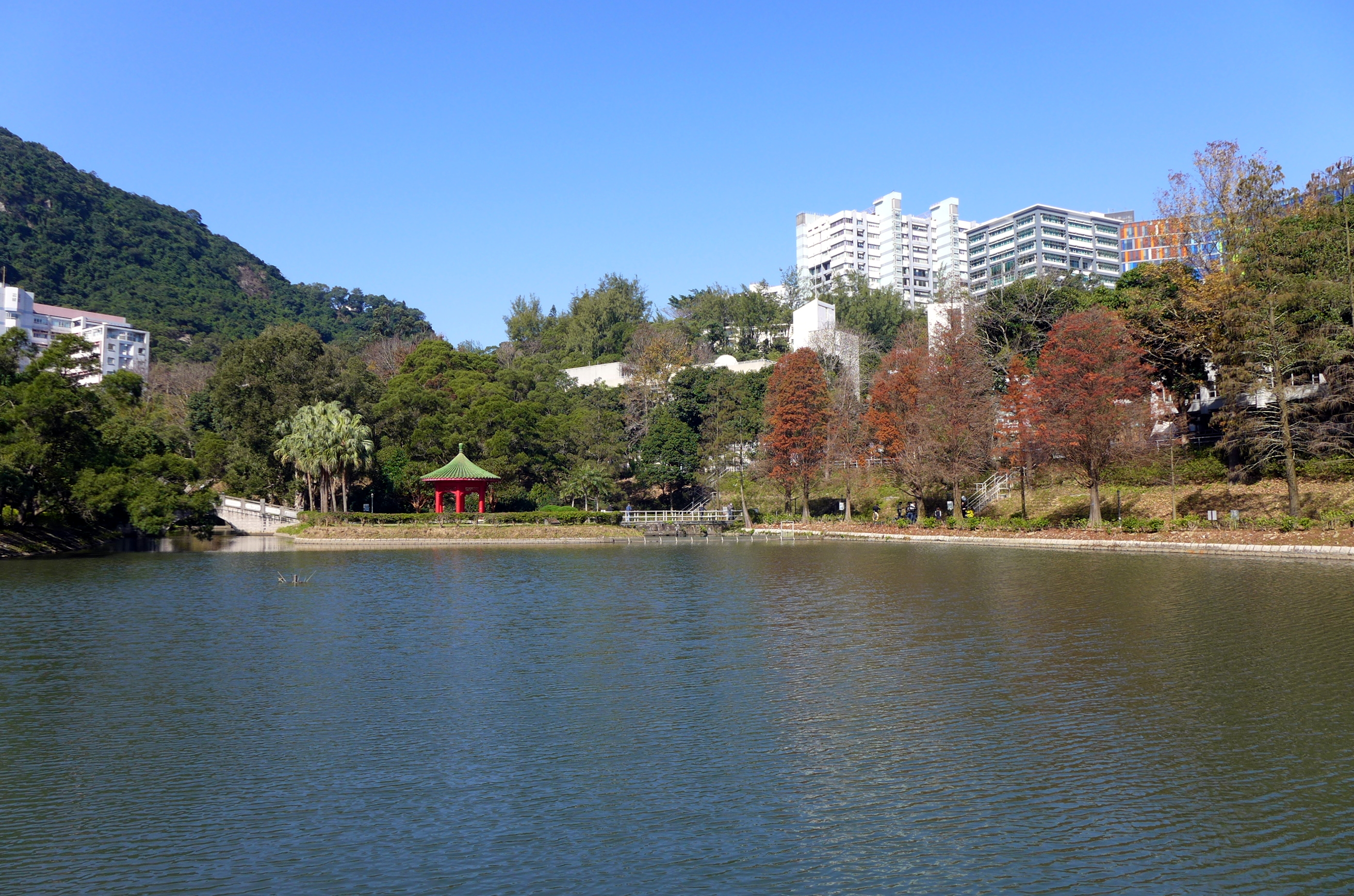
崇基學院的未圓湖及獅子亭

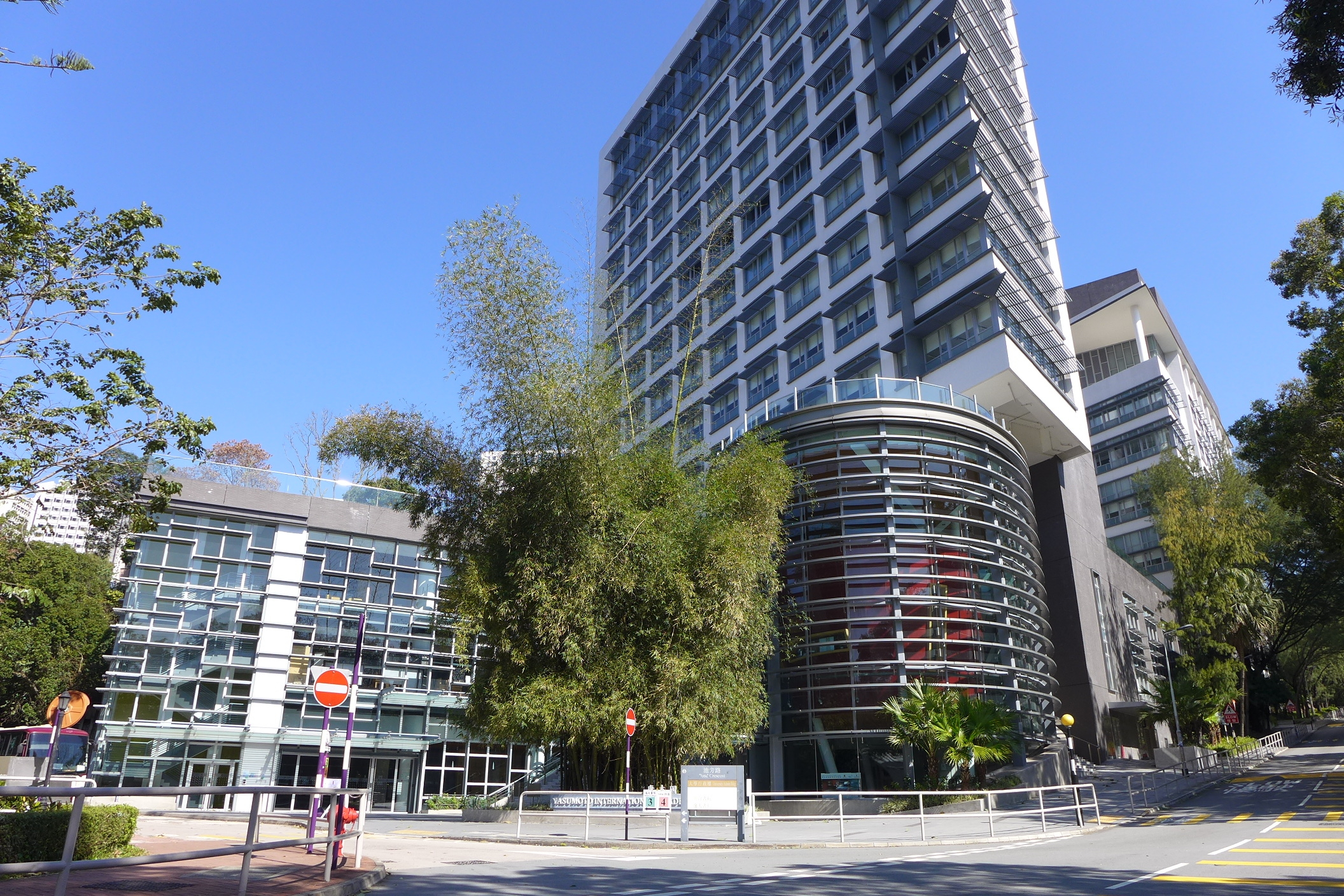
康本國際學術園

### 里程碑

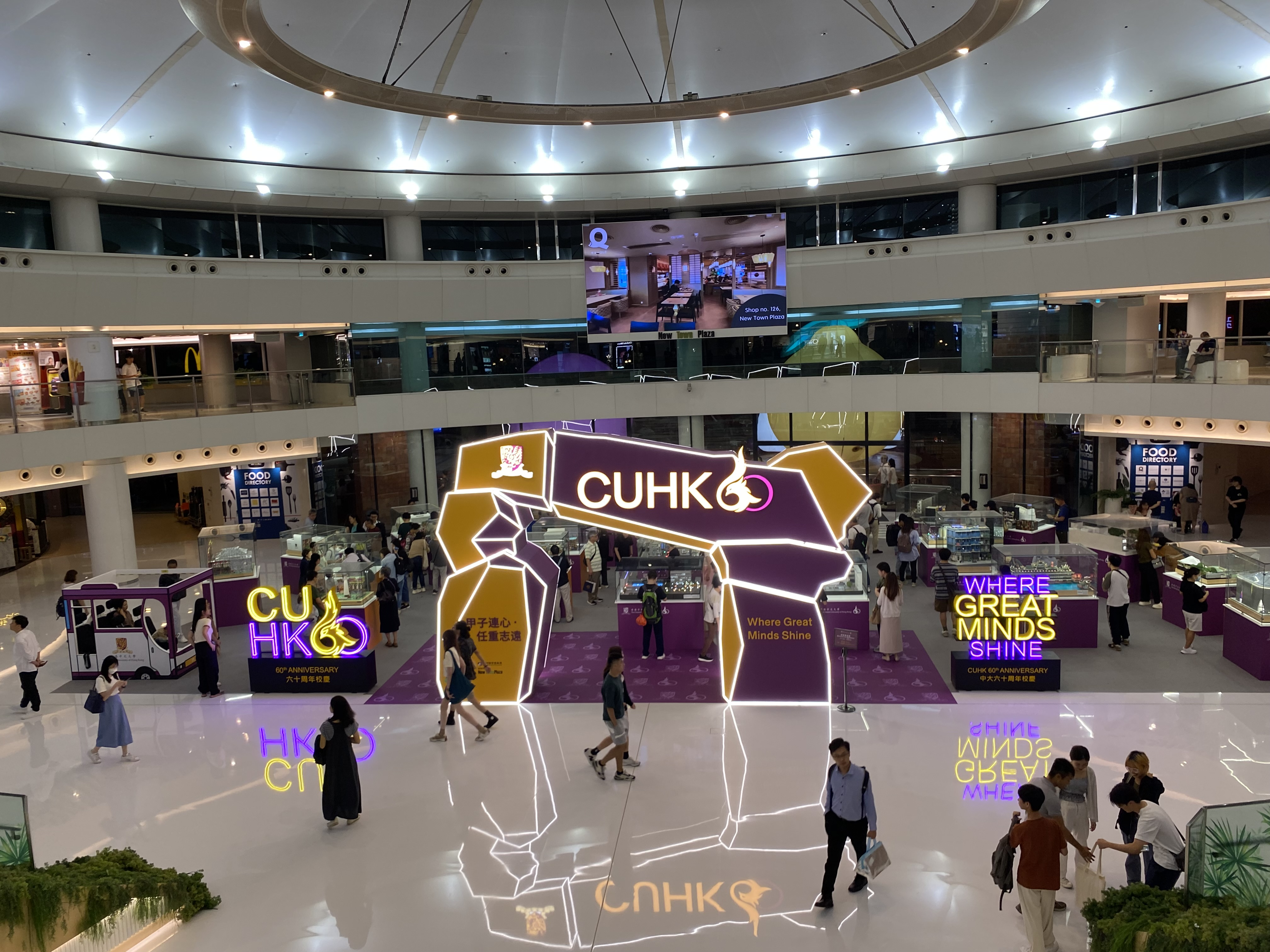
香港中文大學慶祝成立60周年，在沙田新城市廣場舉辦微型藝術展，展出50件精緻展品

（註：中大的「學院」名稱可用於學術學院（Faculty）或專業學院（School），行政架構上學術學院比專業學院高。另外，中大成員書院「崇基學院」（Chung Chi College）亦以「學院」為名，實際是一所書院。）
- 1845年：基督教美北長老會和美南長老會聯合在中國（清朝）成立之江大學。[來源請求]
- 1866年：基督教美北長老會嘉約翰（John Glasgow Kerr）接手美國公理會伯駕醫生創辦的博濟醫院，開辦博濟醫學堂（Pok Tsai Medical School）（也即廣州嶺南大學醫學院；校友包括孫中山），這是中國第一所西醫學院。[來源請求]
- 1891年：美國聖公會創立上海聖約翰大學。[72]
- 1845年–1919年：西方基督教教會在中國（清朝、民國時期）成立十三所基督教大學，最後一間是1919年成立的燕京大學。該十三家基督教高等教育大學設有聯合董事會。[來源請求]
- 1949年：中華民國政府遷臺；大批民國優秀學者、大師移居香港。錢穆、唐君毅、張丕介等學者在香港成立新亞書院。
- 1951年：十三家基督教高等教育大學聯合董事會在上海聖約翰大學校董會主席歐偉國、廣州嶺南大學校長李應林（後為崇基學院院長）等的帶領下合併民國十三家基督教大學為崇基學院。[來源請求]
- 1956年：合併廣州、上海或鄰近地區南移的私立大學，包括上海大夏大學，為香港聯合書院。[來源請求]
- 1963年（10月17日）：崇基學院、新亞書院及聯合書院再合併為香港中文大學。
- 1964年：訂定校訓「博文約禮」。舉行第一任校長就職及頒授榮譽學位典禮。頒授第一屆學士學位。
- 1965年：成立教育學院（School of Education），是中大第一個專業學院（School），初期只提供一年制教育文憑課程，1987-88學年升格為學術學院。[73]成立校外進修部（1994年易名為校外進修學院，2006年起正名為專業進修學院）。
- 1966年：成立研究院，為香港首所研究院。[來源請求]
- 1969年：大學本部辦事處遷入沙田校園現址。成立中國文化研究所。頒授第一屆碩士學位。
- 1971年：成立香港中文大學學生會。12月，聯合書院遷入中大沙田校園。[74]
- 1973年，新亞書院遷入中大沙田校園。[來源請求]
- 1974年：社會科學院成立，成為中大第四所學術學院。
- 1976年：香港立法局通過香港中文大學改制方案，中大將採取單一制行政結構，即各書院只負責學生福利等工作，其餘權力悉數移交大學中央。新亞書院校董會九名成員（錢穆、唐君毅、李祖法、沈亦珍、吳俊升、徐季良、劉漢棟、任國榮、郭正達）以此違反中文大學之「聯邦制」本意為由，集體辭職抗議。
- 1978年：第一任校長李卓敏博士退休，馬臨教授接任第二任校長。
- 1980年：首辦博士學位課程。[來源請求]
- 1981年：醫學院成立，成為中大第五所學術學院。它是香港第二所醫學院。中大首辦兼讀學士學位課程。[來源請求]
- 1982年：利國偉爵士出任大學校董會主席。第一次頒授哲學博士學位。[來源請求]
- 1983年：中大校友丘成桐獲得「數學諾貝爾獎」— 菲爾茲獎。
- 1984年：推行「本科課程暫取新生」計劃，即以中學會考成績為「暫取入學」的衡量標準，以大學預科課程之後的香港高等程度會考為入學確認標準，希望從而脱離香港中等敎育制度對大學四年制的牽制。這一措施雖然遭到政府和部分敎育界反對，但實行之後證明十分成功。吸引到很多成績優秀的中五畢業生報讀[75]。
- 1986年：大學全面檢討課程結構，改用學分制，並加強通識教育。同年，邵逸夫爵士捐款1.1億港元成立中大的第四間書院：逸夫書院，於1989年錄取首批學生。[來源請求]
- 1987年：馬臨校長退休，高錕教授接任第三任校長。
- 1987–88學年：教育學院由專業學院升格學術院，英文名稱由School of Education改為Faculty of Education，成為中大第六所學術學院。[73]
- 1988年：教育統籌委員會公佈《第三號報告書》，當中建議中大的學制由四年制改為三年制，引起中大學生抗議。翌年，《第三號報告書》的建議獲行政局通過，建議最終成為事實，[75]
- 1989年：大學教務會通過大學本科學程採用「彈性學分制」，允許中七入學的學生在3年內豁免修讀24學分，即只須讀99學分即可畢業。「彈性學分制」在1991年開始實施。[76]
- 1991年：開始實施「彈性學分制」。建築學系成立。醫學院下成立中大醫學院護理學系（2002年更名為「那打素護理學院」），為香港最早開設的大學本科護理學系[77]。 工程學院成立，成為中大第七所學術學院。
- 1992年：醫學院下成立藥劑學院（School of Pharmacy），是香港首個創辦藥劑學學士全日制課程的學院。[78]
- 1993年：工商管理學院下成立會計學院（School of Accountancy）。中大校友評議會成立。[來源請求]
- 1994年：中大絕大部份學系於1994年正式改行三年本科的學制。
- 1995年：香港國際互聯網交換中心於中文大學成立，成為全港互聯網訊息的核心。
- 1996年：高錕校長退休，李國章教授接任第四任校長。
- 1998年：全港首批中國大陸本科生到中大就讀。工商管理學院下成立酒店管理學院（2002年正名為酒店及旅遊管理學院）。理學院下成立中醫學院（School of Chinese Medicine）(2013年轉為醫學院下）。
- 1999年：高錕教授獲頒查爾斯·斯塔克·德雷珀獎，此為工程界諾貝爾獎。
- 1999年：醫學院下成立公共衛生學院（2009年正名為公共衛生及基層醫療學院（School of Public Health and Primary Care）。社會科學院下的新聞與傳播系升格為新聞與傳播學院（School of Journalism and Communication）。[來源請求]
- 2000年：成立中醫中藥研究所。[來源請求]
- 2002年：首度頒授大學榮譽院士。金耀基教授接任李國章教授成為第五任校長。
- 2003年：香港爆發非典型肺炎，中大亦因此停課[79]。同年，大學研究隊伍成功找出非典型肺炎病毒的社區爆發源頭。[80]
- 2004年：金耀基校長退休，劉遵義教授接任第六任校長。
- 2005年：開設環球商業本科生課程。成立中大法律學部（2008年升格為法律學院）。學部於2006年始開辦法學本科及研究生課程。
- 2006年：校友余英時獲美國國會圖書館頒發有「人文諾貝爾獎」美譽的美國國會圖書館克魯格人文與社會科學終身成就獎（Kluge Prize）。同年，隨香港之大學教育改行四年制，中大亦重新於2012年開辦四年制的大學課程，本科生人數將會在2012年急升。故此，中大在2006年起開始籌建五所新書院，以迎接在2012年新增的3,000多名本科生。

晨興書院：2006年由晨興基金及晨興教育基金捐款1億港元成立，以「全宿共膳」形式提供書院生活，可容納300名學生，於2010年收錄取首批學生。
善衡書院：2006年由何善衡慈善基金會捐款1.7億港元成立，以「全宿共膳」形式提供書院生活，可容納600名學生，於2010年錄取首批學生。
敬文書院：2007年由葉克勇捐助1億港元成立，以「全宿共膳」形式提供書院生活，可容納300名學生，於2012年錄取首批學生。
伍宜孫書院：2007年由伍宜孫慈善基金會捐款1.7億港元成立，可容納1200名學生，其中半數為宿生，於2012年錄取首批學生。
和聲書院：2007年由私人以不記名方式捐款1.5億港元成立，可容納1200名學生，其中半數為宿生，於2011年錄取首批學生。
- 2007年：作為聯合國政府間氣候變化專門委員會（Intergovernmental Panel on Climate Change，縮寫IPCC）之重要成員的劉雅章教授（中大1974年物理系校友）與其他成員包括美國前副總統戈爾一起獲頒諾貝爾和平獎。[來源請求]
- 2008年：8月1日法律學部升格為法律學院，成為中大第八所學術學院。
- 2009年：前校長高錕教授獲頒諾貝爾物理學獎。
- 2009年：社會科學院下建築學系於8月1日正式升格為建築學院（School of Architecture）。[88]
- 2010年：沈祖堯教授接任第七任校長。
- 2013年：康本國際學術園開幕。
- 2014年：香港中文大學（深圳）獲批設立。
- 2017年：香港中文大學物理系參與的LIGO重力波研究的團員獲頒2017年諾貝爾物理學獎。[89]
- 2017年：法律學院與倫敦國王學院（King's College London）合辦法律雙學位課程。[90]
- 2018年：1月1日，沈祖堯教授離任，段崇智教授成為第八任校長。
- 2019年：香港中文大學與北京大學（北大）、清華大學（清華）、日本早稻田大學（早稻田大學）開辦多個雙學位本科課程[91]; 同年段崇智校長，獲選泰晤士高等教育年度人物（亞洲惟一獲選人）。[92]
- 2022年：香港中文大學醫學院在全球醫學院（QS）排名中列全球第二十九，香港排名第一。[93]
- 2023年：香港中文大學慶祝成立60周年。
- 2025年1月8日，盧煜明教授接任第九任校長。[94]

## 書院制度

伍宜孫書院

香港中文大學是全港惟一設有書院制度的大學。成員書院共有九間，包括：中大創校前成立的崇基學院、新亞書院和聯合書院；1986年創立的逸夫書院；以及於2006至2007年新增的晨興書院、善衡書院、敬文書院、伍宜孫書院及和聲書院。
中大實行「全民書院制」，所有全日制本科生和職員都有所屬書院，唯研究院獨立於中大書院制。書院各有宿舍、餐廳等設施。書院著重全人發展，舉辦各種活動，包括海外交流及外訪計劃，研討會，師友計劃，社區服務，語文、資訊科技和領袖才能訓練，還有多種學生社團組織的課外活動。書院提供眾多非形式教育機會，與正規課程相輔相成，旨在培養學生的人際關係技巧、文化品味、自信心和責任感。學生更可善用獎學金和經濟援助計劃充分發揮個人成長的潛力。
| 成員書院   | 成立年份 | 學生人數 | 宿生人數 | 教師人數 |
| ---------- | -------- | -------- | -------- | -------- |
| 崇基學院   | 1951年   | 3,147    | 1,413    | 424      |
| 新亞書院   | 1949年   | 3,400    | 1,066    | 388      |
| 聯合書院   | 1956年   | 3,300    | 1,288    | 248      |
| 逸夫書院   | 1986年   | 3,441    | 1,160    | 248      |
| 晨興書院   | 2006年   | 300      | 300      | 37       |
| 善衡書院   | 2006年   | 600      | 600      | 81       |
| 敬文書院   | 2007年   | 300      | 300      | 38       |
| 伍宜孫書院 | 2007年   | 1,200    | 600      | 96       |
| 和聲書院   | 2007年   | 1,389    | 600      | 80       |

## 行政制度

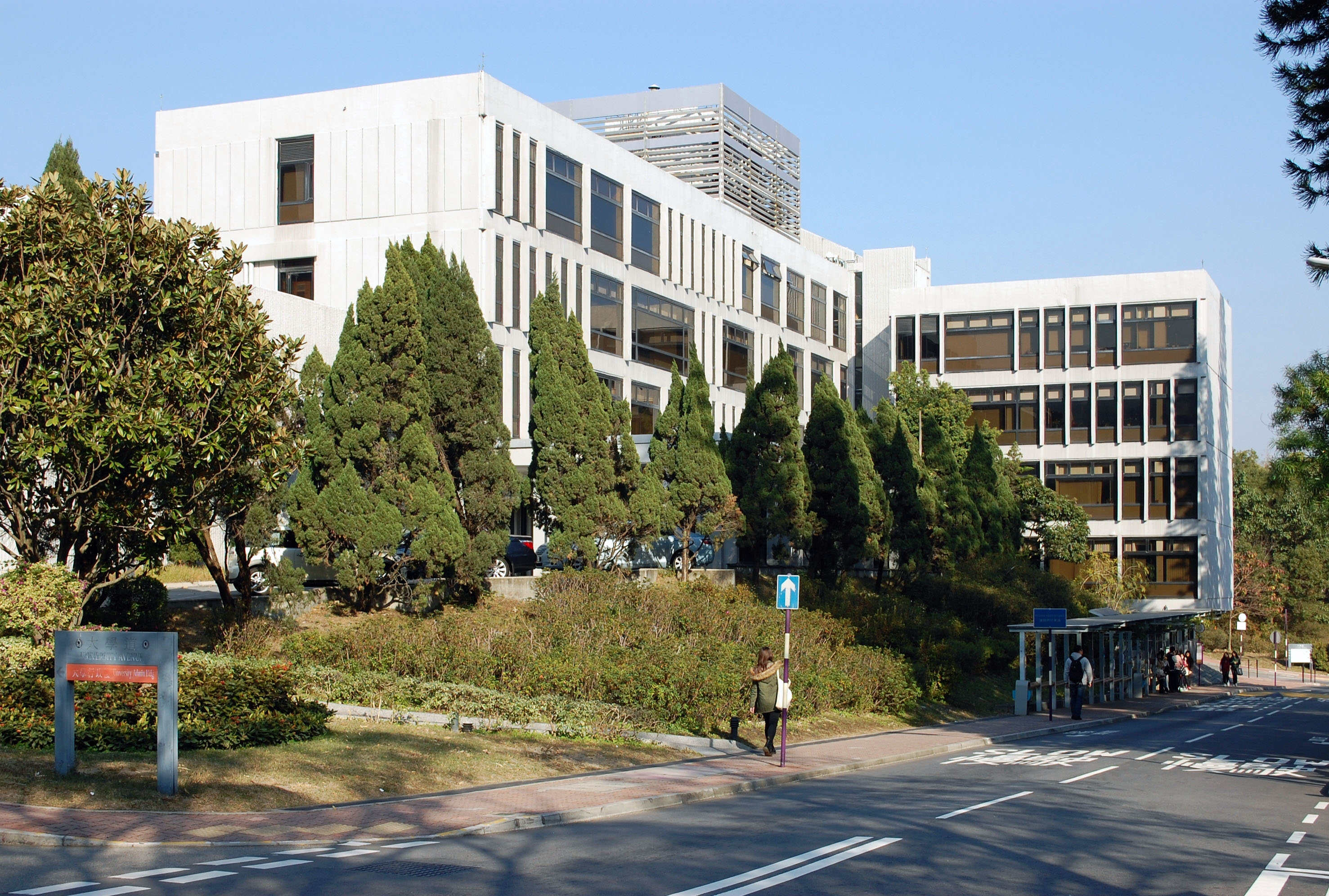
中大行政樓

正如所有其他香港的大學，大學校監（或監督）為香港特別行政區行政長官，另設校長一職。作為一所書院聯邦制的大學，一般人或會對中大的行政架構並不太清楚。大學目前擁有八所學院及九所成員書院，每一所學院或書院均由其院長帶領，前者負責編制各學位的學術課程，而後者則向學生提供膳宿及書院博雅教育輔導。
香港中文大學成立之初，崇基學院、新亞書院和聯合書院均保有相當的權力，如能夠各自安排不同的學系及學科內容，並在聘用教學人員有很大的影響力。但隨著大學的規模不斷增大，大學的運作也有改變。據張德勝(1993)於「邁進中的大學：香港中文大學三十年」一書中敘述：
1. 大學成立初期，招生程序各自為政，這對大學本部和申請人造成不便，故大學招生工作已於1971年由本部統一處理；
2. 大學開辦了數個統一學院（文學院、理學院、社會科學院、研究院及工商管理學院），接收原由各書院開辦的課程，讓教學決定權實際由各成員書院向本部推移；
3. 當大學教育資助委員會審核中大1970至1974年的預算時，指示大學要加強中央功能。

中大校方於1974年2月委任一個由時任新亞書院院長兼副校長余英時為主席的工作小組就大學未來發展進行研究，小組於1975年7月向校方提交報告。就大學未來發展一項，報告建議大學應保留書院聯邦制，但小組提出學系整合以加強書院之職能與角色。報告提出三個可能方案：
1. 「學院本位制」：將各書院（college）改組為學院（faculty），例如新亞書院負責文科學科，崇基學院負責理科學科，聯合書院負責社會科學學科；
2. 「學系本位制」：將各學系於整合後劃歸某一書院，但保留各書院的全科性；
3. 「學科本位制」：為前兩者間的折衷方案，將學系整合後把性質相近的學系依各書院原有的傳統撥歸各書院。

報告並沒有建議採用哪個方案，但指出贊成採用學科本位制的人佔多數。報告亦提出「教師治校」的原則，認為教師有權參與有關大學發展和校務有關的決定。
但香港政府於同年11月再次委任富爾敦為主席的委員會檢討大學未來發展。委員會於1976年3月發表的報告認為，中大應保留書院聯邦制，而余英時報告所提「教師治校」的原則可應用在改革書院校董會的管治上，但就學系整合的建議則不被採納，並反而建議中大採用單一制的行政結構。其後，香港政府全面接納富爾敦委員會報告的建議修改《香港中文大學條例》，將不同書院的權力收歸大學中央。各成員書院只專責非形式教育，如提供學生宿舍等。各成員書院的反應不一，當中新亞書院有九位校董辭職抗議。
中大後來推行全民書院制，除了研究院師生職員外（研究院獨立於中大書院制），所有教職員和學生都有所屬書院。為了容納因本科課程在2012年恢復四年制而增加的3000多名本科生，大學陸續宣布成立新書院。2006年，中大校董會通過接受合共2.7億元的捐款，以成立晨興及善衡兩間新書院，以應付恢復四年制的需要。新書院預計分別錄取300人和600人。
2007年，中大校董會通過接受由葉克勇、伍宜孫慈善基金會及不記名捐款人分別捐出的1億元、1.7億元及1.5億元的捐款，以成立另外三間新書院：敬文書院、伍宜孫書院及和聲書院，三間書院計劃分別錄取300人至最多1200人。

## 學院與課程
學術學院（Faculty）方面，目前八所成員為：文學院、理學院、社會科學院、工商管理學院、醫學院、教育學院、工程學院及法律學院。除了八所學術學院外，中大還設有一所研究院，提供多項修課式及研究式碩士及博士課程。學術學院下設有專業學院（School）、學系（Department）及相關部門。表中的學系只計算學士學位課程。
| 學術學院     | 成立年份 | 專業學院、學系 | 網頁                    |
| ------------ | -------- | --- | ----------------------- |
| 文學院       | 1963     | 人類學系、中國語言及文學系、文化及宗教研究系、英文系、藝術系、歷史系、日本研究學系、語言學及現代語言系、音樂系、哲學系、翻譯系 | www.arts.cuhk.edu.hk    |
| 理學院       | 1963     | 生命科學學院（生物化學系、生物系、細胞及分子生物學系、食品及營養科學系、分子生物技術學系）、化學系、地球與環境科學系、數學系、物理系、統計學系 | www.sci.cuhk.edu.hk     |
| 工商管理學院 | 1963     | 會計學院（會計學系）、決策科學與企業經濟學系、金融學系、酒店及旅遊管理學院（酒店及旅遊管理學系）、管理學系、市場學系 | www.bschool.cuhk.edu.hk |
| 社會科學院   | 1974     | 建築學院（建築學學系）、經濟學系、地理與資源管理學系、政務與政策科學學院、新聞與傳播學院（新聞與傳播學系、全球傳播學系）、心理學系、社會工作學系、社會學系 | socsc.cuhk.edu.hk       |
| 醫學院       | 1981     | 麻醉及深切治療學系、病理解剖及細胞學系、生物醫學學院（生物醫學系）、化學病理學系、中醫學院（中醫學系）、腫瘤學系、影像及介入放射學系、內科及藥物治療學系、微生物學系、那打素護理學院（護理學系、老年學系）、婦產科學系、眼科及視覺科學學系、矯形外科及創傷學系、耳鼻咽喉-頭頸外科學系、兒科學系、藥劑學院（藥劑學系）、精神科學系、賽馬會公共衞生及基層醫療學院（公共衞生系、社區健康系）、外科學系 | www.med.cuhk.edu.hk     |
| 教育學院     | 1988     | 課程與教學學系、教育行政與政策學系、教育心理學系、體育運動科學系 | www.fed.cuhk.edu.hk     |
| 工程學院     | 1991     | 生物醫學工程學系、計算機科學與工程學系、電子工程學系、信息工程學系、機械與自動化工程學系、系統工程與工程管理學系 | www.erg.cuhk.edu.hk     |
| 法律學院     | 2004     | 法律系 | www.law.cuhk.edu.hk     |

### 深圳校園
繼北京師範大學-香港浸會大學聯合國際學院(UIC)於2005年成立後，香港中文大學是第二所在中國大陸設立校園、參與中國聯招程序的香港專上學院。2010年2月6日，香港中文大學與深圳市人民政府簽訂教育合作備忘錄，研議在龍崗區建立“香港中文大學深圳學院“。經中華人民共和國教育部批准，定名為香港中文大學（深圳），簡稱「中大（深圳）」或「港中深」，于2014年开始招生。中大（深圳）獲多名學術巨匠加入授課、研究，教授包括當代中國政府的國師郑永年及多名諾貝爾獎得主。

### 海外交流計劃
香港中文大學與全球多間大學合作，每年外派學生往35個國家或地區，超過280間院校進行學術交流。大學學術交流處統一處理所有行政及聯絡工作。學術交流處、各書院、學院和學系從所有交流計劃中分配得一定名額，各自挑選學生派往各地進行交流。其中學術交流處掌握所有交流計劃中大部分名額，其餘各部門則數量多寡不一。各部門有不同的申請程序和要求，學生可自由選擇向學術交流處、所屬書院、學院或學系申請交流計劃，亦可同時向多個部門提交申請。學生可選擇進行為期一學期或一學年的交換留學，或進行各院校舉辦的暑期課程。

#### 申請要求及程序
大學各部門對交流計劃申請設不同要求及程序。一般而言，學術交流處、學院和學系較為看重申請學生的學業成績，並以此為主要決定機制。書院則較重視申請學生參與大學事務、學生活動，較傾向外派在這些方面較活躍的學生。
學術交流處的交流名額分配機制分為兩部份——學術成績和面試。學術成績部份以申請者提交申請時的累計平均積點 (即CGPA）計算。面試部份，面試參加者將參加15分鐘的單獨現場面試，接受評為小組的提問。評委小組固定由三人組成——一位中大教授、一位學術交流處的行政職員及一位曾被外派為交換生的中大學生。評委三人將向申請學生提問，從語言能力、準備程度、個人性格等方面為申請學生評分，同時申請學生亦可向評委小組提問。面試結束後，學術交流處將以學業成績和面試結果對各申請學生進行評級，申請學生最終依照評級次序選擇交流目的地院校，評級越高者越優先選擇。申請學生可自行選擇是否參加面試。如果申請人選擇不參加面試，評級將完全由學術成績決定。因為學術交流處每年需處理大量交流計劃申請，因此競爭非常激烈。
其他部門的名額分配機制則可能存在很大分別。以逸夫書院為例，除學術成績和面試結果外，申請學生過往參與學生組織和活動的紀錄亦被採納決定名額分配機制。不同部門對申請者提交申請時的累計平均積點有不同要求，評分比重亦不相同。除中大內部的要求，交流申請學生亦必須滿足合作院校對主修學科、語言能力、學術成績、年級等要求才能前往作學術交流。

#### 交流期間學術要求
一般而言，學生在交流期間被要求每學期修讀至少9學科課程，並於至少6學科取得合格成績。學生於完成交流計劃之後，可就成績合格的學分向註冊及考試組申請豁免學分，以交流期間修讀的科目代替中大部份主修、副修、大學或書院必修課程的學分要求。豁免學分的要求根據不同部門有不同要求。

#### 交流計劃獎助學金
教資會、教育局、中大、書院、學院、學系等部門和校外組織每年向獲選參加海外交流計劃的學生提供不同獎助學金以補助學生在交流計劃的支出。當中，教資會、教育局及中大為合資格學生提供一筆過無需償還的獎助學金。是否發放獎助學金和發放金額完全由因應交流計劃目的地、計劃時長、學生家庭收入等因素決定，與學術成績無關。學生只需要向學術交流處提交一次申請，學術交流處將自動為學生申請教資會和教育局的資助計劃。其他部門亦為學生提供不同資助和獎學金，申請資格可能包括學術成績、家庭背景等。

#### 下為香港中文大學截至2025年7月的合作院校[106]：
| 區域         | 國家/地區 | 院校                                                                            | 申請途徑                                                                                               |
| ------------ | --------- | ------------------------------------------------------------------------------- | --- |
| 亞洲及大洋洲 | 澳洲      | 澳洲國立大學                                                                    | 學術交流處                                                                                             |
| 亞洲及大洋洲 | 澳洲      | 樂卓博大學 (La Trobe University)                                                | 學術交流處                                                                                             |
| 亞洲及大洋洲 | 澳洲      | 麥覺理大學 (Macquarie University)                                               | 學術交流處                                                                                             |
| 亞洲及大洋洲 | 澳洲      | 蒙納許大學 (Monash University)                                                  | 學術交流處                                                                                             |
| 亞洲及大洋洲 | 澳洲      | 皇家墨爾本理工大學                                                              | 學術交流處                                                                                             |
| 亞洲及大洋洲 | 澳洲      | 阿德萊德大學                                                                    | 學術交流處                                                                                             |
| 亞洲及大洋洲 | 澳洲      | 墨爾本大學                                                                      | 學術交流處、法律學院、善衡書院、工商管理碩士                                                           |
| 亞洲及大洋洲 | 澳洲      | 新南威爾斯大學                                                                  | 學術交流處、法律學院                                                                                   |
| 亞洲及大洋洲 | 澳洲      | 昆士蘭大學                                                                      | 學術交流處                                                                                             |
| 亞洲及大洋洲 | 澳洲      | 雪梨大學                                                                        | 學術交流處                                                                                             |
| 亞洲及大洋洲 | 澳洲      | 西澳大學                                                                        | 學術交流處                                                                                             |
| 亞洲及大洋洲 | 澳洲      | 南澳大學                                                                        | 聯合書院                                                                                               |
| 亞洲及大洋洲 | 澳洲      | 雪梨科技大學                                                                    | 學術交流處                                                                                             |
| 亞洲及大洋洲 | 文萊      | 文萊達魯薩蘭大學 (Universiti Brunei Darussalam)                                 | 學術交流處                                                                                             |
| 亞洲及大洋洲 | 印度      | 印度管理學院艾哈邁德巴德分校 (Indian Institute of Management, Ahmedabad)        | 工商管理碩士                                                                                           |
| 亞洲及大洋洲 | 印度      | 印度管理學院烏代浦分校 (Indian Institute of Management, Udaipur)                | 工商管理碩士                                                                                           |
| 亞洲及大洋洲 | 印度      | 印度商學院 (Indian School of Business, Hyderabad)                               | 工商管理碩士                                                                                           |
| 亞洲及大洋洲 | 日本      | 國際教養大學 (Akita International University)                                   | 社會科學院                                                                                             |
| 亞洲及大洋洲 | 日本      | 亞細亞大學 (Asia University)                                                    | 新亞書院                                                                                               |
| 亞洲及大洋洲 | 日本      | 同志社大學                                                                      | 學術交流處、日本研究學系                                                                               |
| 亞洲及大洋洲 | 日本      | 學習院大學                                                                      | 學術交流處、日本研究學系                                                                               |
| 亞洲及大洋洲 | 日本      | 廣島大學                                                                        | 學術交流處、日本研究學系                                                                               |
| 亞洲及大洋洲 | 日本      | 一橋大學                                                                        | 學術交流處、日本研究學系、工商管理碩士                                                                 |
| 亞洲及大洋洲 | 日本      | 北海道大學                                                                      | 學術交流處、日本研究學系                                                                               |
| 亞洲及大洋洲 | 日本      | 國際基督教大學                                                                  | 崇基學院、新聞與傳播學院                                                                               |
| 亞洲及大洋洲 | 日本      | 國際大學 (International University of Japan)                                    | 工商管理碩士                                                                                           |
| 亞洲及大洋洲 | 日本      | 關西外國語大學                                                                  | 學術交流處、日本研究學系                                                                               |
| 亞洲及大洋洲 | 日本      | 關西大學                                                                        | 學術交流處                                                                                             |
| 亞洲及大洋洲 | 日本      | 慶應義塾                                                                        | 學術交流處、崇基學院、經濟學系                                                                         |
| 亞洲及大洋洲 | 日本      | 神戶大學                                                                        | 學術交流處                                                                                             |
| 亞洲及大洋洲 | 日本      | 關西學院大學 (Kwansei Gakuin University)                                        | 學術交流處、日本研究學系                                                                               |
| 亞洲及大洋洲 | 日本      | 杏林大學 (Kyorin University)                                                    | 學術交流處、日本研究學系                                                                               |
| 亞洲及大洋洲 | 日本      | 京都產業大學                                                                    | 新亞書院                                                                                               |
| 亞洲及大洋洲 | 日本      | 京都大學                                                                        | 學術交流處、商學士、日本研究學系                                                                       |
| 亞洲及大洋洲 | 日本      | 九州大學                                                                        | 學術交流處、日本研究學系                                                                               |
| 亞洲及大洋洲 | 日本      | 明治大學                                                                        | 學術交流處、日本研究學系                                                                               |
| 亞洲及大洋洲 | 日本      | 名古屋大學                                                                      | 學術交流處、日本研究學系                                                                               |
| 亞洲及大洋洲 | 日本      | 名古屋商科大學                                                                  | 學術交流處、商學士、日本研究學系                                                                       |
| 亞洲及大洋洲 | 日本      | 南山大學 (Nanzan University)                                                    | 學術交流處、日本研究學系                                                                               |
| 亞洲及大洋洲 | 日本      | 大阪國際大學                                                                    | 學術交流處、日本研究學系                                                                               |
| 亞洲及大洋洲 | 日本      | 大阪大學                                                                        | 學術交流處、日本研究學系                                                                               |
| 亞洲及大洋洲 | 日本      | 立教大學                                                                        | 學術交流處、日本研究學系                                                                               |
| 亞洲及大洋洲 | 日本      | 立命館亞洲太平洋大學                                                            | 逸夫書院、酒店及旅遊管理學院                                                                           |
| 亞洲及大洋洲 | 日本      | 立命館大學                                                                      | 學術交流處、日本研究學系                                                                               |
| 亞洲及大洋洲 | 日本      | 創價大學 (Soka University)                                                      | 崇基學院、敬文書院、新亞書院、聯合書院                                                                 |
| 亞洲及大洋洲 | 日本      | 上智大學 (Sophia University)                                                    | 學術交流處、日本研究學系                                                                               |
| 亞洲及大洋洲 | 日本      | 東京大學                                                                        | 文學院                                                                                                 |
| 亞洲及大洋洲 | 日本      | 東京學藝大學 (Tokyo Gakugei University)                                         | 學術交流處、日本研究學系                                                                               |
| 亞洲及大洋洲 | 日本      | 東京外國語大學                                                                  | 學術交流處、日本研究學系                                                                               |
| 亞洲及大洋洲 | 日本      | 築波大學                                                                        | 學術交流處、日本研究學系                                                                               |
| 亞洲及大洋洲 | 日本      | 早稻田大學                                                                      | 學術交流處、政府及行政、新聞及傳播學院、工商管理碩士                                                   |
| 亞洲及大洋洲 | 韓國      | 梨花女子大學                                                                    | 學術交流處、新亞書院                                                                                   |
| 亞洲及大洋洲 | 韓國      | 翰林大學 (Hallym University)                                                    | 新聞與傳播學院                                                                                         |
| 亞洲及大洋洲 | 韓國      | 漢陽大學                                                                        | 學術交流處                                                                                             |
| 亞洲及大洋洲 | 韓國      | 高麗大學                                                                        | 學術交流處、工商管理學院                                                                               |
| 亞洲及大洋洲 | 韓國      | 韓國科學技術院 (Korea Advanced Institute of Science and Technology)             | 工商管理學院                                                                                           |
| 亞洲及大洋洲 | 韓國      | 浦項工科大學 (Pohang University of Science and Technology)                      | 學術交流處                                                                                             |
| 亞洲及大洋洲 | 韓國      | 釜山國立大學                                                                    | 學術交流處                                                                                             |
| 亞洲及大洋洲 | 韓國      | 首爾國立大學                                                                    | 學術交流處、工商管理碩士                                                                               |
| 亞洲及大洋洲 | 韓國      | 成均館大學校 (Sungkyunkwan University)                                          | 學術交流處、工商管理學院、聯合書院                                                                     |
| 亞洲及大洋洲 | 韓國      | 首爾市立大學 (University of Seoul)                                              | 逸夫書院                                                                                               |
| 亞洲及大洋洲 | 韓國      | 延世大學                                                                        | 學術交流處、工商管理學院、工商管理碩士                                                                 |
| 亞洲及大洋洲 | 中國大陸  | 北京師範大學                                                                    | 新亞書院                                                                                               |
| 亞洲及大洋洲 | 中國大陸  | 北京體育大學                                                                    | 體育運動科學系                                                                                         |
| 亞洲及大洋洲 | 中國大陸  | 中歐國際工商學院                                                                | 工商管理碩士                                                                                           |
| 亞洲及大洋洲 | 中國大陸  | 外交學院                                                                        | 崇基學院                                                                                               |
| 亞洲及大洋洲 | 中國大陸  | 香港中文大學（深圳）                                                            | 學術交流處                                                                                             |
| 亞洲及大洋洲 | 中國大陸  | 華東政法大學                                                                    | 法律學院                                                                                               |
| 亞洲及大洋洲 | 中國大陸  | 復旦大學                                                                        | 學術交流處、物理系、工商管理碩士                                                                       |
| 亞洲及大洋洲 | 中國大陸  | 南京大學                                                                        | 學術交流處                                                                                             |
| 亞洲及大洋洲 | 中國大陸  | 北京大學                                                                        | 學術交流處、善衡書院、工商管理學院、法律學院、工商管理碩士                                             |
| 亞洲及大洋洲 | 中國大陸  | 上海交通大學                                                                    | 學術交流處、工商管理學院、理學院、法律學院、工商管理碩士                                               |
| 亞洲及大洋洲 | 中國大陸  | 上海財經大學                                                                    | 會計學院                                                                                               |
| 亞洲及大洋洲 | 中國大陸  | 清華大學                                                                        | 學術交流處、工商管理碩士                                                                               |
| 亞洲及大洋洲 | 中國大陸  | 武漢大學                                                                        | 崇基學院                                                                                               |
| 亞洲及大洋洲 | 中國大陸  | 西安交通大學                                                                    | 學術交流處                                                                                             |
| 亞洲及大洋洲 | 中國大陸  | 浙江大學                                                                        | 學術交流處                                                                                             |
| 亞洲及大洋洲 | 馬來西亞  | 馬來亞大學                                                                      | 學術交流處                                                                                             |
| 亞洲及大洋洲 | 馬來西亞  | 馬來西亞理科大學 (Universiti Sains Malaysia)                                    | 新亞書院                                                                                               |
| 亞洲及大洋洲 | 紐西蘭    | 奧克蘭大學                                                                      | 學術交流處、建築學院、文學院、全球研究、法律學院                                                       |
| 亞洲及大洋洲 | 紐西蘭    | 懷卡托大學 (The University of Waikato)                                          | 學術交流處                                                                                             |
| 亞洲及大洋洲 | 紐西蘭    | 奧塔哥大學 (University of Otago)                                                | 學術交流處、工商管理學院                                                                               |
| 亞洲及大洋洲 | 新加坡    | 南洋理工大學                                                                    | 學術交流處、工程學院、體育運動科學系                                                                   |
| 亞洲及大洋洲 | 新加坡    | 新加坡國立大學                                                                  | 學術交流處、建築學院、文學院、化學系、工程學院、全球研究、酒店及旅遊管理學院、社會科學院、工商管理碩士 |
| 亞洲及大洋洲 | 新加坡    | 新加坡管理大學                                                                  | 工商管理學院                                                                                           |
| 亞洲及大洋洲 | 新加坡    | 新加坡科技設計大學                                                              | 學術交流處                                                                                             |
| 亞洲及大洋洲 | 台灣      | 亞洲大學                                                                        | 學術交流處                                                                                             |
| 亞洲及大洋洲 | 台灣      | 長榮大學                                                                        | 崇基學院神學院                                                                                         |
| 亞洲及大洋洲 | 台灣      | 中原大學                                                                        | 崇基學院神學院                                                                                         |
| 亞洲及大洋洲 | 台灣      | 國立中央大學                                                                    | 學術交流處                                                                                             |
| 亞洲及大洋洲 | 台灣      | 國立成功大學                                                                    | 文學院、工程學院、性別研究                                                                             |
| 亞洲及大洋洲 | 台灣      | 國立政治大學                                                                    | 學術交流處、工商管理學院、新聞與傳播學院、工商管理碩士                                                 |
| 亞洲及大洋洲 | 台灣      | 國立陽明交通大學                                                                | 文化及宗教研究學系                                                                                     |
| 亞洲及大洋洲 | 台灣      | 國立中山大學                                                                    | 工商管理學院                                                                                           |
| 亞洲及大洋洲 | 台灣      | 國立台灣大學                                                                    | 學術交流處、法律學院、理學院、社會科學院、社會工作學系、工商管理碩士                                   |
| 亞洲及大洋洲 | 台灣      | 國立台灣藝術大學                                                                | 藝術系                                                                                                 |
| 亞洲及大洋洲 | 台灣      | 國立清華大學                                                                    | 學術交流處                                                                                             |
| 亞洲及大洋洲 | 台灣      | 台灣大學系統                                                                    | 新亞書院                                                                                               |
| 亞洲及大洋洲 | 泰國      | 朱拉隆功大學 (Chulalongkorn University)                                         | 學術交流處、新聞與傳播學院、社會科學院                                                                 |
| 亞洲及大洋洲 | 泰國      | 馬希竇大學 (Mahidol University)                                                 | 學術交流處、酒店及旅遊管理學院                                                                         |
| 亞洲及大洋洲 | 泰國      | 泰國國立法政大學 (Thammasat University)                                         | 工商管理學院、法律學院                                                                                 |
| 亞洲及大洋洲 | 阿聯酋    | 沙迦美國大學 (American University of Sharjah)                                   | 學術交流處                                                                                             |
| 歐洲及非洲   | 奧地利    | 格拉茨工業大學                                                                  | 學術交流處、建築學院                                                                                   |
| 歐洲及非洲   | 奧地利    | 格拉茨大學                                                                      | 學術交流處                                                                                             |
| 歐洲及非洲   | 奧地利    | 維也納大學                                                                      | 學術交流處                                                                                             |
| 歐洲及非洲   | 奧地利    | 維也納經濟大學                                                                  | 學術交流處                                                                                             |
| 歐洲及非洲   | 比利時    | 魯汶天主教大學 (Katholieke Universiteit Leuven)                                 | 學術交流處                                                                                             |
| 歐洲及非洲   | 捷克      | 布拉格經濟大學                                                                  | 學術交流處                                                                                             |
| 歐洲及非洲   | 丹麥      | 奧胡斯大學 (Aarhus University)                                                  | 學術交流處                                                                                             |
| 歐洲及非洲   | 丹麥      | 哥本哈根商學院                                                                  | 學術交流處、工商管理碩士                                                                               |
| 歐洲及非洲   | 丹麥      | 丹麥理工大學                                                                    | 學術交流處                                                                                             |
| 歐洲及非洲   | 丹麥      | 哥本哈根大學                                                                    | 學術交流處                                                                                             |
| 歐洲及非洲   | 芬蘭      | 阿爾托大學 (Aalto University)                                                   | 工商管理學院                                                                                           |
| 歐洲及非洲   | 芬蘭      | 赫爾辛基大學                                                                    | 學術交流處                                                                                             |
| 歐洲及非洲   | 芬蘭      | 奧盧大學 (Oulu)                                                                 | 聯合書院                                                                                               |
| 歐洲及非洲   | 芬蘭      | 坦佩雷大學 (Tampere University)                                                 | 學術交流處                                                                                             |
| 歐洲及非洲   | 法國      | 艾克斯-馬賽大學 (Aix-Marseille Universite)                                      | 學術交流處                                                                                             |
| 歐洲及非洲   | 法國      | 北方高等商學院 (EDHEC Business School)                                          | 工商管理學院                                                                                           |
| 歐洲及非洲   | 法國      | 歐洲高等商學院 (ESCP Business School)                                           | 管理學碩士                                                                                             |
| 歐洲及非洲   | 法國      | 熱昂高等商學院 (ESSCA Business School)                                          | 學術交流處                                                                                             |
| 歐洲及非洲   | 法國      | 高等經濟商學院 (ESSEC Business School)                                          | 工商管理學院                                                                                           |
| 歐洲及非洲   | 法國      | 巴黎高等商學院 (HEC Paris)                                                      | 學術交流處、工商管理碩士                                                                               |
| 歐洲及非洲   | 法國      | 礦業電信學院 (Institute Mines-Télécom Business School)                          | 學術交流處                                                                                             |
| 歐洲及非洲   | 法國      | 巴黎政治大學 (Sciences Po)                                                      | 學術交流處                                                                                             |
| 歐洲及非洲   | 法國      | 索邦大學 (Sorbonne Universite)                                                  | 學術交流處                                                                                             |
| 歐洲及非洲   | 法國      | 電信管理學院 (TELECOM Ecole de Management)                                      | 學術交流處、工商管理學院                                                                               |
| 歐洲及非洲   | 法國      | 南巴黎電信學院 (TELECOM SudParis)                                               | 工程學院                                                                                               |
| 歐洲及非洲   | 法國      | 里爾天主教大學                                                                  | 工商管理學院、學術交流處                                                                               |
| 歐洲及非洲   | 法國      | 里昂第三大學 (Universite Jean Moulin (ulin (Lyon 3))                            | 學術交流處                                                                                             |
| 歐洲及非洲   | 法國      | 巴黎第一大學 (Universite Paris 1 Pantheon-Sorbonne)                             | 學術交流處                                                                                             |
| 歐洲及非洲   | 法國      | 巴黎多菲納大學 (Université Paris Dauphine-PSL)                                  | 學術交流處                                                                                             |
| 歐洲及非洲   | 德國      | 弗萊堡大學 (Albert-Ludwigs-Universitat Freiburg)                                | 學術交流處                                                                                             |
| 歐洲及非洲   | 德國      | EBS商業與法律大學 (EBS Universität für Wirtschaft und Recht)                    | 學術交流處                                                                                             |
| 歐洲及非洲   | 德國      | 歐洲管理技術學院 (ESMT Berlin)                                                  | 工商管理碩士、工商管理授課式碩士                                                                       |
| 歐洲及非洲   | 德國      | 柏林自由大學                                                                    | 學術交流處                                                                                             |
| 歐洲及非洲   | 德國      | 柏林洪堡大學                                                                    | 學術交流處                                                                                             |
| 歐洲及非洲   | 德國      | 卡爾斯魯爾理工學院 (Karlsruhe Institute of Technology)                          | 工程學院、理學院                                                                                       |
| 歐洲及非洲   | 德國      | 漢諾威大學                                                                      | 學術交流處                                                                                             |
| 歐洲及非洲   | 德國      | 波昂大學                                                                        | 崇基學院                                                                                               |
| 歐洲及非洲   | 德國      | 海德堡大學                                                                      | 學術交流處                                                                                             |
| 歐洲及非洲   | 德國      | 慕尼黑工業大學                                                                  | 數據科學與政策研究                                                                                     |
| 歐洲及非洲   | 德國      | 斯圖加特應用科技大學                                                            | 建築學院                                                                                               |
| 歐洲及非洲   | 德國      | 曼海姆大學                                                                      | 學術交流處、經濟學系、工商管理碩士                                                                     |
| 歐洲及非洲   | 德國      | 奧托貝森管理研究院 (WHU-Otto Beisheim Management)                               | 工商管理學院、工商管理碩士                                                                             |
| 歐洲及非洲   | 匈牙利    | 布達佩斯考文紐斯大學 (Corvinus University of Budapest)                          | 酒店旅遊及房地產                                                                                       |
| 歐洲及非洲   | 匈牙利    | 厄特沃什·羅蘭大學 (Eötvös Loránd University)                                    | 敬文書院                                                                                               |
| 歐洲及非洲   | 愛爾蘭    | 都柏林聖三一學院                                                                | 學術交流處、工商管理碩士                                                                               |
| 歐洲及非洲   | 愛爾蘭    | 都柏林大學學院                                                                  | 學術交流處、工商管理碩士                                                                               |
| 歐洲及非洲   | 意大利    | 威尼斯大學                                                                      | 新亞書院                                                                                               |
| 歐洲及非洲   | 意大利    | 聖路易斯大學 (Libera Università Internazionale degli Studi Sociali Guido Carli) | 學術交流處                                                                                             |
| 歐洲及非洲   | 意大利    | 米蘭理工大學                                                                    | 建築學院                                                                                               |
| 歐洲及非洲   | 意大利    | 圖靈理工大學                                                                    | 建築學院                                                                                               |
| 歐洲及非洲   | 意大利    | 卡羅卡塔內大學 (Universita Carlo Cattaneo)                                      | 學術交流處                                                                                             |
| 歐洲及非洲   | 意大利    | 博科尼大學 (Universita Commerciale L. Bocconi)                                  | 學術交流處、法律學院、工商管理碩士                                                                     |
| 歐洲及非洲   | 意大利    | 波隆拿大學                                                                      | 學術交流處                                                                                             |
| 歐洲及非洲   | 荷蘭      | 阿姆斯特丹大學學院                                                              | 晨興書院                                                                                               |
| 歐洲及非洲   | 荷蘭      | 台夫特理工大學 (Delft University of Technology)                                 | 建築學院                                                                                               |
| 歐洲及非洲   | 荷蘭      | 鹿特丹伊拉斯姆大學 (Erasmus University Rotterdam)                               | 文學院、工商管理學院、EUC、社會科學院、新聞與傳播學院                                                  |
| 歐洲及非洲   | 荷蘭      | 萊頓大學 (Leiden University)                                                    | 學術交流處                                                                                             |
| 歐洲及非洲   | 荷蘭      | 馬斯垂克大學 (Maastricht University)                                            | 學術交流處、文學院、社會科學院、理學院、地理與資源管理學系、心理學系、城市研究                         |
| 歐洲及非洲   | 荷蘭      | 蒂爾堡大學 (Tilburg University)                                                 | 學術交流處                                                                                             |
| 歐洲及非洲   | 荷蘭      | 格羅寧根大學 (University of Groningen)                                          | 學術交流處                                                                                             |
| 歐洲及非洲   | 荷蘭      | 烏特勒支大學 (Utrecht University)                                               | 學術交流處、晨興書院、善衡書院、經濟學系                                                               |
| 歐洲及非洲   | 挪威      | 卑爾根大學 (University of Bergen)                                               | 學術交流處、法律學院                                                                                   |
| 歐洲及非洲   | 波蘭      | 華沙經濟大學                                                                    | 學術交流處                                                                                             |
| 歐洲及非洲   | 俄羅斯    | 聖彼得堡州立大學                                                                | 工商管理碩士                                                                                           |
| 歐洲及非洲   | 南非      | 斯泰倫博斯大學( Stellenbosch University)                                        | 學術交流處                                                                                             |
| 歐洲及非洲   | 西班牙    | 艾賽德商學院 (ESADE Business School)                                            | 工商管理學院、工商管理碩士                                                                             |
| 歐洲及非洲   | 西班牙    | IE大學 (IE University)                                                          | 學術交流處                                                                                             |
| 歐洲及非洲   | 西班牙    | 龐貝法布拉大學 (Universitat Pompeu Fabra)                                       | 學術交流處                                                                                             |
| 歐洲及非洲   | 西班牙    | 納瓦拉大學 (University of Navarra)                                              | 學術交流處、新聞與傳播學院                                                                             |
| 歐洲及非洲   | 瑞典      | 查爾姆斯理工大學 (Chalmers University of Technology)                            | 工程學院、理學院                                                                                       |
| 歐洲及非洲   | 瑞典      | 卡爾斯塔德大學 (Karlstad University)                                            | 學術交流處、理學院                                                                                     |
| 歐洲及非洲   | 瑞典      | 瑞典皇家理工學院                                                                | 工程學院、理學院                                                                                       |
| 歐洲及非洲   | 瑞典      | 隆德大學 (Lund University)                                                      | 學術交流處、工商管理學院                                                                               |
| 歐洲及非洲   | 瑞典      | 馬爾摩大學 (Malmo University)                                                   | 學術交流處                                                                                             |
| 歐洲及非洲   | 瑞典      | 厄勒布魯 (Orebro University)                                                    | 學術交流處                                                                                             |
| 歐洲及非洲   | 瑞典      | 斯德哥爾摩大學                                                                  | 學術交流處、工商管理學院                                                                               |
| 歐洲及非洲   | 瑞典      | 哥德堡大學 (University of Gothenburg)                                           | 學術交流處                                                                                             |
| 歐洲及非洲   | 瑞士      | 洛桑聯邦理工學院 (EPFL)                                                         | 工程學院                                                                                               |
| 歐洲及非洲   | 瑞士      | 蘇黎世聯邦理工學院                                                              | 工程學院、理學院                                                                                       |
| 歐洲及非洲   | 瑞士      | 柏恩大學                                                                        | 學術交流處                                                                                             |
| 歐洲及非洲   | 瑞士      | 弗萊堡大學                                                                      | 學術交流處                                                                                             |
| 歐洲及非洲   | 瑞士      | 日內瓦大學                                                                      | 學術交流處                                                                                             |
| 歐洲及非洲   | 瑞士      | 洛桑大學                                                                        | 學術交流處                                                                                             |
| 歐洲及非洲   | 瑞士      | 聖加侖大學                                                                      | 學術交流處、工商管理碩士                                                                               |
| 歐洲及非洲   | 瑞士      | 日內瓦大學                                                                      | 學術交流處                                                                                             |
| 歐洲及非洲   | 土耳其    | 科奇大學 (Koç University)                                                       | 學術交流處                                                                                             |
| 歐洲及非洲   | 土耳其    | 薩班哲大學 (Sabanci University)                                                 | 學術交流處                                                                                             |
| 歐洲及非洲   | 英國      | 阿斯頓大學 (Aston University)                                                   | 學術交流處、工商管理學院                                                                               |
| 歐洲及非洲   | 英國      | 卡地夫大學                                                                      | 工商管理學院、新聞與傳播學院                                                                           |
| 歐洲及非洲   | 英國      | 倫敦大學城市聖喬治學院                                                          | 工商管理學院                                                                                           |
| 歐洲及非洲   | 英國      | 杜倫大學 (Durham University)                                                    | 學術交流處、法律學院                                                                                   |
| 歐洲及非洲   | 英國      | 倫敦帝國學院                                                                    | 工商管理碩士                                                                                           |
| 歐洲及非洲   | 英國      | 倫敦國王學院                                                                    | 學術交流處                                                                                             |
| 歐洲及非洲   | 英國      | 倫敦商學院                                                                      | 工商管理碩士                                                                                           |
| 歐洲及非洲   | 英國      | 曼徹斯特大學                                                                    | 學術交流處、工商管理學院                                                                               |
| 歐洲及非洲   | 英國      | 謝菲爾德大學                                                                    | 學術交流處、法律學院、城市研究                                                                         |
| 歐洲及非洲   | 英國      | 倫敦大學學院                                                                    | 學術交流處、晨興書院、工程學院                                                                         |
| 歐洲及非洲   | 英國      | 阿伯丁大學                                                                      | 學術交流處                                                                                             |
| 歐洲及非洲   | 英國      | 巴斯大學                                                                        | 經濟學系                                                                                               |
| 歐洲及非洲   | 英國      | 伯明翰大學                                                                      | 學術交流處                                                                                             |
| 歐洲及非洲   | 英國      | 布里斯托大學                                                                    | 學術交流處                                                                                             |
| 歐洲及非洲   | 英國      | 劍橋大學                                                                        | 善衡書院、建築學院                                                                                     |
| 歐洲及非洲   | 英國      | 丹地大學 (University of Dundee)                                                 | 學術交流處                                                                                             |
| 歐洲及非洲   | 英國      | 艾塞克斯大學 (University of Essex)                                              | 學術交流處                                                                                             |
| 歐洲及非洲   | 英國      | 埃克塞特大學 (University of Exeter)                                             | 學術交流處                                                                                             |
| 歐洲及非洲   | 英國      | 格拉斯哥大學 (University of Glasgow)                                            | 學術交流處                                                                                             |
| 歐洲及非洲   | 英國      | 肯特大學 (University of Kent)                                                   | 學術交流處、社會學系                                                                                   |
| 歐洲及非洲   | 英國      | 利茲大學 (University of Leeds)                                                  | 學術交流處、新亞書院、法律學院                                                                         |
| 歐洲及非洲   | 英國      | 利物浦大學                                                                      | 學術交流處、工程學院                                                                                   |
| 歐洲及非洲   | 英國      | 諾丁漢大學                                                                      | 工商管理學院                                                                                           |
| 歐洲及非洲   | 英國      | 南安普敦大學 (University of Southampton)                                        | 學術交流處                                                                                             |
| 歐洲及非洲   | 英國      | 斯特拉斯克來德大學 (University of Strathclyde)                                  | 工商管理學院                                                                                           |
| 歐洲及非洲   | 英國      | 索塞克斯大學 (University of Sussex)                                             | 學術交流處                                                                                             |
| 歐洲及非洲   | 英國      | 華威大學 (University of Warwick)                                                | 工商管理學院、政府及行政、工商管理碩士、社會學系                                                       |
| 歐洲及非洲   | 英國      | 西敏大學                                                                        | 學術交流處、政府及行政                                                                                 |
| 歐洲及非洲   | 英國      | 約克大學                                                                        | 晨興書院                                                                                               |
| 美洲         | 加拿大    | 蒙特婁高等商學院 (HEC Montreal)                                                 | 工商管理學院                                                                                           |
| 美洲         | 加拿大    | 麥基爾大學 (McGill University)                                                  | 學術交流處                                                                                             |
| 美洲         | 加拿大    | 女王大學 (Queen's University)                                                   | 學術交流處、工商管理學院、逸夫書院                                                                     |
| 美洲         | 加拿大    | 西門菲莎大學 (Simon Fraser University)                                          | 學術交流處、崇基學院、公共衛生學院                                                                     |
| 美洲         | 加拿大    | 英屬哥倫比亞大學                                                                | 學術交流處、工商管理學院、工商管理碩士                                                                 |
| 美洲         | 加拿大    | 亞伯達大學 (University of Alberta)                                              | 崇基學院、新亞書院、伍宜孫書院                                                                         |
| 美洲         | 加拿大    | 卡加利大學 (University of Calgery)                                              | 聯合書院、逸夫書院                                                                                     |
| 美洲         | 加拿大    | 渥太華大學                                                                      | 晨興書院、和聲書院                                                                                     |
| 美洲         | 加拿大    | 多倫多大學密西沙加校區                                                          | 理學院                                                                                                 |
| 美洲         | 加拿大    | 多倫多大學士嘉堡校區                                                            | 學術交流處、商學、善衡書院                                                                             |
| 美洲         | 加拿大    | 多倫多大學聖喬治分校                                                            | 逸夫書院、理學院、工商管理學院、工商管理碩士                                                           |
| 美洲         | 加拿大    | 維多利亞大學                                                                    | 工商管理學院、逸夫學院                                                                                 |
| 美洲         | 加拿大    | 滑鐵盧大學                                                                      | 學術交流處                                                                                             |
| 美洲         | 加拿大    | 西安大略大學 (Western University)                                               | 工商管理學院、學術交流處、地理及資源管理學系、城市研究                                                 |
| 美洲         | 加拿大    | 約克大學                                                                        | 工商管理學院、英文系、工商管理碩士、逸夫書院                                                           |
| 美洲         | 智利      | 智利天主教大學                                                                  | 學術交流處                                                                                             |
| 美洲         | 墨西哥    | 蒙特雷科技大學                                                                  | 學術交流處                                                                                             |
| 美洲         | 墨西哥    | 蒙特雷大學                                                                      | 學術交流處、逸夫書院                                                                                   |
| 美洲         | 美國      | 美利堅大學 (American University)                                                | 學術交流處、法律學院、逸夫書院                                                                         |
| 美洲         | 美國      | 貝勒大學 (Baylor University)                                                    | 學術交流處                                                                                             |
| 美洲         | 美國      | 貝拉明大學 (Bellarmine University)                                              | 學術交流處                                                                                             |
| 美洲         | 美國      | 布蘭戴斯大學 (Brandeis University)                                              | 學術交流處、敬文書院                                                                                   |
| 美洲         | 美國      | 布朗大學 (Brown University)                                                     | 善衡書院                                                                                               |
| 美洲         | 美國      | 巴克內爾大學 (Bucknell University)                                              | 善衡書院                                                                                               |
| 美洲         | 美國      | 卡內基梅隆大學                                                                  | 藝術系                                                                                                 |
| 美洲         | 美國      | 克萊蒙特麥肯納學院 (Claremont McKenna College)                                  | 學術交流處                                                                                             |
| 美洲         | 美國      | 康乃爾大學                                                                      | 酒店及旅遊管理學院                                                                                     |
| 美洲         | 美國      | 達特茅斯學院 (Dartmouth College)                                                | 工程學院                                                                                               |
| 美洲         | 美國      | 杜克大學                                                                        | 崇基學院神學院、工商管理碩士                                                                           |
| 美洲         | 美國      | 埃默里大學 (Emory University)                                                   | 工商管理學院                                                                                           |
| 美洲         | 美國      | 聖公會神學院 (Episcopal Divinity School)                                        | 崇基學院神學院                                                                                         |
| 美洲         | 美國      | 喬治城大學                                                                      | 學術交流處                                                                                             |
| 美洲         | 美國      | 喬治亞理工學院                                                                  | 建築學院、工程學院                                                                                     |
| 美洲         | 美國      | 國際學生交換計劃 (ISEP)                                                         | 學術交流處、逸夫書院                                                                                   |
| 美洲         | 美國      | 理海大學 (Lehigh University)                                                    | 學術交流處                                                                                             |
| 美洲         | 美國      | 羅耀拉馬利蒙特大學 (Loyola Marymount University)                                | 崇基學院                                                                                               |
| 美洲         | 美國      | 邁阿密大學 (Miami University)                                                   | 工商管理學院                                                                                           |
| 美洲         | 美國      | 東北大學                                                                        | 學術交流處                                                                                             |
| 美洲         | 美國      | 西北大學                                                                        | 工商管理學院                                                                                           |
| 美洲         | 美國      | 西方學院 (Occidental College)                                                   | 新亞書院                                                                                               |
| 美洲         | 美國      | 倫斯勒理工學院 (Rensselaer Polytechnic Institute)                               | 學術交流處                                                                                             |
| 美洲         | 美國      | 萊斯大學 (Rice University)                                                      | 學術交流處                                                                                             |
| 美洲         | 美國      | 聖地亞哥州立大學                                                                | 崇基學院、晨興書院、善衡書院、敬文書院                                                                 |
| 美洲         | 美國      | 聖愛德華大學                                                                    | 伍宜孫書院                                                                                             |
| 美洲         | 美國      | 紐約大學石溪分校                                                                | 學術交流處、工程學院、逸夫書院、晨興書院                                                               |
| 美洲         | 美國      | 雪城大學 (Syracuse University)                                                  | 學術交流處、工程學院                                                                                   |
| 美洲         | 美國      | 喬治華盛頓大學                                                                  | 學術交流處                                                                                             |
| 美洲         | 美國      | 賓夕凡尼亞州立大學                                                              | 學術交流處                                                                                             |
| 美洲         | 美國      | 芝加哥大學                                                                      | 工商管理碩士                                                                                           |
| 美洲         | 美國      | 密西根大學                                                                      | 工商管理學院                                                                                           |
| 美洲         | 美國      | 北卡羅來納大學教堂山分校                                                        | 學術交流處、工商管理學院、工商管理碩士、音樂系、伍宜孫書院                                             |
| 美洲         | 美國      | 北卡羅來納大學格林斯伯勒分校                                                    | 學術交流處、崇基學院                                                                                   |
| 美洲         | 美國      | 德州大學奧斯汀分校                                                              | 學術交流處、工商管理學院、工商管理碩士                                                                 |
| 美洲         | 美國      | 加州大學海外學習計劃 (UCEAP)                                                    | 學術交流處                                                                                             |
| 美洲         | 美國      | 加州大學伯克萊分校                                                              | 物理系                                                                                                 |
| 美洲         | 美國      | 佛羅里達大學                                                                    | 工商管理碩士                                                                                           |
| 美洲         | 美國      | 夏威夷大學馬諾分校                                                              | 學術交流處、新亞書院                                                                                   |
| 美洲         | 美國      | 伊利諾大學厄巴納-香檳分校                                                       | 學術交流處、工程學院、新亞書院、聯合書院                                                               |
| 美洲         | 美國      | 麻薩諸塞大學阿默斯特分校                                                        | 學術交流處、新亞書院、聯合書院                                                                         |
| 美洲         | 美國      | 邁阿密大學 (University of Miami)                                                | 學術交流處、逸夫書院                                                                                   |
| 美洲         | 美國      | 聖母大學 (University of Notre Dame)                                             | 學術交流處                                                                                             |
| 美洲         | 美國      | 賓夕凡尼亞大學                                                                  | 學術交流處、工商管理學院、工程學院                                                                     |
| 美洲         | 美國      | 匹茲堡大學                                                                      | 學術交流處、數學系、伍宜孫書院                                                                         |
| 美洲         | 美國      | 雷德蘭茲大學 (University of Redlands)                                           | 崇基學院                                                                                               |
| 美洲         | 美國      | 羅徹斯特大學                                                                    | 學術交流處、晨興書院、伍宜孫書院                                                                       |
| 美洲         | 美國      | 南卡羅來納大學                                                                  | 學術交流處、工商管理學院、聯合書院                                                                     |
| 美洲         | 美國      | 南加州大學                                                                      | 工商管理學院、新聞及傳播學院、心理學系                                                                 |
| 美洲         | 美國      | 田納西大學諾克斯維爾分校                                                        | 聯合書院、和聲書院                                                                                     |
| 美洲         | 美國      | 維吉尼亞大學                                                                    | 藝術系                                                                                                 |
| 美洲         | 美國      | 華盛頓大學                                                                      | 學術交流處、和聲書院、敬文書院                                                                         |
| 美洲         | 美國      | 威斯康辛大學麥迪森分校                                                          | 學術交流處、新亞書院                                                                                   |
| 美洲         | 美國      | 華盛頓與李大學 (Washington and Lee University)                                  | 崇基學院                                                                                               |
| 美洲         | 美國      | 衛斯理學院 (Wellesley College)                                                  | 崇基學院                                                                                               |
| 美洲         | 美國      | 韋頓學院 (Wheaton College)                                                      | 晨興書院                                                                                               |
| 美洲         | 美國      | 惠特沃思大學 (Whitworth University)                                             | 崇基學院                                                                                               |
| 美洲         | 美國      | 聖路易斯華盛頓大學                                                              | 學術交流處、工商管理學院                                                                               |
| 美洲         | 美國      | 耶魯大學                                                                        | 崇基學院神學院                                                                                         |
| 美洲         | 美國      | 葉史瓦大學 (Yeshiva University)                                                 | 法律學院                                                                                               |

### 雙學位課程、合辦課程以及合作研究计划

#### 與加州大學柏克萊分校合辦課程
- 香港中文大学與加州大學柏克萊分校合作分派香港中文大学生命科學學院本科學生於加州大學柏克萊分校留學。[108]

#### 與史丹佛大學合辦交流计划
- 香港中文大学與史丹佛大学合作分派史丹佛大學到香港中文大学留學。[109]

#### 與普林斯顿大学设立合辦課程
- 香港中文大学與普林斯顿大学合作分派普林斯顿大学到香港中文大学留學。[110]

#### 與哥伦比亚大学合作
- 香港中文大学與哥伦比亚大学合作分派香港中文大学学生到哥伦比亚大学修读Master of Science in Bioethics硕士学位。[111]

#### 與麻省理工學院、清华大学在电脑科学学科的合作
- 香港中文大学與麻省理工學院和清华大学设有本科生交换生计划。[112]

#### 與哈佛大學合作研究
中大醫學院及哈佛大學公共衞生學院在公共衞生領域合作研究。

#### 與牛津大学合作研究
中大醫學院及牛津大学成立灾难和医学救援中心。

#### 與剑桥大学合作研究
中大醫學院及剑桥大学成立双语研究联合实验室。

#### 與耶鲁大学合作
中大醫學院及耶鲁大学成立雅禮中國語文研習所。

#### 與歐洲科學院等成立歐亞卓越轉化醫學中心
中大與歐洲科學院（英语：Academia Europaea）、匈牙利國家科學教育研究院和塞麥爾維斯大學成立歐亞卓越轉化醫學中心（TEA-NET）。

#### 與中國大陸頂尖大學以及研究所合辦課程
- 中大與中國科學院合辦有深圳先進技術研究院，並獨資擁有香港中文大學深圳研究院（該研究院除負責進行科學研究外，亦開辦深圳EMBA課程，但該課程招生仍由沙田校園負責）。[118]
- 中大與北京大學雙學位課程[來源請求]
- 中大與清華大學雙學位課程[來源請求]

#### 與日本頂尖大學合辦課程
- 中大與日本頂尖大學早稲田大学雙學位課程[來源請求]

#### 與歐洲、英國頂尖大學合辦課程
- 中大與歐洲頂尖IE商學院雙學位課程[來源請求]
- 中大與英國蘇格蘭頂尖愛丁堡大學雙學位課程[來源請求]
- 中大與英國倫敦國王學院法學院雙學位課程[119]

### 人文學科的研究所

#### 法國遠東學院香港中心

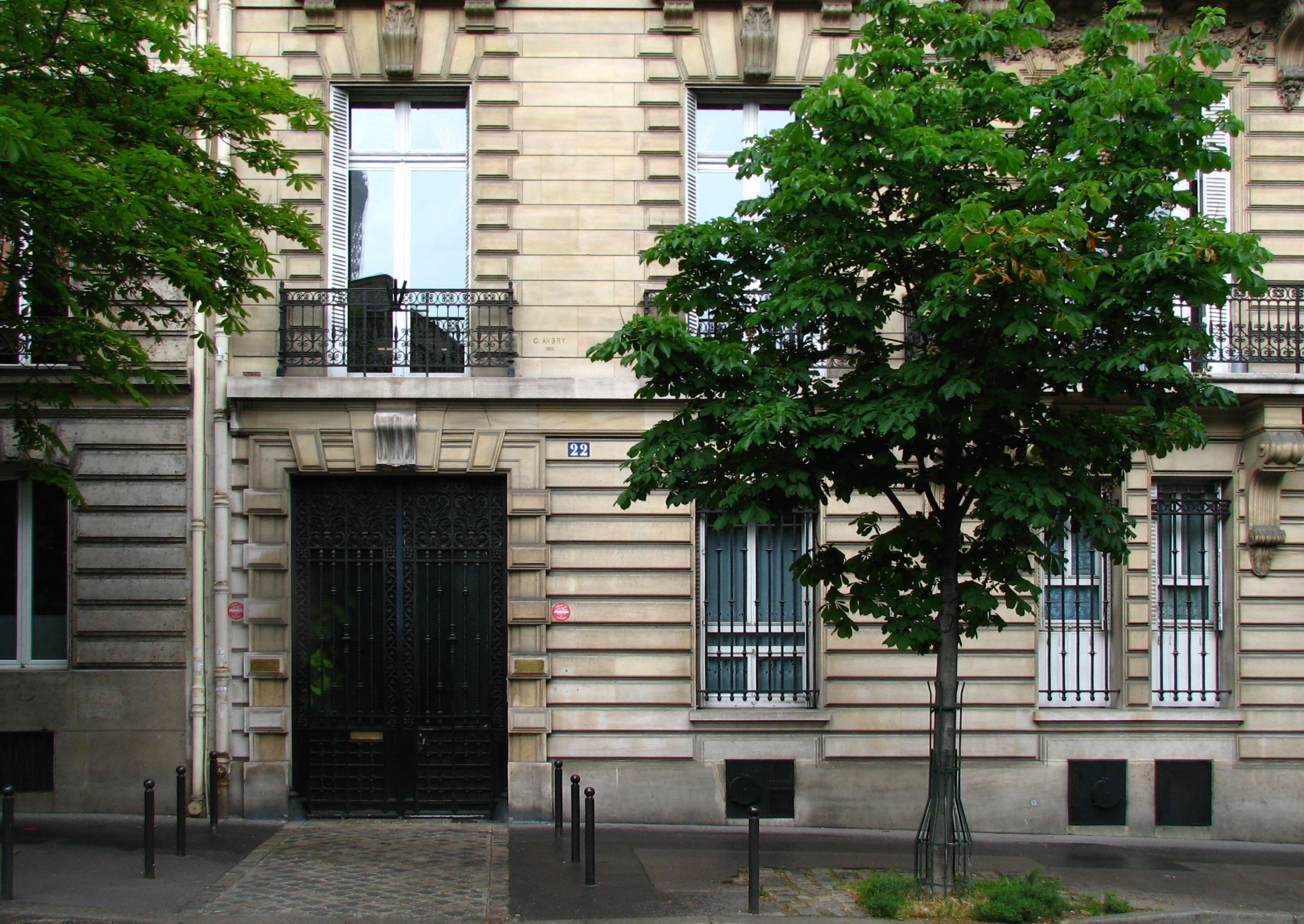
位於巴黎的法國遠東學院 (École française d'Extrême-Orient à Paris)

法國遠東學院（法語：École française d'Extrême-Orient，簡稱EFEO）是法國一所專門研究南亞、東南亞和東亞文明的國家機構，研究範圍涉及歷史學、人類學、民俗學、考古學、藝術、文獻學等。法國遠東學院有兩項成果最引人注目。第一是對柬埔寨吳哥窟的研究和考察。而另一個是漢學方面的成果。許多著名的法國漢學家如沙畹、伯希和（法國敦煌學專家）、馬伯樂等都曾長期供職於該學院。該學院源於1898年為了研究西貢市（今胡志明市）一帶的風土文化，由當時的法屬印度支那總督杜梅下令創立的「法國印度支那古跡調查會」（或譯作「法國印度支那考古學調查會」），由法國金石銘文與文藝學院負責學術監督。1900年更名為法國遠東學院，並於1901年開始出版《法國遠東學院學刊》（Bulletin de l'École Française d'Extrême-Orient）。該學院於1902年將總部設於河內，於1950年代因越法戰爭關係遷至巴黎。學院在12個亞洲國家和地區設立了17個中心。法國遠東學院香港中心也即香港中文大學的法國遠東學院中心（法語： École française d'Extrême-Orient, Université chinoise de Hongkong）。
該中心坐落於香港中文大學本部的中國文化研究所內。 新亞書院校友、法国远东学院教授陈庆浩曾整理《域外汉文小说大系》。

#### 中國文化研究所

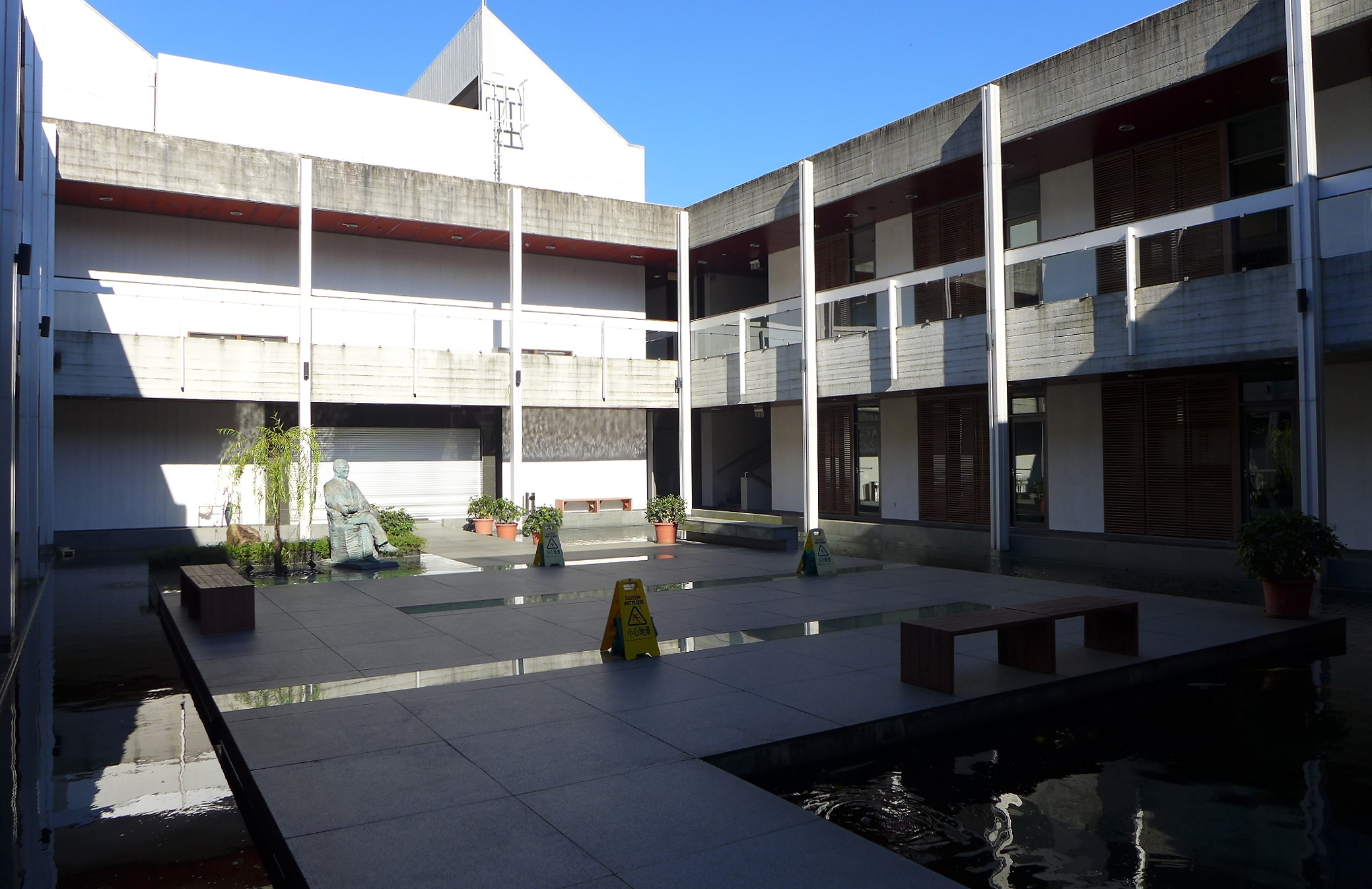
香港中文大學中國文化研究所

中國文化研究所成立於一九六七年，宗旨是促進綜合及比較性之研究，協助本地及海外學者提高中國文化研究與教學水準。研究所下設文物館、翻譯研究中心、中國考古藝術研究中心、吳多泰中國語文研究中心、當代中國文化研究中心及劉殿爵中國古籍研究中心，各自發展學術及出版工作。所方建立有中國古代文獻電子資料庫的長期研究計劃，以及其他多種研究計劃。2006年，「中國研究」成為中文大學策略計劃內的五大重點研究領域之一。研究所主要出版物包括：《中國文化研究所學報》、《譯叢》、《中國語文研究》、《中國語文通訊》、《二十一世紀》、《先秦兩漢古籍逐字索引叢刊》、《魏晉南北朝古籍逐字索引叢刊》及《漢達古籍研究叢書》等。屬下各單位亦分別出版專刊、叢書及其他學術專書。研究所顧問委員會成員來自美國哈佛大學、耶魯大學、法國遠東學院等。
中大文物館與中大圖書館分別有12項碑帖藏品及15種古籍善本，入選中國文化和旅遊部擬定的第六批《國家珍貴古籍名錄（名錄）》。連同被列入第五批《名錄》的8項藏品，中大總共有35項碑帖及古籍入選《名錄》。中大是惟一有藏品入選的香港院校。

#### 「蔣經國基金會」亞太漢學中心
香港中文大學「蔣經國基金會」亞太漢學中心，多年來持續與臺灣學術界方面合作，該中心得以紀念中華民國已故總統蔣經國先生的蔣經國國際學術交流基金會的慷慨捐款和香港中文大學的撥款支持，成立於2006年1月，是蔣經國國際學術交流基金會第三所海外漢學研究中心，亦是該基金會於整個亞太區的第一所漢學研究中心。中心宗旨為促進兩岸三地、亞太區以至國際間的漢學研究與中國研究。該中心設於香港中文大學中國文化研究所內。

#### 人間佛教研究中心
該中心為香港中文大學與佛光山開山星雲大師的佛光山文教基金會於2005年合作設立，中心致力於推展人間佛教學術研究與培養佛學研究人才。歷年來舉辦國際學術會議、學術講座、出版學術著作與期刊，並設立「佛學研究文學碩士課程」、「佛學管理文化證書課程」等佛教課程，深獲學術界和佛教界的高度評價。

#### 中國研究服務中心
中國研究服務中心原名「大學服務中心」（USC），由研究中國大陸的西方學者成立，於1988年併入香港中文大學，運作一直相對獨立。中心首位主任是紐約大學法學院教授孔傑榮（Jerome Cohen）。著名中國問題專家傅高義（Ezra Vogel）教授曾長年擔任該中心國際顧問委員會主席。許多頂尖漢學家為該中心的研究學者，包括澳大利亞首任中國大使 、在中美早期接觸時曾任基辛格助手的、香港總督衛奕信爵士（Lord Wilson of Tillyorn）等。2020年12月，中大稱將「重組」中國研究服務中心，館藏將被保留整合至中大圖書館中，並「努力延續USC精神」，中心本來的人員架構、財務預算、學術交流活動等將會歸入中大的中國文化研究所。中心首位主任、紐約大學法學院教授孔傑榮對重組消息感到傷心，認爲說「它（USC）不僅是一個研究中心，還是中國獨立學者與香港本地人和外國學者見面交流思想的地方，併入大學綜合圖書館以後，將無法再擔起這一重要角色。」他預計，今後接觸到該中心寶貴藏品的機會將受到限制，不受歡迎的學者會被排除在外。指新舉措意味著該中心面臨「可悲的消亡命運」。美國克萊蒙特·麥肯納學院政府學教授裴敏欣認爲，一旦中心解散，中大可能不再被視為全球漢學研究的頂尖學府。

#### 雅禮中國語文研習所
香港中文大學雅禮中國語文研習所在新亞書院及美國雅禮協會（Yale-China Association）的支持下創辦於1963年。一直負責大學本科生及國際生的普通話及廣東話課程。2005年起陸續通過大學擴展教育課程局（UEXB）申請各種證書及文憑課程，公開讓香港市民修讀，也是本港所有大學中，惟一提供普通話／粵語證書課程中最大的大學教學單位。居港中外人士及來自七十多國的漢語研修生修讀本所學分課程、證書課程和暑期密集課程人數每年超過2000人。雅禮的其中一位教師是藏傳佛教黑教教派的法王林雲。

### 香港國際互聯網交換中心
香港中文大學是香港國際互聯網交換中心的營運者。香港互聯網的中樞位於國際互聯網交換中心所在的碧秋樓。

### 創新科技中心（CINTEC）
香港中文大學創新科技中心（Centre for Innovation and Technology, The Chinese University of Hong Kong，CINTEC），
是大學與業界溝通的橋樑，中心鼓勵雙方作多方面交流，並促成合作，使得大學研究成果用諸於社會。
為促進與業界的溝通，創新科技中心經常統籌大學各研究隊伍在本地以至區域性的科技展覽中參與展出，藉以提供社會與研究隊伍之間的直接溝通平台。2008年，創新科技中心更把大學科研成果接觸面伸展至國際海外的展覽當中，如在意大利舉行的R2B 2008國際展覽會，就是一次與世界各地科研機構及業界接觸交流的好機會。
自2007年開始與香港科技教育學會，亞洲機器人聯盟，創新及科技基金舉辦香港工程挑戰賽及香港少年工程挑戰賽，每年選拔香港學生機械人代表隊參加VEX Robotics VEX Robotics World Championship（世界最大規模的機械人比賽），每年全球共有70國家及地區派代表隊參加。

### 香港中文大學專業進修學院（CUSCS）
香港中文大學校外進修部於1965年成立，在1994年易名為香港中文大學校外進修學院，並於2006年起易名為香港中文大學專業進修學院（School of Continuing and Professional Studies, The Chinese University of Hong Kong，CUSCS）。學院秉承服務社會提供優質持續專業教育的使命，配合著香港發展步伐及不同行業人士的進修需求，課程日趨多元化，2005至2006年開設的課程約2,000項，學生人數逾40,000人。

## 學術表現

### 教學和研究
香港中文大學以學術水平知名。大學現時以“中國研究”、“生物醫學”、“信息科學”、“經濟與金融”及“地球信息與地球科學”為五大重點研究領域。 香港政府提出的18個重點研究項目，香港中文大學佔了7個。香港中文大學也是香港各所高校中，具有最多港科院院士的機構，其經常參與頂尖的科學研究。

### 授課語言
中大是港英政府為成立以中文為主要教學語言的大學，香港法例《香港中文大學條例》亦表示中大的「主要授課語言為中文」。雖然中大聲稱「自創校以來一直堅持中英雙語的教育方針」，但現時部分學系皆只提供英語為主的核心科目，部份院系（如醫學院及法律學院）更只以英語為主要教學語言。

### 國際獎項得主
香港中文大學為香港惟一擁有諾貝爾獎得主（專任）駐校任教的大學，也是惟一一所具有獲得菲爾茲獎、克魯格人文與社會科學終身成就獎等國際頂級獎項校友的香港高等學府。
截止2018年10月，香港中文大學的校友、教授及研究人員中，共有10位獲得諾貝爾獎、1位獲得菲爾茲獎、2位獲得圖靈獎，其他獎項包括沃爾夫數學獎、勒諾多文學獎和克魯格人文與社會科學終身成就獎得主以及包括嶺南大學、香港大學等在內的高校校長，是惟一有獲得國際頂級獎項的校友以及諾貝爾獎、菲爾茲獎、圖靈獎及奧斯瓦爾德·維布倫幾何學獎得主專任任教的香港高校。香港中文大學本科畢業生獲得羅德獎學金（譽為本科“諾貝爾獎”）的數目為大中華地區所有大学中最多。
諾貝爾獎得主：
- 高錕（中大電子系創辦人、講座教授及前校長）
- 楊振寧（物理系講座教授）
- 詹姆斯·莫理斯（前晨興書院院長）
- 羅伯特·蒙代爾（「歐元之父」、中大博文講座教授）[137]
- 詹姆斯·赫克曼（中大博文計量經濟學講座教授）[138]
- 克里斯托弗·皮萨里德斯（经济学教授）[139]
- 劉雅章教授（中大1974年物理系校友、聯合國政府間氣候變化專門委員會（Intergovernmental Panel on Climate Change，縮寫IPCC）之成員，與美國前副總統戈爾一同獲頒2007年諾貝爾和平獎[140]）

香港中文大學（深圳）的教授包括：
- 诺贝尔化学奖得主阿里耶·瓦谢尔教授（Prof. Arieh WARSHEL）领衔香港中文大学（深圳）瓦谢尔计算生物研究院；
- 诺贝尔化学奖得主布賴恩·科比爾卡教授（Prof. Brian K. KOBILKA）领衔香港中文大学（深圳）科比尔卡创新药物与转化医学研究院；
- 诺贝尔化学奖得主阿龙J·切哈诺沃教授（Prof. Aaron J·Ciechanover）为港中大（深圳）杰出大学教授，领衔香港中文大学（深圳）切哈诺沃精准和再生医学研究院[142];
- 诺贝尔经济学奖得主迈伦·斯科尔斯教授（Prof.Myron Scholes）为港中大（深圳）杰出大学教授，是港中大（深圳）在经济金融领域的首位诺贝尔奖教授。[143]

另外，還有多次獲提名諾貝爾文學獎的林語堂、趙振開（北島）以及被多次提名同時被普遍認為應該授予諾貝爾獎的李卓皓（後因去世而不可能獲獎）。
2017年諾貝爾物理學獎頒授予從事重力波研究的LIGO團隊成員，香港中文大學物理系是LIGO項目中惟一的香港研究團隊。
菲爾茲獎和奧斯瓦爾德·維布倫幾何學獎得主：
- 丘成桐（中大校友、中大博文講座教授、哈佛大學教授）

圖靈獎（即計算機科系的“諾貝爾獎”）得主：
- 姚期智（中大博文講座教授）
- 霍普克洛夫特教授（John E. Hopcroft）领衔香港中文大学（深圳）霍普克罗夫特高等信息科学研究院

克魯格人文與社會科學終身成就獎（即人文諾貝爾獎）得主：
- 余英時（中大新亞書院校友、前中大新亞書院校長兼前大學副校長）[148][149]

查爾斯·斯塔克·德雷珀獎得主：
- 高錕（中大電子系創辦人、講座教授及前校長），為首位及至今惟一一位華人得主。查爾斯·斯塔克·德雷珀獎是美國工程學界最高獎項之一。該獎由美國國家工程學院每兩年頒發，被認為是「工程學界的諾貝爾獎」

克劳德·E·香农奖（Claude E. Shannon Award）（信息論領域最高榮譽，為“信息科学诺贝尔奖”）得主：
- 谢雅正教授 （David Tse） (香港中文大学（深圳））（2017年度）
- 楊偉豪教授（香港中文大学网络编码研究所主任、香港中文大学卓敏信息工程学讲座教授；网络编码理论创始人）（2022年度）[150]

沃爾夫農業獎（此奖被认为相当于“农业诺贝尔奖”）得主：
- 「雜交水稻之父」、中國工程院院士兼香港中文大學（中大）榮譽理學博士、中大農業生物技術國家重點實驗室學術委員會前委員袁隆平教授 [151]

普立茲獎得主：
- 蕭文超（Tyrone Siu）（中大視覺文化研究文學碩士畢業、獲獎的路透社團隊惟一香港人成員，在2019年香港中文大學警方與示威者衝突中拍下多張得獎作品，其中亦有收錄中大保衛戰的新聞圖片。[152]）

拉斯克基礎醫學研究獎（有「美國的諾貝爾獎」之美譽，是美國最具聲望的生物醫學獎項，也是醫學界僅次於諾貝爾獎的一項大獎）得主
- 李卓皓（中大學術顧問）[153]；
- 盧煜明（中大医学院教授） (2022年度，是迄今惟一以香港为研究基地的“拉斯克奖”得主)[154]

其他重要獎項得主有：
- 沃爾夫數學獎得主丘成桐（中大校友、中大博文講座教授、哈佛大學教授）；
- 皇家獎章（Royal Medal）：中大盧煜明教授為史上首名榮獲英國皇家學會生物學科「皇家獎章」的華人得獎者，表揚他憑藉血漿DNA診斷技術，開創「無創產前診斷」方法以及早診斷唐氏綜合症和多種遺傳病的革命性成就，並為其他類型的液體活檢奠下重要基石。史上只有400多人獲此殊榮，包括提出「進化論」的達爾文及「原子理論」的道耳頓。此外，自諾貝爾獎在1901年成立以來，大約有五分一「皇家獎章」得獎人先後成為諾貝爾獎得主。[155]
- 湯森路透引文桂冠獎（「諾貝爾獎得主預測」名單）[156]、的里雅斯特獎（Ernesto Illy Trieste Science Prize）[157]、費薩爾國王國際醫學獎[158]、科學突破獎[159]得主盧煜明（中大醫學院講座教授）；
- 复旦-中植科学奖，该奖为复旦大学和中植企业集团向全球颁发的奖项，首屆和第二屆得主均在獲此獎項後獲頒諾貝爾獎，因此這個獎項也被視為「諾貝爾獎風向標」。第四届得主是盧煜明（中大醫學院講座教授）[160][161]；
- 法蘭西文學院儒蓮獎（國際漢學最高榮譽）得主[162]饒宗頤（中大新亞書院早期教授、前中大中文系主任、香港中文大學偉倫榮譽藝術講座教授、中國語言及文學系榮休講座教授、中國文化研究所名譽顧問、崇基學院榮譽院務委員、新亞書院榮譽院務委員）、李克曼（新亞書院校友）[163][164][165]；
- 勒諾多文學獎（法語：Prix Renaudot）、奇諾·德爾·杜卡世界獎（法語：Prix mondial Cino Del Duca）得主李克曼（比利時著名漢學家、新亞書院校友）[166]；
- 金花環獎（Golden Wreath Award）（國際詩歌界最權威獎項之一）、瑞典蟬獎（瑞典語：Cikada Prize）[167]得主北島（香港中文大學東亞研究中心人文學科講座教授）；
- 古根漢基金獎（英語：Guggenheim Fellowship）2021年得主黃俊文教授（认知神经科学讲座教授）[168]（獲頒古根漢基金獎的學者當中包括超過125名諾貝爾獎得主，以及眾多普立茲獎、圖靈獎及其他國際獎項的得主）；
- 法國藝術與文學勳章得主汪長智（六十年代中大崇基學院的校友）；
- 保羅‧埃爾德斯數學大獎（Paul Erdős Award）得主岑嘉評講座教授（香港奧數之父，為香港首位獲此殊榮的學者）[169]；
- 美國腸胃科醫學院（英语：American College of Gastroenterology）國際領袖大獎（International Leadership Award）得主陳家亮教授（中大醫學院院長），爲首位獲此殊榮的華人。陳教授也是學術史上首批於《新英格蘭醫學雜誌》（The New England Journal of Medicine）及《刺針》（The Lancet）兩大頂尖醫學期刊中，以「第一作者」身份發表共8篇文章的研究學者[170]；
- 歐洲腫瘤學學會（ESMO）終身成就獎授予中大腫瘤學系主任莫樹錦，以表彰他是全球第一人把生物標記、分子醫學應用於肺癌研究，改變了晚期肺癌治療。他也是首名華人獲得這項榮譽。[171]
- 國際著名腫瘤學多媒體資源平台OncLive譽中大腫瘤學系主任莫樹錦為2020年度「腫瘤學巨人」（Giant of Cancer Care），表揚他在肺癌研究及治療上的卓越領導及貢獻，為全球癌症治療帶來革命性改變。莫教授是首批獲此國際殊榮的亞洲專家，更是第一位來自歐美學府以外的得獎學者。[172]

年度獎項：
- 校方曾獲得麻省理工科技評論（MIT Technology Review）年度突破性科學進展（2015）[173]；
- 全球頂尖醫學期刊《新英格蘭醫學雜誌》（The New England Journal of Medicine）「2017年度最受矚目研究文章」中，十項研究中的其中兩項是由香港中文大學醫學院教授領導的研究。在這十篇當選的研究文章中，更只有這兩項研究是由亞洲學府的研究人員所領導[174]；
- 世界家庭醫生組織（英语：World Organization of Family Doctors）（WONCA）於2018年10月18日宣佈「首屆全球最傑出研究獎項」（First Distinguished Research Making Family Medicine Shine Award）九項最頂尖科研，其中三項由中文大學醫學院黃至生教授及其中大團隊獲獎。此獎項是以研究的原創性及對醫學界的貢獻作評審標準[175]；
- 世界權威科學期刊《自然－生物技術》（Nature Biotechnology）選出「2018年全球20位頂尖轉化研究科學家」（Top 20 Translational Researchers of 2018），中大醫學院盧煜明教授及趙慧君教授佔了兩席。他們是名單上僅有來自香港的學者，盧教授更連續第三年獲此殊榮[161]；
- 中大建築學院建造的新型抗震夯土農宅項目奪得有「建築界奧斯卡」之稱的世界建築節2017年度建築大獎[176][177]；
- 中大建築學院副教授Peter W. Ferretto教授及他帶領的一班年輕畢業生組成的Condition_Lab團隊所設計及興建的中國農村兒童圖書館項目「高步書屋」奪得世界建築節2019年度「竣工項目——公民與社區」組別獎[178]。
- 香港中文大學醫學院腸胃及肝臟科被美國U.S. News and World Report最新公布的「2021年全球最佳大學學科排名」列為全球第13及亞洲第1。[179]
- 香港中文大學的內分泌及代謝科被《美國新聞與世界報道》列為全球最佳大學學科排名亞洲第一。[180]

### 大中华地区獎項
- 香港中文大學於中华人民共和国教育部的《高等学校科学研究优秀成果奖》評估中常居香港之首，獲取最多獎項[181][182][183]；
- 中国大陸機構主辦的未来科学大奖（中国本国的诺贝尔等级的奖项）
  - 盧煜明教授（2016年首屆得獎者）[184][185]
  - 袁隆平博士: 雜交水稻之父」、香港中文大學榮譽理學博士、中大農業生物技術國家重點實驗室學術委員會前委員。
  - 何恺明（香港中文大学博士）: 其深度神经网络研究推动了人工智能的突破性进展 - 提出了深度残差学习，使神经网络能够达到前所未有的深度，获得以前难以实现的能力，促成了多个突破性的成果——包括AlphaGo，AlphaFold和ChatGPT，而获得未来科学大奖中的数学与计算机科学奖（Future Science Prize in mathematics and computer science）。[186]
- 中華民國景星勳章[187][188]：
  - 余光中教授[189]
  - 白先勇講座教授[190]

### 香港羅德學人
羅德獎學金是根據塞西爾·羅德斯爵士（Sir Cecil John Rhodes）的遺願於1902年創立的獎學金，是一個世界級的獎學金，有「全球本科生諾貝爾獎」之稱的美譽，得獎者被稱為「羅德學人」（Rhodes Scholars）。不少國際領導人和傑出學者都曾獲頒羅德獎學金，當中包括前美國總統克林頓（Bill Clinton）、前澳洲總理霍克（Bob Hawke），以及2001年諾貝爾經濟學獎得主米高·斯彭斯（Andrew Michael Spence）等。
羅德獎學金於1986年引入香港後，每年在港挑選一名大學畢業生為獎學金得主，獲得者將可前往牛津大學深造，羅德學人的評定標準則除了優秀的學術表現之外，還包括個人特質、領導能力、仁愛理念、勇敢精神、和體能運動。遴選過程非常嚴謹，申請者必須經過多次的個人面試及集體討論，並與遴選委員會成員共晉晚膳，應對交流，且必須獲牛津大學錄取。

#### 羅德獎學金得主數目
羅德獎學金被譽為本科學生的諾貝爾獎，反映學生質素。
| 院校         | 羅德獎學金得主數目 |
| ------------ | ------------------ |
| 香港中文大學 | 15名學生           |
| 香港大學     | 12名學生           |

由1986年2021年，中大共有15名學生榮膺羅德學人，數目是香港院校之冠。
- - 1987年，黃淑慈（英文系）[196]
  - 1992年，梁偉絲（英文系）[197]
  - 1994年，王鳴峰（工商管理系）[198]
  - 1996年，王澤基（電子工程系）[199]
  - 1998年，李珮珊（電子工程系）[196]
  - 1999年，許達仁（英文系）[196]
  - 2000年，黎穎瑜（社會學系）[200]
  - 2002年，駱敏賢（中國語文及文學系）[201]
  - 2004年，馮思宇（翻譯系）[196]
  - 2005年，陳曉彤（工商管理學士綜合課程）[202]
  - 2007年，張天羽（工商管理學士綜合課程）[203]
  - 2008年，吳紹倫（心理系）[204]
  - 2010年，鄭華哲（醫學院）[205]
  - 2016年，戴漪晨（分子生物技術學系）[193]
  - 2021年：梁雅媛（醫學院）[194]

#### 香港中文大学的电影奖项得主以及电影业会长
- 林黛：四届亚洲影展女主角奖
- 许冠文：首届香港电影金像奖最佳男主角、第40届香港电影金像奖终身成就奖、香港演艺人协会创会会长、香港导演会副会长、首位艺人获得政府委任为“太平绅士”
- 钟景辉：香港戏剧协会会长

## 大學評估

### 學術界評估
大學教育資助委員會學術評審報告（RAE）
- 評審準則：大學所有學系的客觀研究成果，並依據結果，對大學進行撥款和分配學額。[210]

| 院校         | 香港政府評核各大學國際領先研究的數量 | 相應獲得的撥款額 （據2018年5月22日信報） | 相應獲得的學額增減 （截至2017年8月） |
| ------------ | ------------------------------------ | ---------------------------------------- | ------------------------------------ |
| 香港中文大學 | 198個研究達到國際領先水準            | 撥款佔收入52%                            | 學額增加 108                         |
| 香港科技大學 | 191個研究達到國際領先水準            | 撥款佔收入24%                            | 學額增加 27                          |
| 香港大學     | 187個研究達到國際領先水準            | 撥款佔收入50%                            | 學額增加 98                          |

RAE醫學科目學術評審:
| 院校         | 教員數目 | 最高四星級研究成果數目（備註）             |
| ------------ | -------- | ------------------------------------------ |
| 香港中文大學 | 245教員  | 10個國際領先的研究成果（醫學）（無牙醫）   |
| 香港大學     | 331教員  | 13個國際領先的研究成果（醫學與牙醫的總數） |

RAE 法律科目評估:
| 院校         | 2006                 | 2014                                 |
| ------------ | -------------------- | ------------------------------------ |
| 香港中文大學 | 100%達「國際水準」   | 64%國際領先、卓越水準；0%劣等（U級） |
| 香港大學     | 86.48%達「國際水準」 | 46%國際領先、卓越水準；3%劣等（U級） |

（備注：香港政府的評審報告指出：港大屬最熱門的科目“法律”的研究水平被中大法律學院抛離。（完整數據見報刊報導））

路透社排名
- 排名準則：學術創新的客觀成果（但較偏重專利產出量）

| 院校         | 2016                 | 2017 | 2018 | 2019 |
| ------------ | -------------------- | ---- | ---- | ---- |
| 香港中文大學 | 1 （亞洲排名第21位） | 1    | 1    | 1    |
| 香港大學     | 3 （亞洲排名第56位） | 2    | 3    | 3    |
| 香港科技大學 | 2 （亞洲排名第30位） | 3    | 2    | 2    |
| 香港理工大學 | 4 （亞洲排名第66位） | 4    | 4    | 4    |

（備註：2016年港大的排名應該為2，科大為3。港大部分專利列於Versitech 名下，所以該年數據有誤）

全球專利擁有數量
- 香港中文大學自2017/18年度統計起連續第三年成為全港獲得最多專利授權的院校。[220]

《世界大學學術排名》兩岸四地首席大學排名（依據《高等教育機構排名柏林原則》）
- 排名準則：此排名為QS的改進版，是在世界大學學術排名（ARWU）所採用的指標體系的基礎上，增加數個同時適用於兩岸四地教育狀況的4大類13項指標。所有與規模有關的指標同時使用了絕對數和相對值。指標權重的安排遵循《高等教育機構排名的柏林原則》。此排名與QS排名或泰晤士排名不同, 其數據為客觀數據。[221]

| 院校         | 2012 | 2013 | 2014 | 2015 | 2016          | 2017 | 2018 | 2019 | 2020 |
| ------------ | ---- | ---- | ---- | ---- | ------------- | ---- | ---- | ---- | ---- |
| 清華大學     | 1    | 1    | 1    | 1    | 1             | 1    | 1    | 1    | 1    |
| 北京大學     | 7    | 5    | 5    | 4    | 4             | 2    | 2    | 2    | 2    |
| 國立臺灣大學 | 2    | 2    | 3    | 3    | 7             | 9    | 9    | 10   | 13   |
| 香港中文大學 | 5    | 6    | 7    | 5    | 5（是年并列） | 4    | 4    | 3    | 3    |
| 國立清華大學 | 3    | 3    | 2    | 2    | 3             | 3    | 3    | 9    | 10   |
| 香港大學     | 6    | 4    | 6    | 6    | 5（是年并列） | 6    | 8    | 5    | 8    |

西班牙教育部高等學術研究委員會WRWU排名
- 排名準則：规模、能见度（visibility）、学术档案、学术论文（包括自然与人文科学文献）

| 院校         | 2024 |
| ------------ | ---- |
| 香港中文大學 | 1    |
| 香港大學     | 2    |

俄罗斯教育部MosIUR排名
- 排名準則：排名根据三项主要大学使命进行评价排名：教学（占比45%）、科研（占比25%）及社会关联度指标（占比30%）。该排名项目使用了一系列基于客观数据的新评估标准，没有使用任何如QS、THE等排名“主观声誉问卷调查”；也避免如ARWU（软科）般过于强调理科的顶尖奖项。[239]
- 该排名由普华永道会计师事务所进行的独立审计

| 院校         | 2023             | 2022           | 2021           | 2020           |
| ------------ | ---------------- | -------------- | -------------- | -------------- |
| 香港中文大學 | 1 (全球第30名)   | 1 (全球第28名) | 1 (全球第20名) | 1 (全球第24名) |
| 香港大學     | 2 （全球第90名） | 2 (全球第63名) | 2 (全球第34名) | 2 (全球第30名) |

美国US News排名
| 院校         | 2024             | 2023 |
| ------------ | ---------------- | ---- |
| 香港中文大學 | 1 (全球第42名)   | 1    |
| 香港大學     | 2 （全球第44名） | 2    |

ARWU排名
- 排名準則：客觀頂尖學術成果（但頗忽視人文學科）[247]

| 院校         | 2010    | 2011    | 2012    | 2013    | 2014    | 2015    | 2016    | 2017    | 2018    | 2019    | 2020    | 2021    |
| ------------ | ------- | ------- | ------- | ------- | ------- | ------- | ------- | ------- | ------- | ------- | ------- | ------- |
| 香港中文大學 | 151-200 | 151-200 | 151-200 | 151-200 | 151-200 | 151-200 | 201-300 | 151-200 | 151-200 | 101-150 | 101-150 | 101-150 |
| 香港大學     | 201-300 | 201-300 | 151-200 | 201-300 | 151-200 | 151-200 | 101-150 | 101-150 | 101-150 | 101-150 | 151-200 | 101-150 |
| 香港理工大學 | 201-300 | 201-300 | 201-300 | 301-400 | 301-400 | 301-400 | 301-400 | 201-300 | 201-300 | 201-300 | 201-300 | 151-200 |
| 香港科技大學 | 201-300 | 201-300 | 201-300 | 201-300 | 201-300 | 201-300 | 201-300 | 201-300 | 201-300 | 201-300 | 301-400 | 201-300 |

| 院校         | 2010 | 2011 | 2012      | 2013 | 2014      | 2015      | 2016 | 2017 | 2018 | 2019      | 2020 |
| ------------ | ---- | ---- | --------- | ---- | --------- | --------- | ---- | ---- | ---- | --------- | ---- |
| 香港中文大學 | 1    | 1    | 1（并列） | 1    | 1（并列） | 1（并列） | 2    | 2    | 2    | 1（并列） | 1    |
| 香港大學     | 2    | 2    | 1（并列） | 2    | 1（并列） | 1（并列） | 1    | 1    | 1    | 1（并列） | 2    |

### 非纯学术排名
QS世界排名
- 排名準則：主觀比重佔50%（其中40%來自給學校的問卷調查；10%來自給雇主的問卷）；師生比例、來自外地學生比例佔30%（其中20%來自師生比例；10%來自國際職員學生比例）；學術比例佔20%（引用量）。[251]
- 備注：QS問卷答復比率低於1%；且發給英聯邦國家和地區的問卷佔多數。[252]導致香港的大學排名進入前50名，和擁有衆多諾貝爾得獎者的大學并列（例如中大、港大、科大和城市大學排名全部超過僅在文科即擁有18名諾貝爾獎的倫敦政治經濟學院，也超越僅醫學就擁有18名諾貝爾獎的聖路易斯華盛頓大學。沒有任何諾貝爾獎的新加坡國立大學和南洋理工大學排名超越的東京大學, 且排名贴近世界Super Six 大学（即：伯克利、MIT、斯坦福、哈佛、牛津和剑桥）[253]）。[254][255]因此是普遍被學術界認爲不可信的排名。[256][257][258][259]且QS所發問卷的答案由學校自己提供，導致可被参与排名的學校操縱。[260][261]加州伯克利大學高等教育研究中心（英語：UC Berkeley’s Center for Studies in Higher Education）發現QS排名和大學與其有否合同相關，有合同比沒有合同同等情況下，排名會更高。[262]臺灣學者指出：歐美對這些QS、Times大學排名並不重視，因為是這些排名的系統設計，導致排名變動；以美國而言，許多很好的學校排名不理想且落後於不好的學校。這是因為這些排名系統相當部分是用問卷調查出來的「名聲」來做評比，例如若在報章雜誌不斷宣傳這個學校很差，它的排名就會愈差。[263]

| 院校         | 2018 | 2019 | 2020 | 2021 |
| ------------ | ---- | ---- | ---- | ---- |
| 香港中文大學 | 46   | 49   | 46   | 43   |
| 香港大學     | 26   | 25   | 25   | 22   |

### 政府評級
鑒於上述各種排名的缺點以及每年按照不同的排名準則而變動，2021年開始有政府對大學進行綜合等級評定。
中國人民大學評價研究中心之境外大学学科综合竞争力分级目录（人文學科）等級
- 等級排名準則：人文學科的综合竞争力； 包括哲學、法學、語言文學、新聞傳播、社會學、歷史、經濟、教育學、工商管理等人文學科。香港中文大學在幾乎所有科目被列爲香港最高的等級[264]

| 院校         | 2023 |
| ------------ | ---- |
| 香港中文大學 | A類  |
| 香港大學     | A類  |

英國政府為認定及引進精英人才，將英國以外的精英大學（第一等級）做一名錄
名單中包括加州大學伯克利分校、哈佛大學、麻省理工學院等20所美國頂尖大學；中國的清華大學和北京大學；香港的香港中文大學和香港大學；以及日本東京大學和京都大學等。
| 院校         | 2022         |
| ------------ | ------------ |
| 香港中文大學 | （第一等級） |
| 香港大學     | （第一等級） |

### 中大对排名的立場
不同的排名采用不同的指標。部分排名采取客觀數據（如RAE、路透社排名、ARWU軟科排名，兩岸四地的排名等）；部分排名如QS、THE、USNEWS采取主觀評分的方式。例如在2019年中大學生與香港警方爆發劇烈衝突後，THE把中大法律系的排名大幅下降42位，但是學校的質素不可能和示威有關。這類排名年年變化是因爲排名絕大分數來自問卷調查出的主觀感覺。因此中大一般不理會這類排名。中大取向類似日本的大學，並没有刻意管理学校以追求這些非学术私企商業的主觀問卷調查得出的排名（如QS、THS、USNews等）。但是消极对待这些排名的结果是導致這些排名机构將中大排得偏低。中大这种‘清高’理念也受到相当的非議，因为反而是这类非学术兼帶商業性的排名在普羅大眾的報刊發表，而影响巨大，但中大前任校長劉遵義和沈祖堯仍稱：
|  | 每一個大學應該有自己的定位，然後發揮它的作用，而不是單去追求排名。 |

## 大學競爭及比較
香港中文大學是香港中學學生最難被取錄進入本科的香港的兩間大學之一。
在70至80年代沒有香港科技大學及大學聯合招生(JUPAS)前，能依循六年制中學通過香港高等程度會考（H-Level）考入四年制的中大和依循七年制中學通過香港高級程度會考（A-Level）考入三年制的港大的本科學生總數只有1 - 2%；參見主欄目香港教育:
|  | “香港中文大學和香港大學是至1991年為止，香港僅有的兩間大學。當年中學生約17萬，而能進入兩間大學的僅僅為大約1至2%；競爭異常激烈，大學生素質也非常優秀。即在1991年前，一般只有各中學的狀元才能在香港讀到大學”。 |

香港大學和香港中文大學因此一直被認為是香港最頂尖的大學，地位等同於中國大陸的北京大學、清華大學，以及臺灣的國立臺灣大學、國立清華大學（參見主欄目大學競爭）。
香港特區政府通過推動公帑資助和自資專上教育界別的優質及持續發展，受惠於兩個界別的發展，適齡人口組別中約 48%的年輕人現時能夠修讀學位程度的課程；連同副學位學額一併計算，修讀專上課程的年輕人現已超過 70%。
前校長李國章更將和香港大學的競爭白熱化；明言香港人熱衷的香港大學在國際學術界上「聞所未聞」（國際學者的聲譽排名中香港惟一入榜的是香港中文大學）；並指出香港政府應該重點栽培學術性的香港中文大學成為惟一的精英大學。
香港中文大學、香港大學定期如英國兩大高校牛津大學與劍橋大學般舉辦學術和體育的「兩大對抗賽」，包括香港兩大校長盃足球賽、香港兩大划艇賽、辯論比賽。
香港中文大學和香港大學均為香港第一等級大學，學生代表香港幾乎所有領域的精英。媒體常見關於香港中文大學和香港大學哪間比較好的討論。一般來說，香港中文大學偏重學術研究，多名教授、校友曾獲國際頂級嘉獎，也盛產最多羅德獎學金的本科學生。而香港大學為於QS、THE等排名上比香港中文大學高。

## 招生成績

### 香港中學文憑考試
- 香港中學文憑考試的狀元一般全數入讀香港中文大學，香港大學和牛津大學、劍橋大學。[284][285]

- 頂尖科目普遍收生成績中大略高於港大，也為香港八所大學中最高。[286][287][288] 2021年，以最佳 5 科成績中位數計算，全港收生最高分的 10 個課程中，4 個為中大課程，分別為醫學「環球醫學領袖培訓專修」、醫學、環球商業學和計量金融學及風險管理科學。[289]

- DSE狀元部分年份多數入讀中大醫學院。[290]部分年份多數入读港大醫學院。[284]2017年的香港中學文憑考試中，共有六位狀元[註 6]。其中五位選擇入讀香港大學的醫學院；而「超級狀元」[註 7]選擇讀香港中文大學的醫學院。[291]2019年12名狀元心儀的大學是香港中文大學、香港大學和劍橋大學，其中7名状元入讀香港中文大學醫學院[292]。2021年7 名考獲 7 科 5** 的狀元，其中 4 人獲取錄入讀全港收分最高的醫學（環球醫學領袖培訓專修）課程，包括一位考獲 8 科 5** 的「超級狀元」，為中大自 2019 年後再次打敗港大包攬超過一半狀元。另外 3 名狀元則獲港大取錄。[289][293] 2022年屆DSE共誕生8名狀元（即考獲7科5**或以上），其中4人是連同數學科延伸部份均獲5**的超級狀元。 8名狀元之中，6人將入讀中大，其中5人入讀醫學（環球醫學領袖培訓專修），包括兩名超級狀元，另一位超級狀元則入讀計量金融學及風險管理科學。 2022年全港考獲4科5**以上的學生，57%獲中大取錄，比例也為全港院校最高。[294]同樣于2023年，首100名尖子超逾五成入中大。[295]

- 2018年、2019年，以中學文憑試滿分為49分計算，考獲46分或以上而修讀醫科的74名學生中，有超過三分之二選擇入讀中大醫學院[296][297][292]（也見2019年7月11日蘋果日報頭版）。2020年經聯招成功獲取錄入讀成績要求最高的醫科中之學生，近六成人選擇入讀香港中文大學醫學院。[298]

- 醫學（環球醫學領袖培訓專修或稱「環球醫學系」）連續9年成為全港收生成績中位數最高分的學科。[292][299][300][293][294]

#### 頂尖科目收生成績
（備注：以4個核心科及兩個選修科總分中位數計算）
| 院校         | 2022               | 2018                                                 | 2017                                                 | 2016                                                 | 2015                                                 | 2014                                                 |
| ------------ | ------------------ | ---------------------------------------------------- | ---------------------------------------------------- | ---------------------------------------------------- | ---------------------------------------------------- | ---------------------------------------------------- |
| 香港中文大學 | 醫學（中位數）46.5 | 醫學（環球醫學領袖培訓專修）40 環球商業學 39 醫學 36 | 醫學（環球醫學領袖培訓專修）40 環球商業學 39 醫學 37 | 醫學（環球醫學領袖培訓專修）41 環球商業學 38 醫學 37 | 醫學（環球醫學領袖培訓專修）40 環球商業學 39 醫學 36 | 醫學（環球醫學領袖培訓專修）40 環球商業學 39 醫學 37 |
| 香港大學     | 醫學（中位數）43.5 | 醫學 39 工商管理學 (國際商業及環球管理) 38 牙醫 37   | 醫學 39 工商管理學 (國際商業及環球管理) 37 牙醫 36   | 醫學 38 工商管理學 (國際商業及環球管理) 38 牙醫 37   | 醫學 39 工商管理學 (國際商業及環球管理) 37 牙醫 36   | 醫學 38 工商管理學 (國際商業及環球管理) 37 牙醫 36   |

### 取錄資優生
歷年來，中大收過的香港理科資優生包括：
- 何凱琳（以9優1良佳績，獲香港中文大學錄取修讀理科（醫學、心理學）、[來源請求]
- 簡文鋒（在英國會考得七科A*，翌年循大學拔尖計劃，獲香港中文大學物理系取錄）、[來源請求]
- 黃澤鉅（當年文憑試年紀最小的日校考生，入讀香港中文大學化學系）、[來源請求]
- 黃日、黃旭（即「神童兄弟」：二人於2015年代表香港在亞洲物理奧林匹克齊奪金牌，帶領港隊創出歷來最佳成績；入讀理論物理精研及工程學[304]）。

### 會考及高考
在70至80年代沒有香港科技大學及大學聯合招生(JUPAS)前，香港的六年制中學學生（大多是中文中學）只能通過香港高等程度會考（H-Level）考入四年制的香港中文大學。而七年制中學學生能通過香港高級程度會考（A-Level）考入三年制的香港中文大學的本科學生總數:
|  | “香港中文大學和香港大學是至1991年為止，香港僅有的兩間大學。當年中學生約17萬，而能進入兩間大學的僅僅為大約1至2%；競爭異常激烈，大學生素質也非常優秀。即在1991年前，一般只有各中學的狀元才能在香港讀到大學”。 |

## 聲譽

### 香港各中學的校長評選
- 香港各中學的校長評選的「學界排名榜」，中大為第一名。[306]

### 僱主評選
- 於評核實際工作表現的「本港僱主最願意聘用的大學畢業生」的2016年調查中，中大列香港第一[307]
- 比較香港各個大學畢業生的薪酬，中大畢業生的薪酬時名列第一[308][309][310]或者時和港大接近並列第一[311]

### 於外國和本地的聲譽
- 由法國學者（法蘭琪-康堤大學和圖盧茲第三大學）調查國際聲譽的排名（WPRWU）中，香港惟一上榜的大學是香港中文大學[278]。

- 由香港大學進行的香港大學民意研究計劃調查結果，2004-2016年期間，香港中文大學在「港人眼中的大專院校排名」中名列第二。（惟此調查由於“自己評論自己”且属于完全主观的调查而被质疑[312][313]）

- 中國校友會網2000-2012年期間調查香港中文大学“最受香港高考狀元青睞”[314]，同时也是第二最受中國狀元歡迎的港校。[315]

- 《香港專業教育網》於2000年所作的調查，中大擁有最多學科專業獲評為“最佳”[316]。

## 校園生活

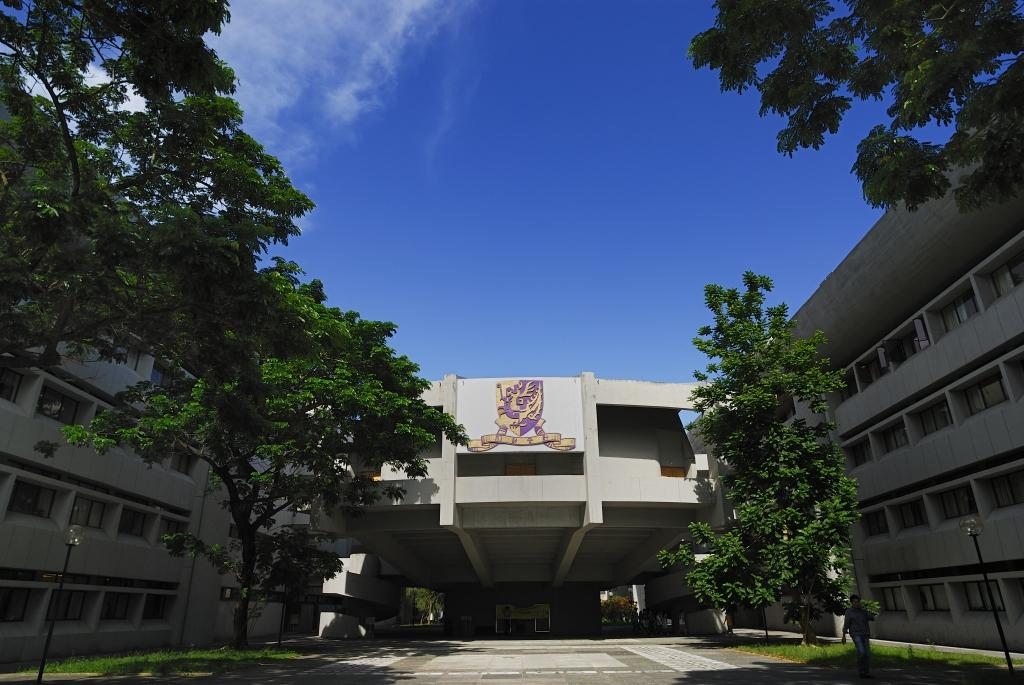
香港中文大學本部科學館銘澤樓（俗稱「飯煲」）

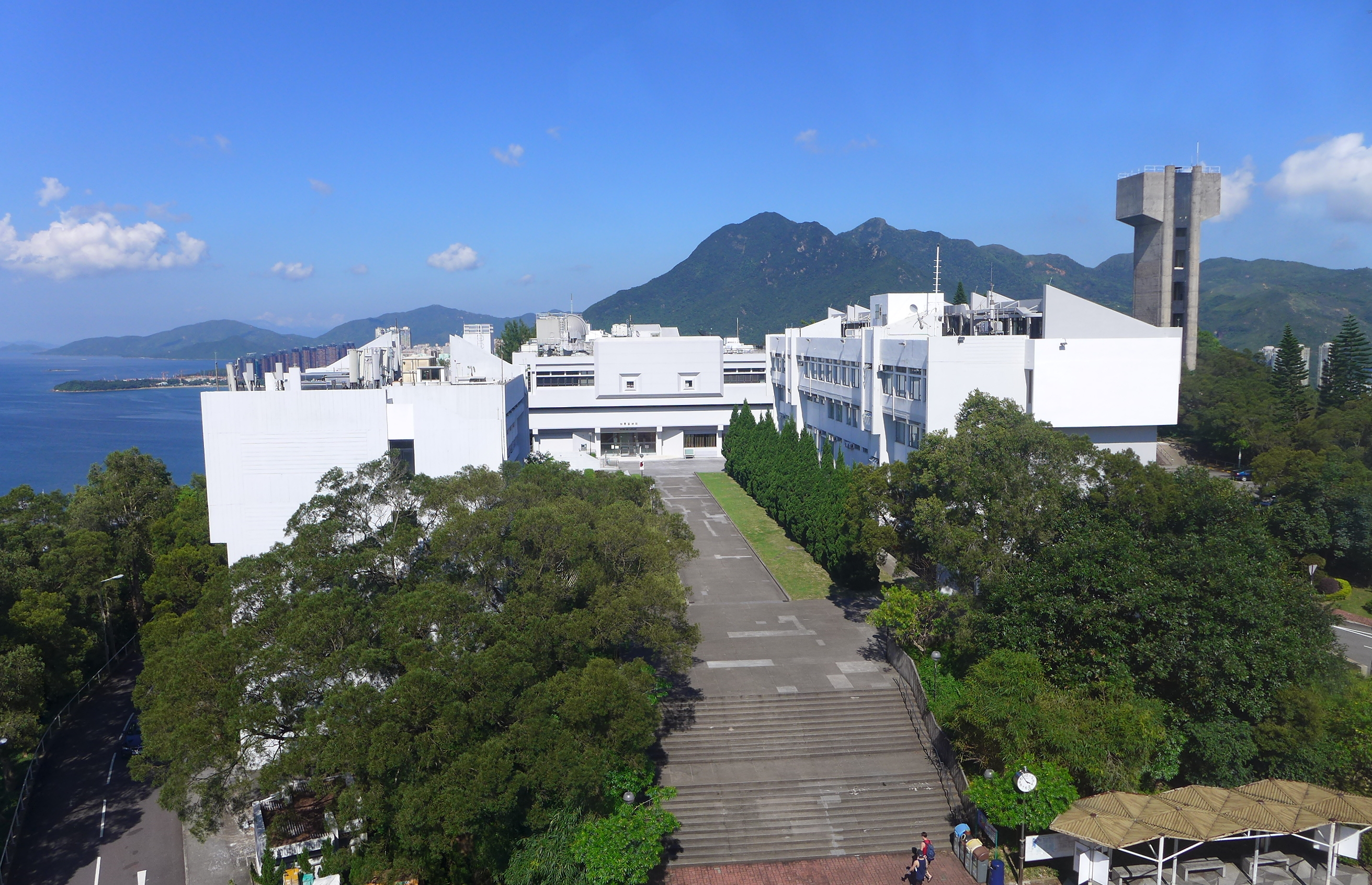
新亞書院

### 起居設施
香港中文大學是香港各個大學中佔地最大的大學，校園面積137.3公頃，同時是香港面積第三大的單一地段，僅次於愉景灣的649公頃及香港國際機場的1,255公頃，範圍橫跨沙田區及大埔區（39區部分屬於大埔區）。
圖書館

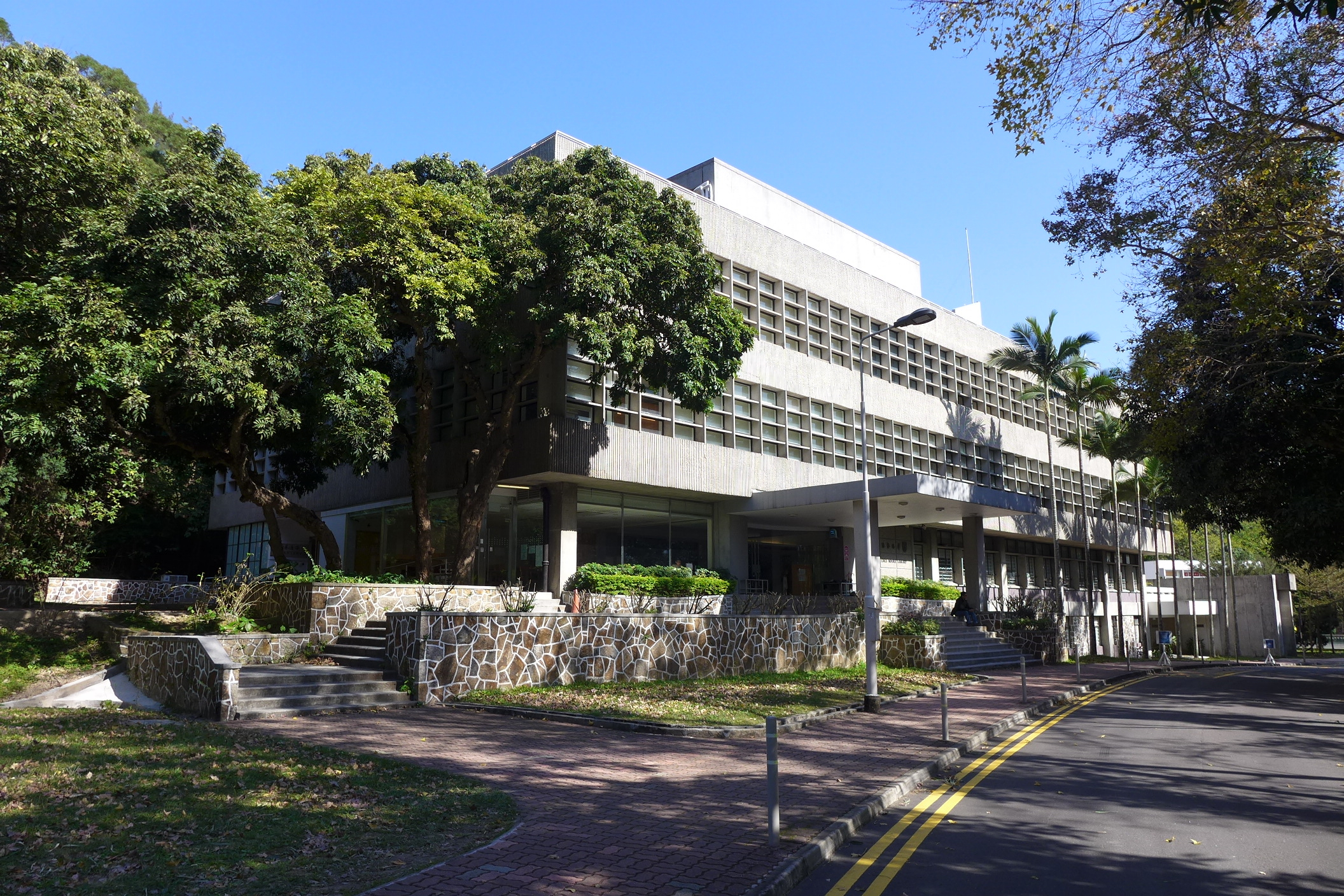
崇基學院牟路思怡圖書館

大學圖書館系統於1963年創校時成立，迄2015年中大實體藏書量約達2,650,044冊、電子書4,053,751冊；共約700萬冊。而期刊有8,853種，另加電子期刊132,996種。中大圖書館是香港各大學中其中一個最大的圖書館系統。
大學圖書館目前共有七所成員。除大學總館外，有三所為學科圖書館：醫學、法律及建築學特別圖書館。而新亞、聯合及崇基亦各自擁有一所內藏跨學科讀物的分館。
此外，原屬美國領事館新聞處轄下之圖書館——美國研究圖書館（American Studies Library）也歸於香港中文大學圖書館，該館於1993年將大部份藏書遷移到香港中文大學港美中心，後交大學圖書館系統管理，其位於聯合書院胡忠圖書館二樓。館藏包括Professor James Meriwether所贈之威廉福納特藏及美國研究特藏，為亞洲最完備之美國研究特藏。
香港中文大學圖書館分館名稱為：
- 大學圖書館（1965年成立）
- 崇基學院牟路思怡圖書館（1951年成立）
- 新亞書院錢穆圖書館（1949年成立）
- 聯合書院胡忠多媒體圖書館（1956年成立）（包括：美國研究圖書館（1993年成立））
- 李炳醫學圖書館（1980年成立）
- 建築學圖書館（1994年成立）
- 利國偉法律圖書館（2004年成立）

體育設施
香港中文大學有各類運動設施供教職員及學生使用（亦是全港惟一於校園內擁有兩個田徑場的大學），包括大學體育中心、夏鼎基運動場、嶺南運動場、水上活動中心、書院體育館、籃球練習場身室、壁球室、康樂室、網球場、游泳池、籃球/排球兩用場、射箭練習場。其中，夏鼎基運動場是每年4月舉行的香港中學文憑考試體育科實習考試指定試場。
香港中文大學亦是小數香港的大學必修體育課。

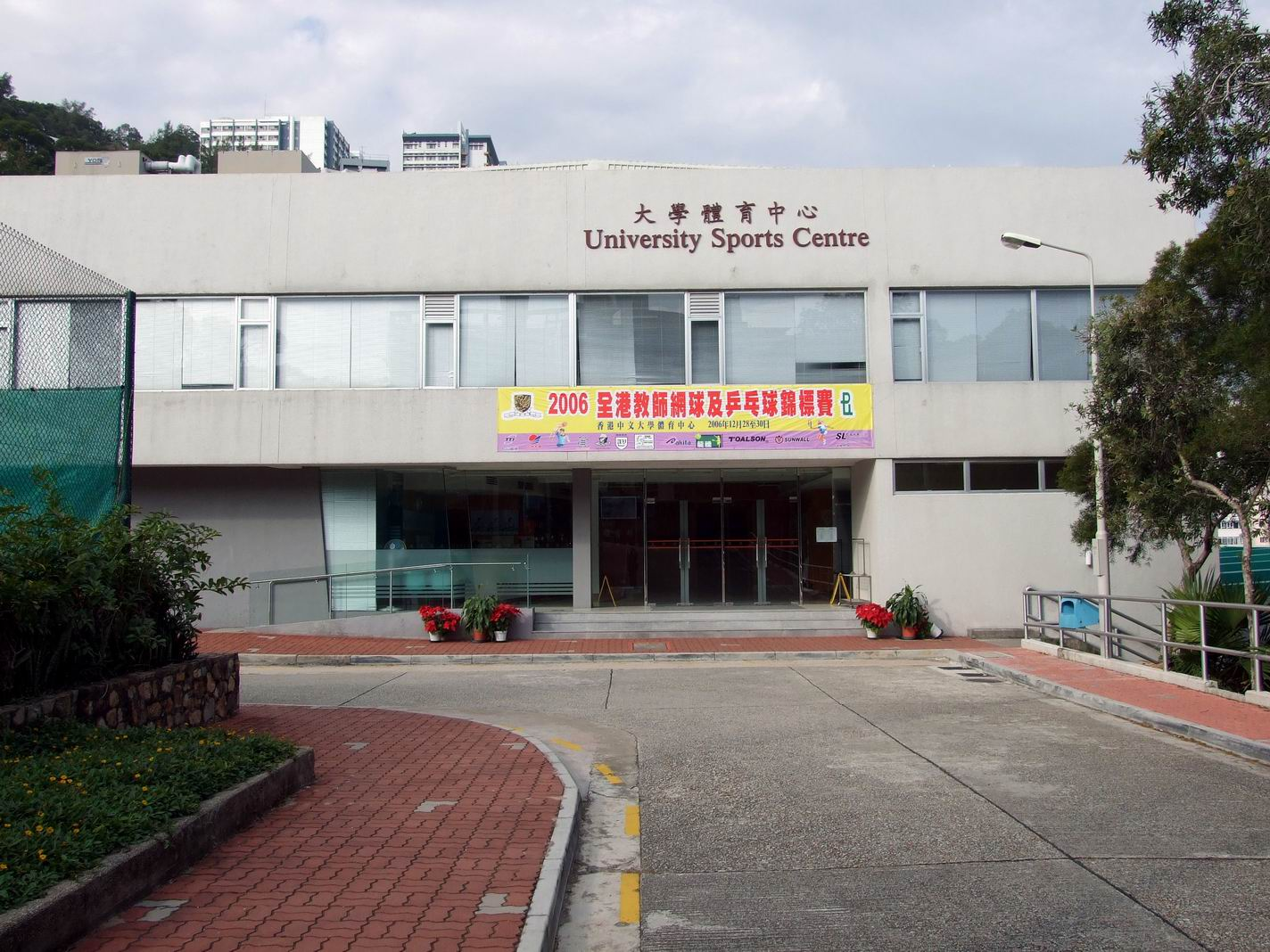
大學體育中心
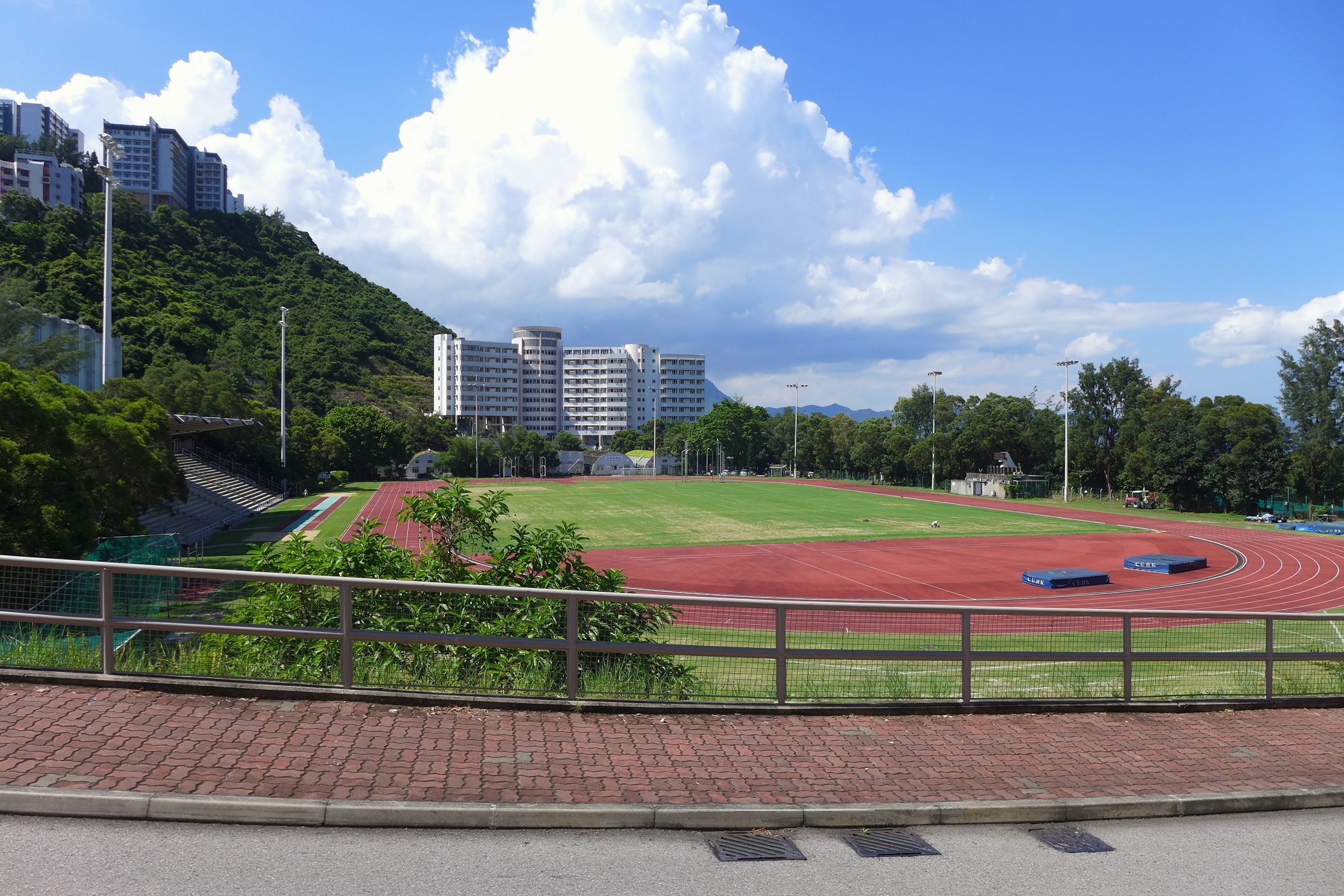
夏鼎基運動場
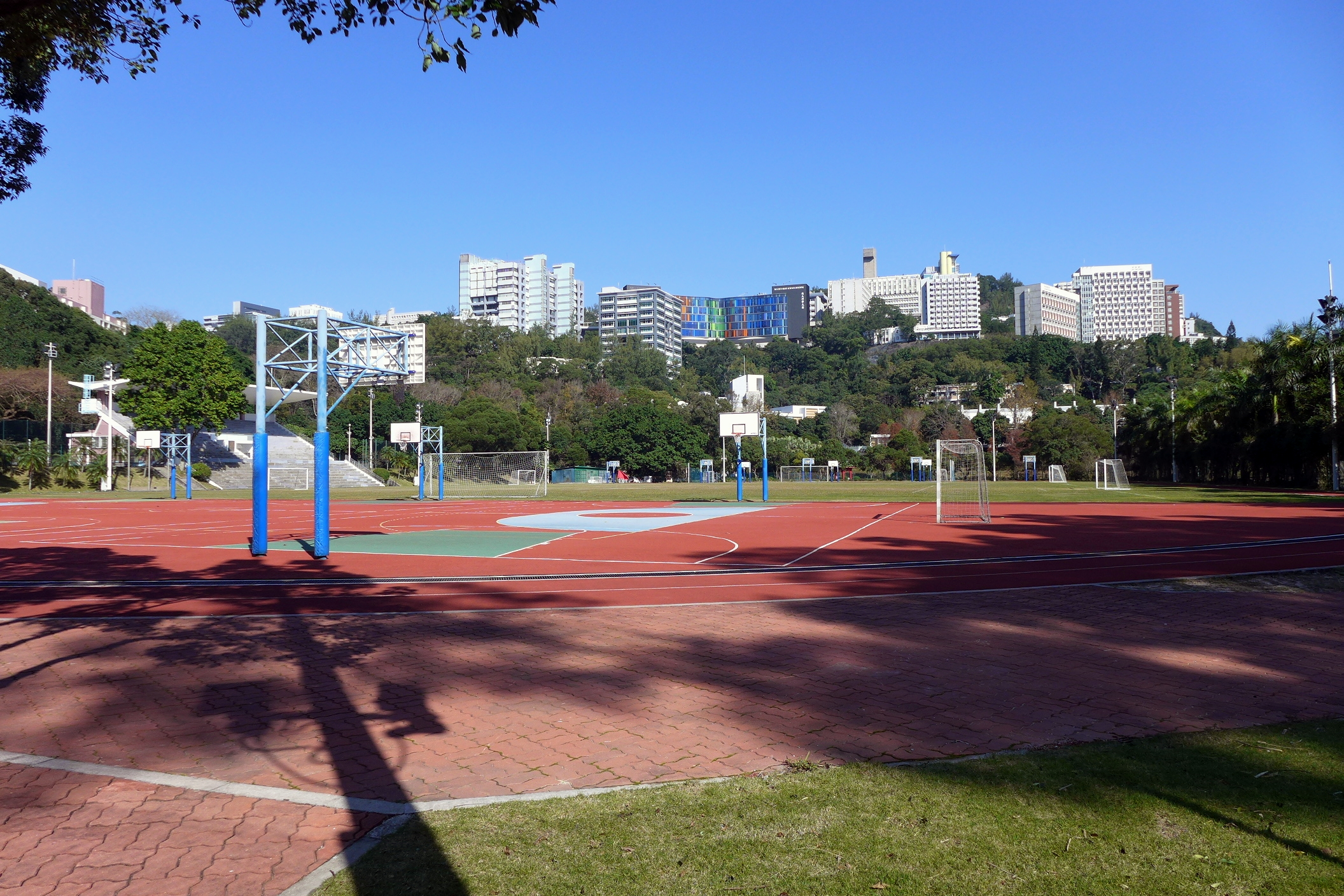
嶺南運動場

邵逸夫堂
邵逸夫堂為一個可以容納1,438人的演奏廳，可供音樂、戲劇、舞蹈等演出以及電影、講座、典禮、集會和考試等活動使用。駐有專業及具經驗的前、後台工作人員。歡迎校內及校外人士租用舉辦文化活動。
大學保健處
位於大學校園中央的保健路的“大學保健處”，提供一系列醫療服務，包括門診、身體檢查、專科、護理、配藥、化驗、物理治療和牙科服務。
飯堂

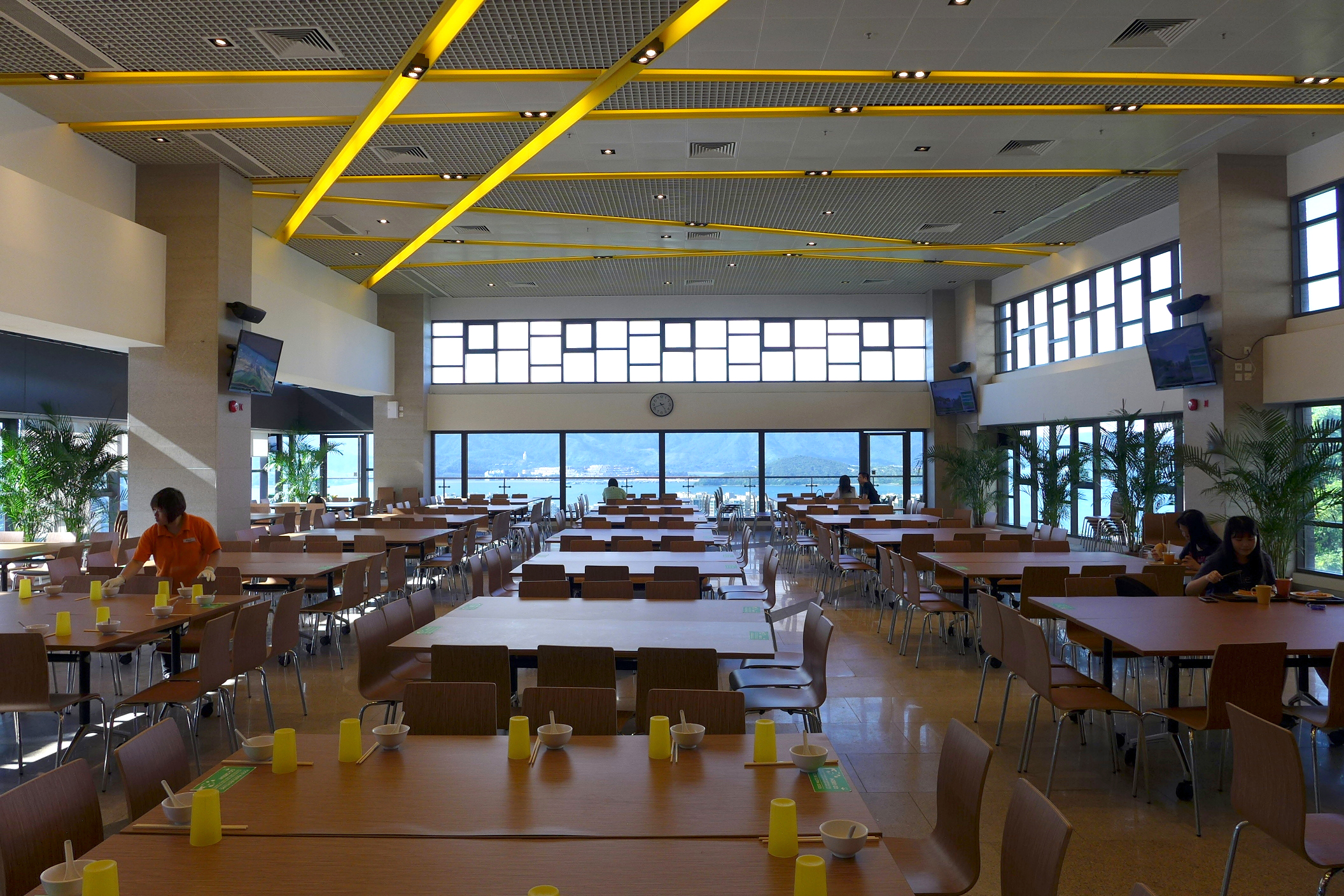
伍宜孫書院學生飯堂

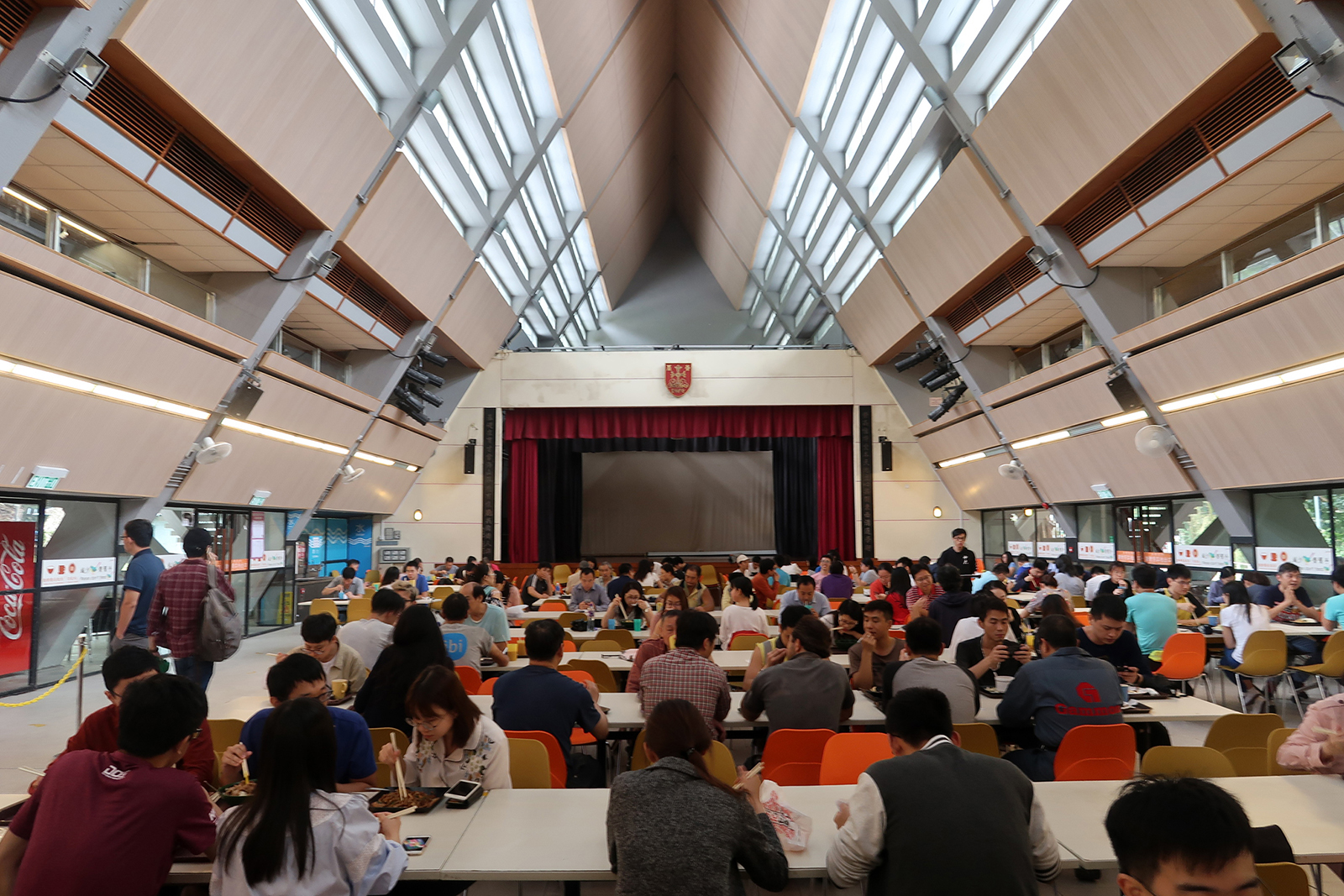
崇基學院眾志堂學生飯堂

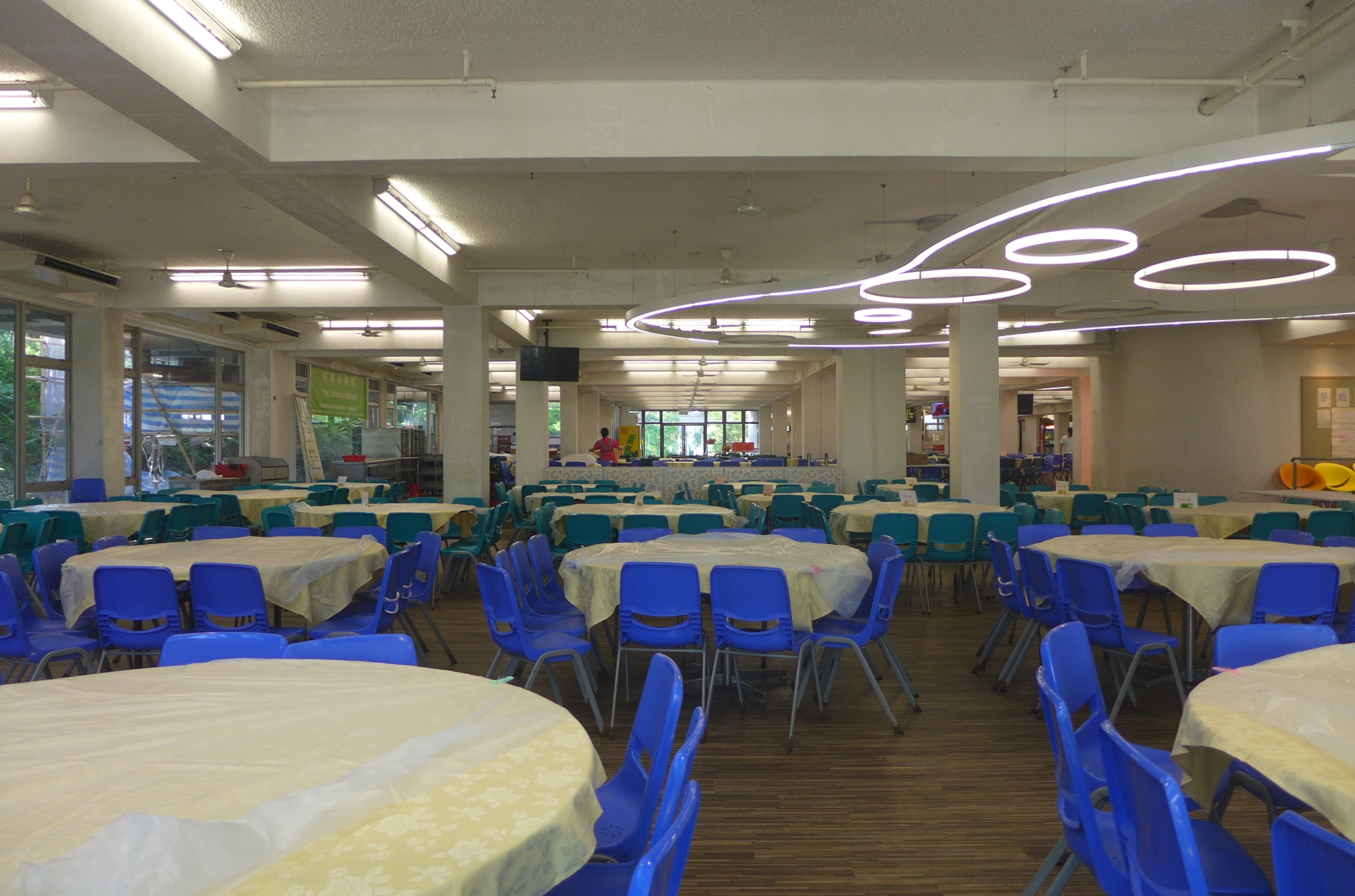
新亞書院學生餐廳因受COVID-19疫情打擊，在2020年11月結束營運

香港中文大學有多個學生飯堂和職員飯堂遍佈校內，共30餘間。
學生飯堂
- 范克廉樓學生膳堂
- 范克廉樓咖啡閣
- 范克廉樓素食餐廳
- 蘭苑（在崇基學院）
- 李卓敏基本醫學大樓小食店
- 女工合作社小食店
- 崇基學院眾志堂學生飯堂
- 新亞書院學生餐廳（易手前以紅豆冰聞名，2020年11月底因受COVID-19疫情打擊而結束營運。[323]，2021年9月易手後重新營業）
- 逸夫書院學生飯堂（在國楙樓低座）
- 聯合書院學生膳堂（在張祝珊師生康樂大樓）
- 聯合書院思源館
- 善衡書院餐廳及咖啡閣（在何善衡館）
- 晨興書院宴會廳
- 晨興書院咖啡閣
- 伍宜孫書院學生飯堂
- 和聲書院學生飯堂
- 敬文書院學生飯堂（已結束營運）
- 李慧珍樓咖啡室
- 李慧珍樓清真餐廳
- 龐萬倫學生中心咖啡室 (Paper&Coffee)
- 賽馬會研究生宿舍三座咖啡室（小念頭）
- The Stage
- Inno 330
- Cafe 330

職員飯堂（部分餐廳非職員也可以光顧）
- 新亞書院雲起軒職員飯堂（只限已申請此飯堂會籍的教職員及新亞書院校友，以及其陪同人士）
- 崇基學院紫荊閣職員飯堂（已於2017年9月起易手並重新開業，所有人士均可入座）
- 聯合書院聚賢軒職員飯堂（只接受學生以團體預訂方式入座，教職員不在此限）
- 逸夫書院涵碧軒職員飯堂（只限教職員預訂入座）
- 范克廉樓教職員餐廳（又名中菜館，所有人士均可入座）
- 大學賓館教職員餐廳（已停業，改建為伍宜孫書院健身室如日坊）
- 伍宜孫書院教職員餐廳（只限教職員預訂入座）
- 蘭苑（位處崇基學院，所有人士均可入座）
- 威爾斯親王醫院職員餐廳
- 范克廉樓見龍閣（大學宴客專用）

學生宿舍

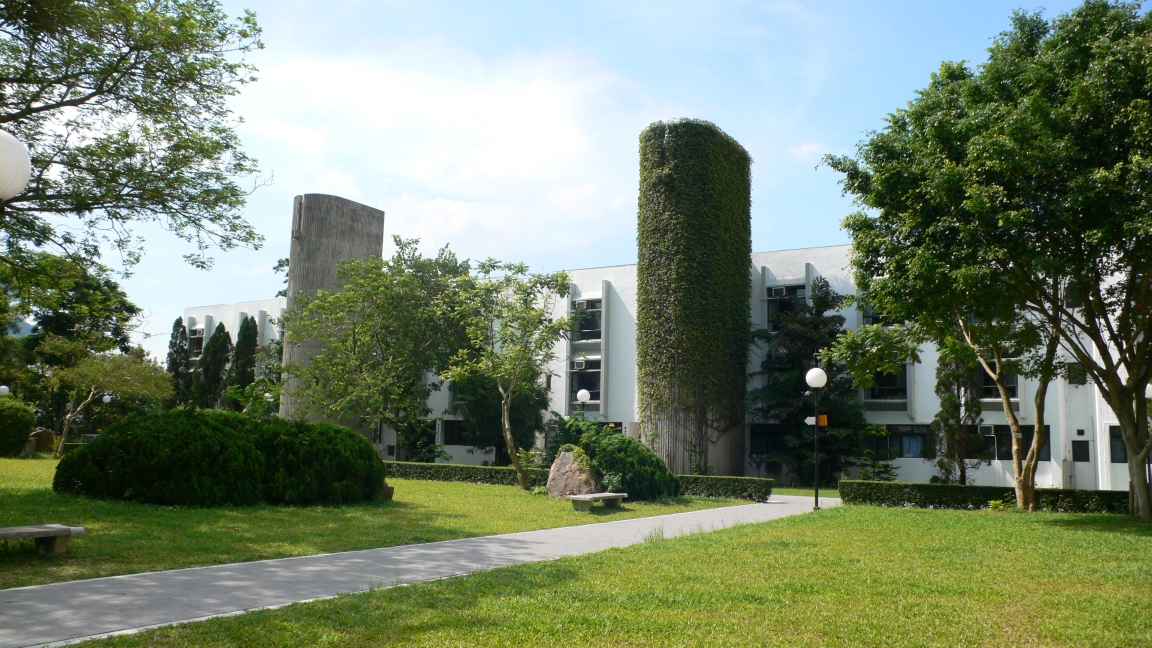
聯合書院的湯若望宿舍

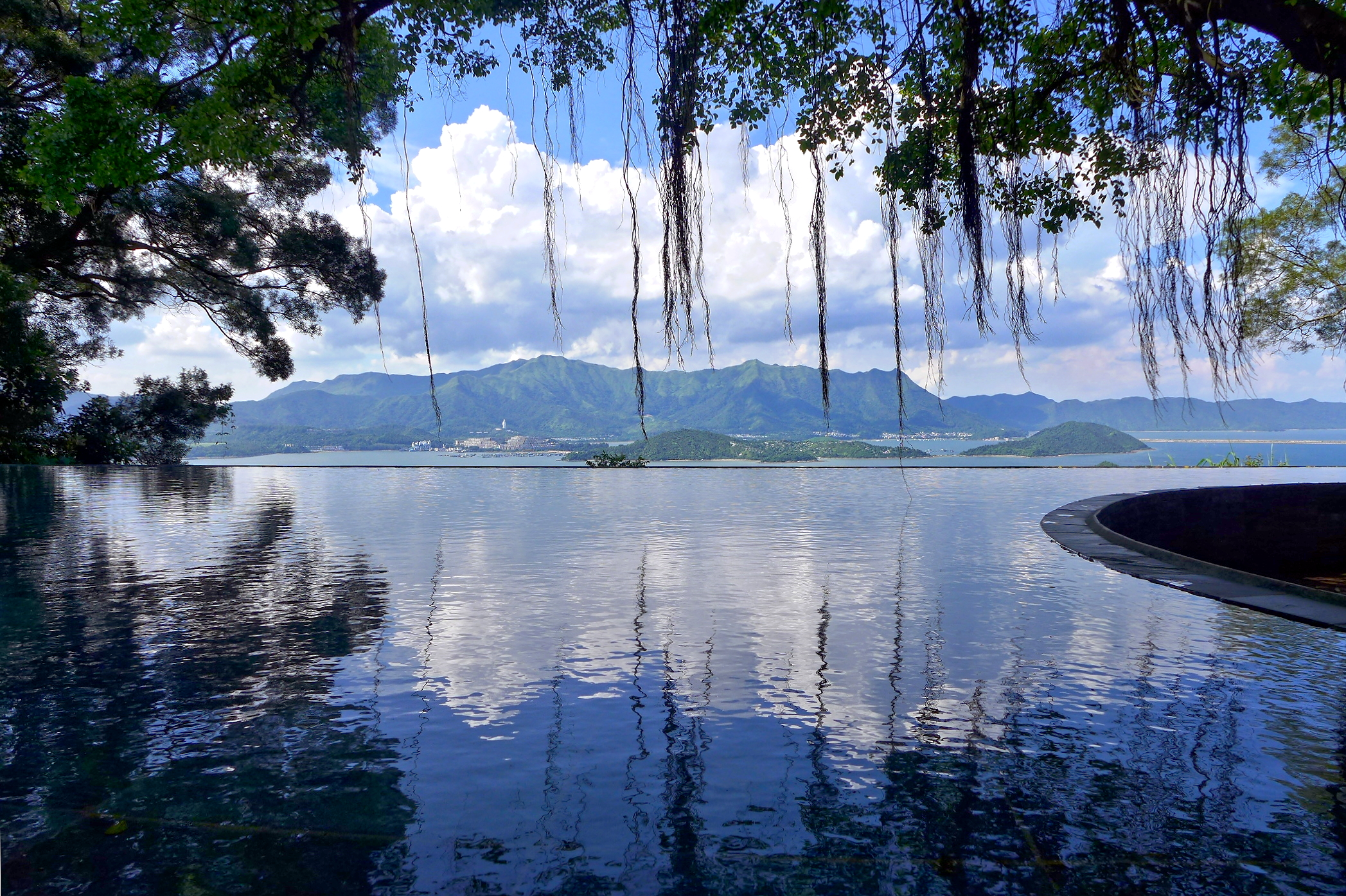
合一亭位於新亞書院學生宿舍學思樓與知行樓之間

中文大學逾半學生可獲安排宿位。9所成員書院（崇基學院、新亞書院、聯合書院、逸夫書院、晨興書院、善衡書院、敬文書院、伍宜孫書院及和聲書院）共有30幢宿舍，連同醫學院所提供的宿位和6幢研究生宿舍，提供了逾8,400個宿位。學生事務處轄下的國際生舍堂（前身為教職員宿舍五六苑，以及職工宿舍；前者採用高級公務員宿舍標準興建）於2005年啟用，可容納420名本地、非本地及交換生。晨興書院、善衡書院及敬文書院為三所進行「全宿共膳」政策的書院。
教職員宿舍
在崇基學院1956年遷入後，已有為教職員先後建造六幢宿舍。而在1970年代校園整體建成時，由於交通不便，加上有不少教職員來自外地（尤其是台灣、美國），校方當時就興建了合共十幢教職員宿舍（1970至1978年入伙，一至六苑按教職員所屬書院分配：第一苑及沒有興建的第二苑屬崇基學院，第三及第四苑屬聯合書院，第五及六苑屬新亞書院），全部以高級公務員宿舍標準興建。而在1981至1995年間，校方另建了九幢教職員宿舍，使大學曾一共有25幢教職員宿舍。然而，教資會後來推展新教職員薪津福利政策，以現金津貼永久取代部分宿舍，第一苑、第五至九苑及科學園路校門宿舍因而被分別改建，使目前教職員宿舍只餘19幢。

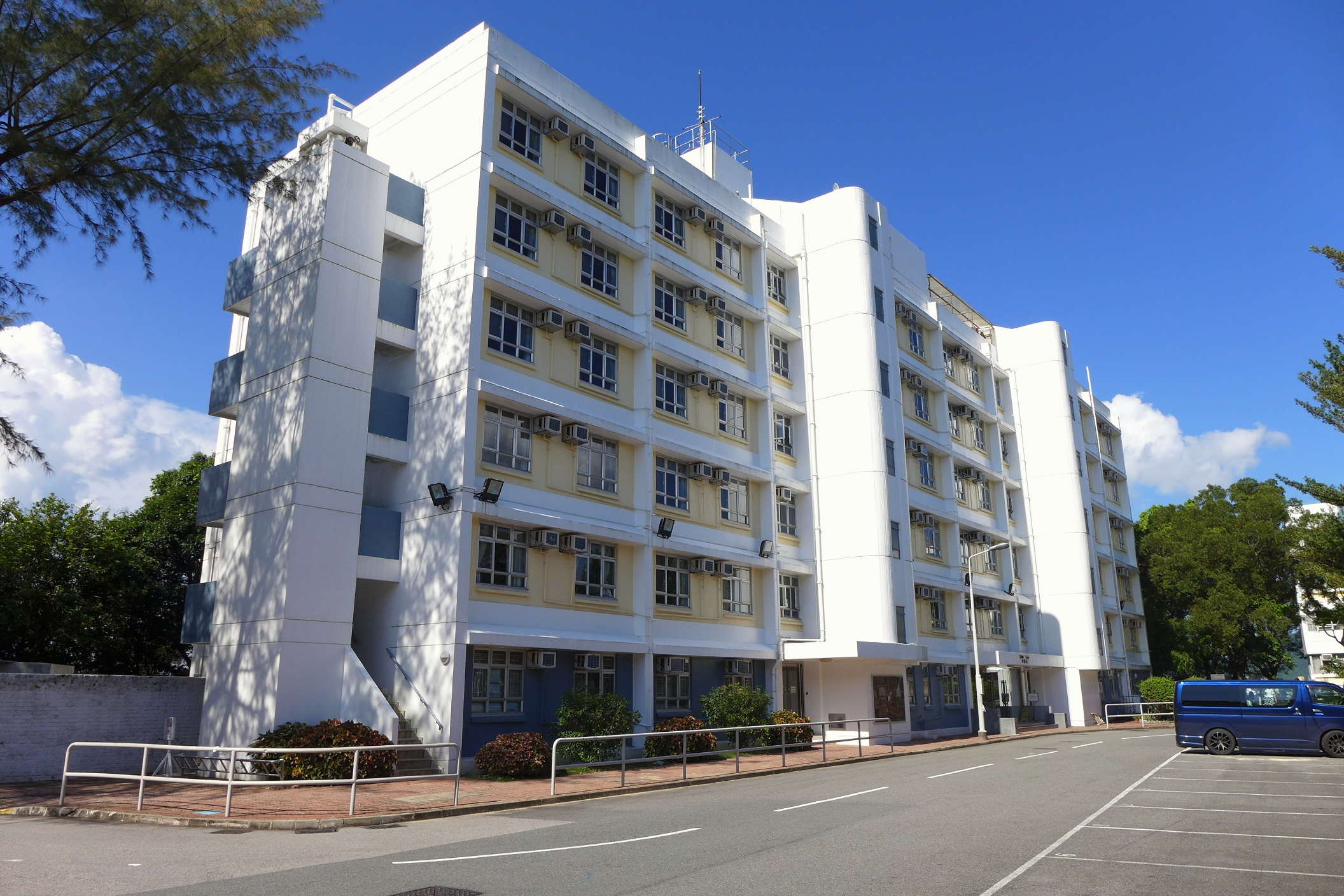
新亞書院學思樓
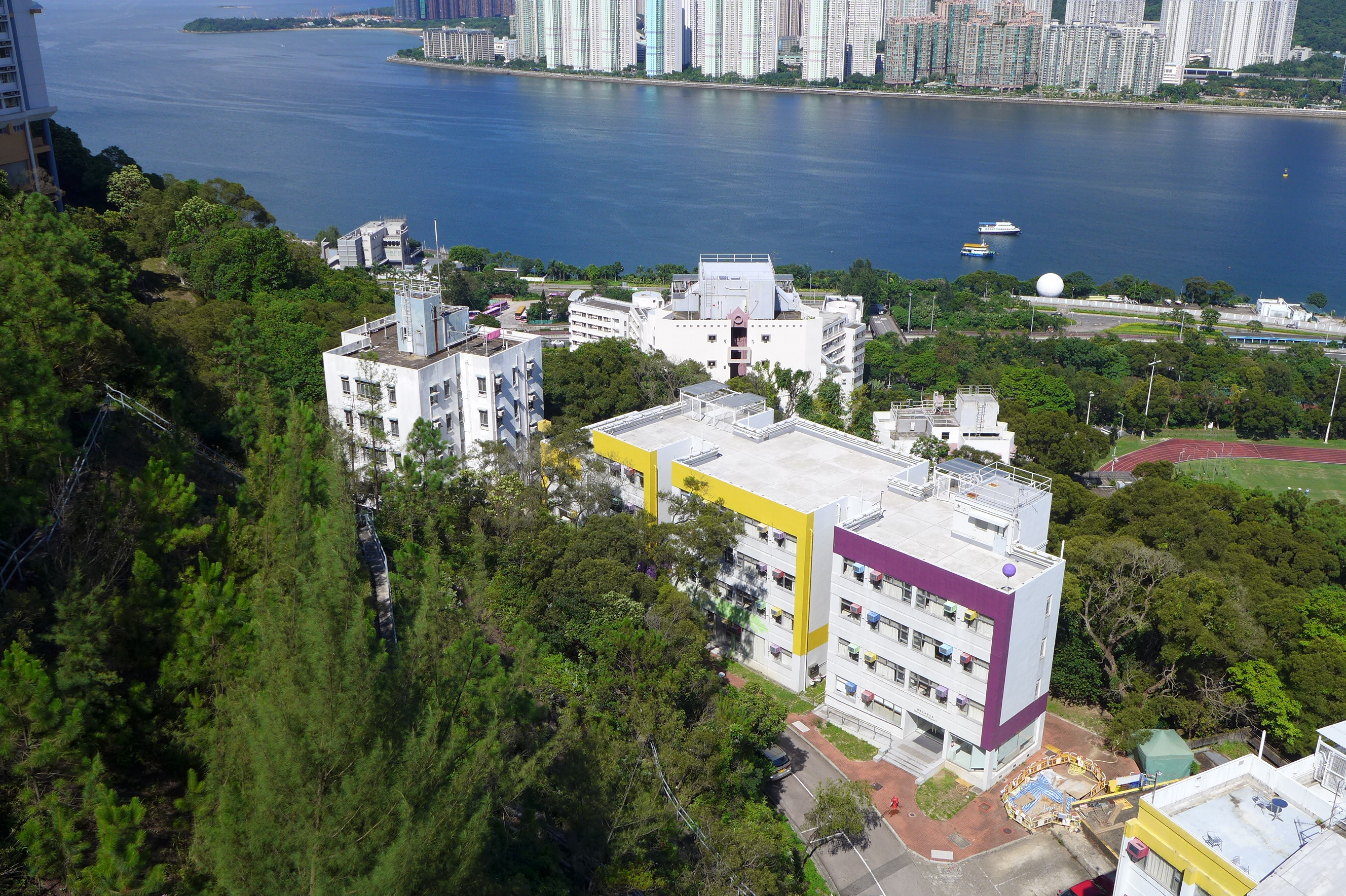
國際生舍堂3座
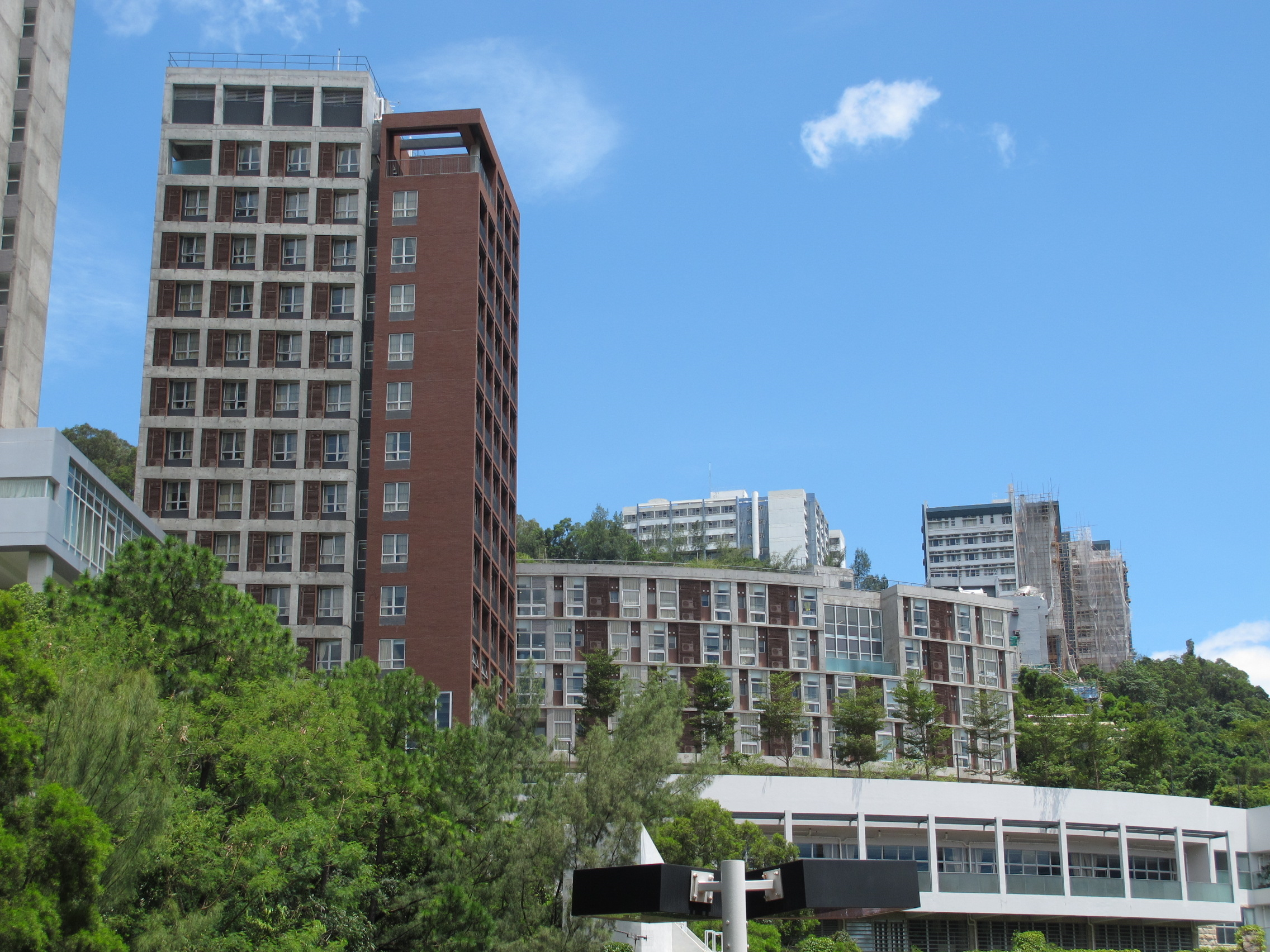
晨興書院格林伯格樓
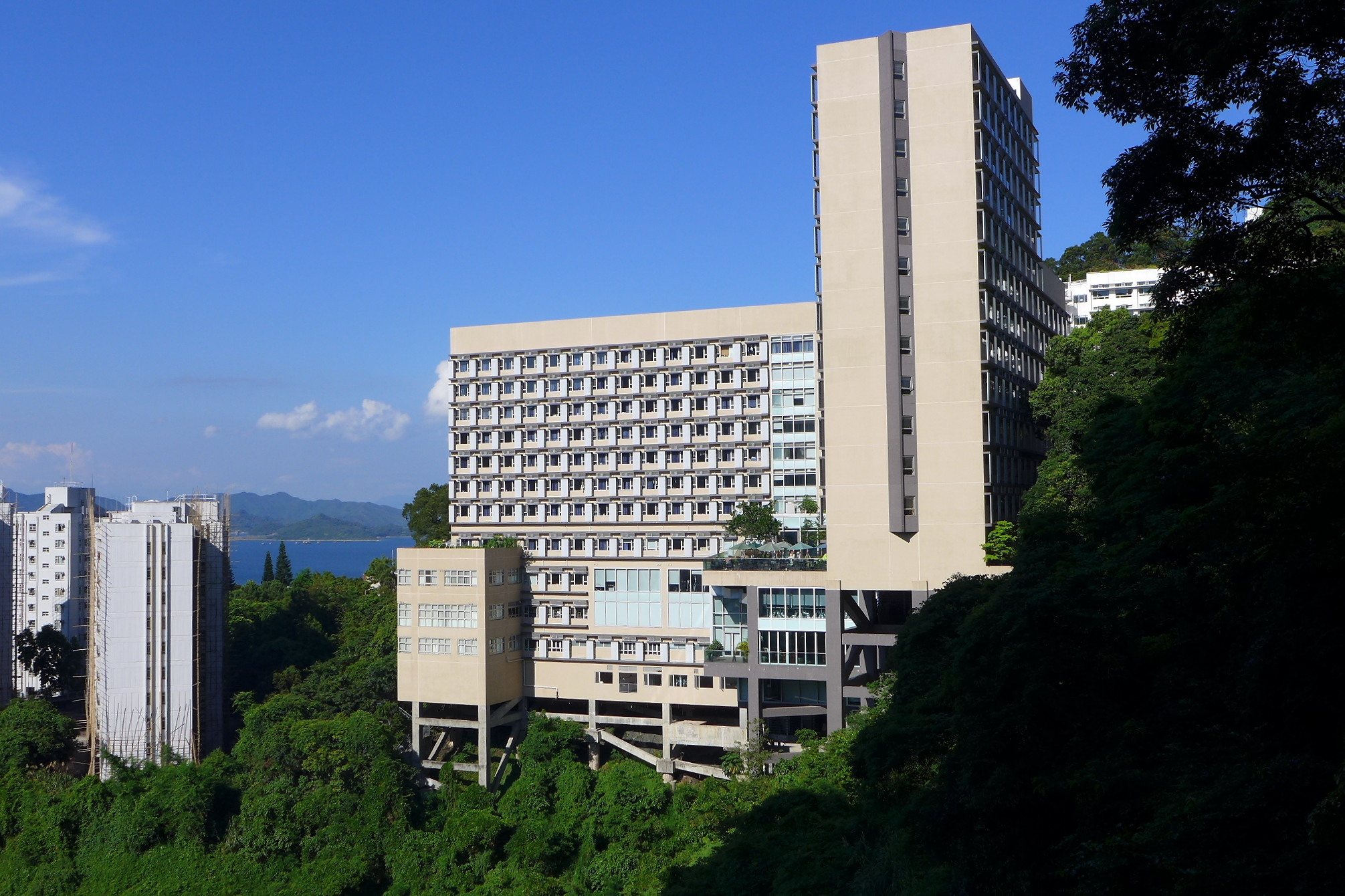
和聲書院共有600個宿位
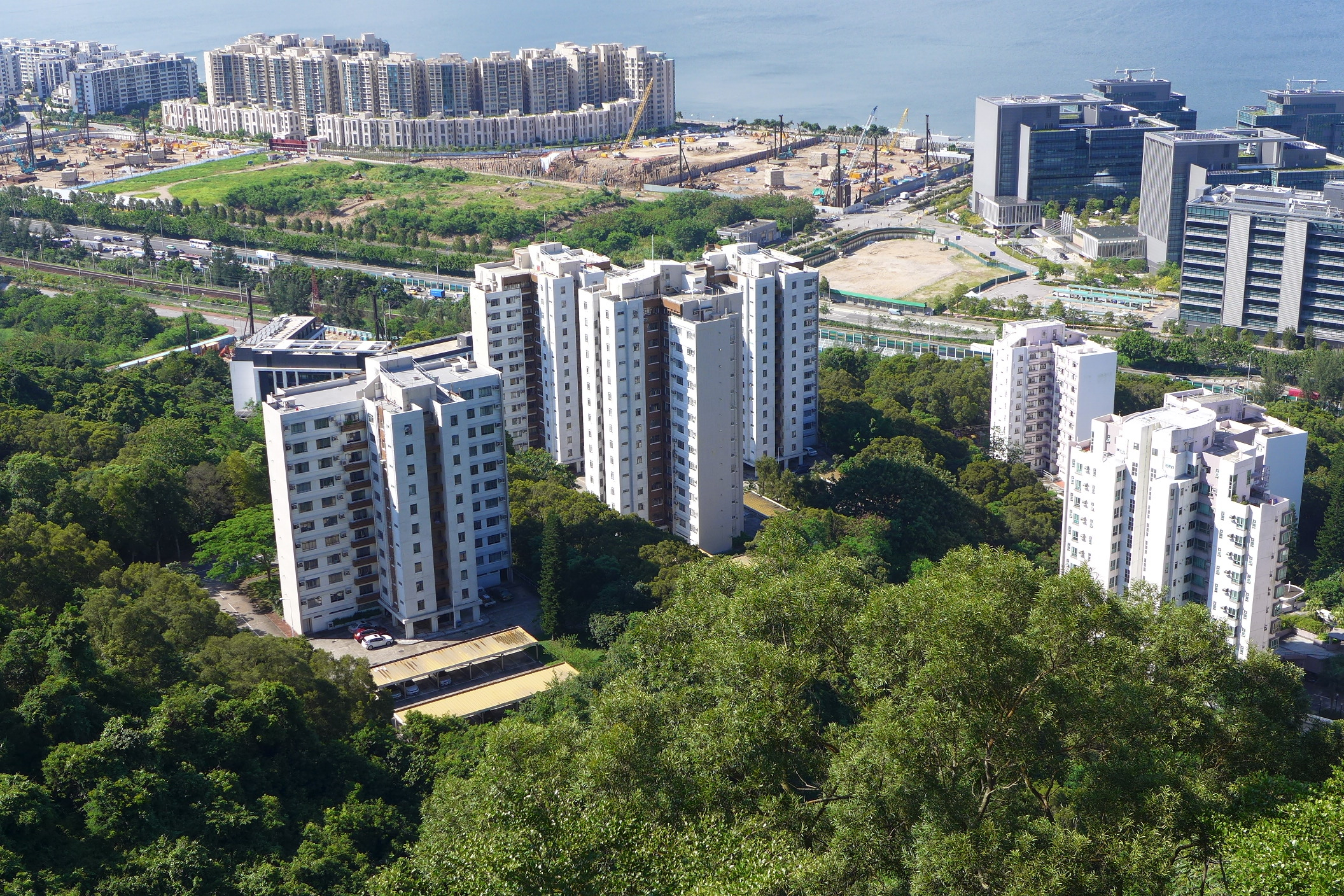
香港中文大學教職員宿舍

賓館
大學賓館現設於昆棟樓，兼作研究生宿舍；而原先的大學賓館，已重建成伍宜孫書院（一座保留，易名如日坊；二座拆卸重建成書院東翼）。
購物
大學書店為位於康本國際學術園的大學書店（由商務印書館營運）；另有「女工同心合作社」（小食檔，由女工與中大基層關注組合營）、Fusion 超級市場及一所理髮店。校方另於富爾敦樓設「紀念品銷售處」。
銀行

崇基李慧珍樓地庫的東亞銀行分行（現已遷往龐萬倫學生活動中心）

香港中文大學本部富爾敦樓一樓設有恆生銀行分行，崇基學院龐萬倫學生活動中心設有東亞銀行分行，新亞書院樂群館梁雄姬樓地下設有東亞銀行的自動櫃員機。另外大學站內分別有渣打銀行、滙豐銀行及中銀香港之自動櫃員機提供。

### 校內交通

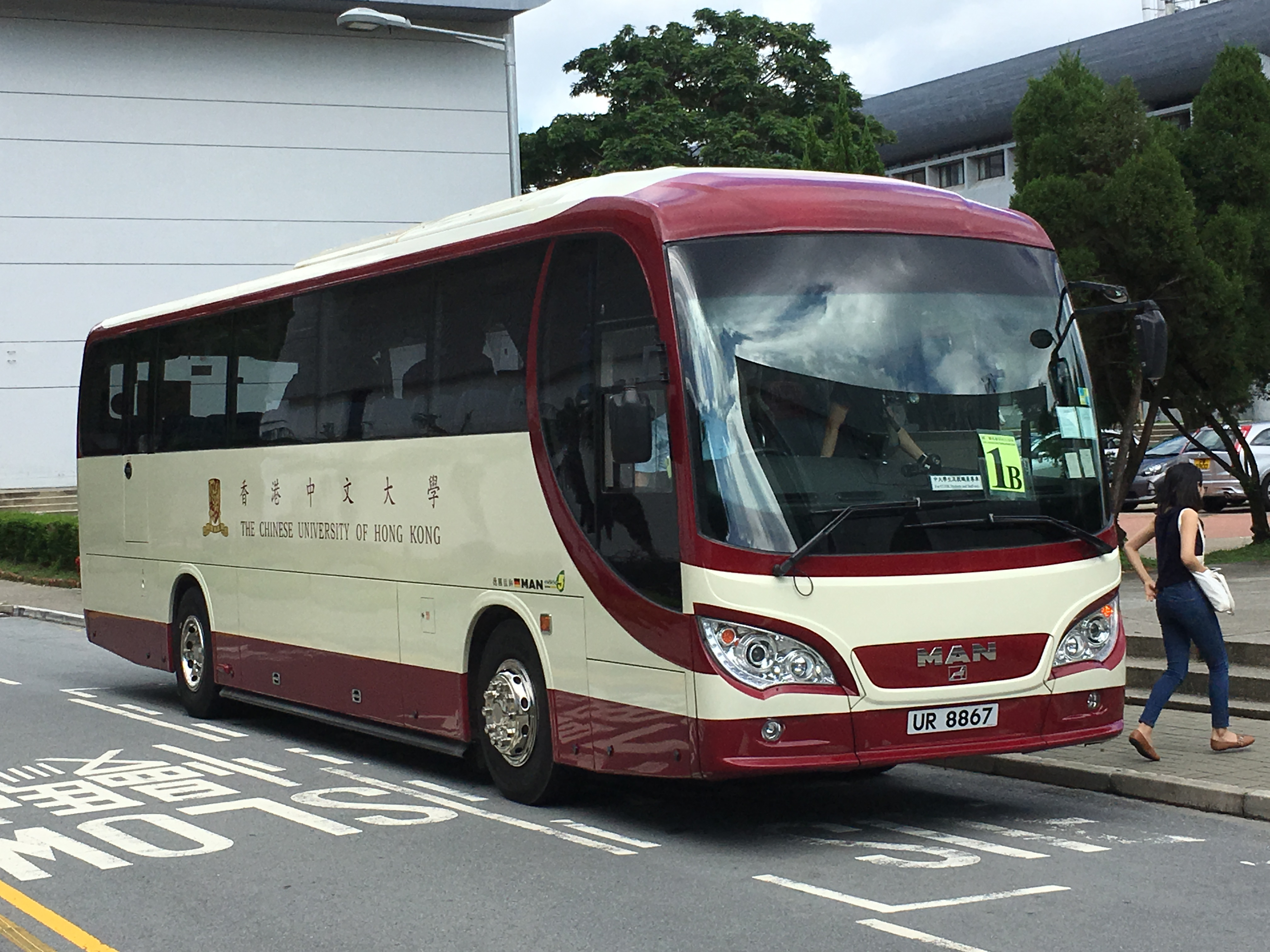
中文大學穿梭校巴

香港中文大學依山而建，若徒步往返「山城」中各座教學大樓及舍堂較為不便，因此校內設有穿梭校巴和穿梭小型校巴，由交通處（页面存档备份，存于）管理，共有14輛自置校巴。教學日除設有穿梭校巴，亦有轉堂校巴行駛，共有10條路線（其中一半車輛由交通處派出，其餘車輛則由陽光巴士及強記旅運承辦，部分外判車輛由交通處司機值乘；以往外判車隊全部由強記旅運承辦，而勝興運輸亦曾經與強記旅運承辦穿梭校巴服務）。
穿梭小型校巴（分南北行，北行往第10苑，南行往大學站，由陽光巴士營運）一律收費港幣$5.5。由於收費高昂，加上一般僅有居住於校內的教職員及其家屬乘搭，該路線因而被中大學生稱為「富貴巴」。
中大校內主要的穿梭校巴站包括：大學站、康本園、大學體育中心/善衡書院、邵逸夫堂/科學館、馮景禧樓、大學行政樓、聯合書院、新亞書院、逸夫書院、敬文書院、39區。
以往，曾有來往大學站和香港教育學院的校巴行駛，中文大學英文研究與教育（中大和教院合辦）的主修生可以免費乘搭，唯此安排已於2008年連同課程取消，目前只供教育大學學生（教大開放日時可供公眾乘搭）使用。
在2007年9月，校方曾推出新收費政策，不論是否教學日，均向非持有學生證或職員證之人士收取$3車費，此政策包括向在中大校園工作的外判員工收費，引起爭議，學生會發動「巴·不得」運動。其後發現校方並無權於校巴收費，校方已於同年10月取消新收費政策。
目前，校方已在校巴及車站註明「只准中文大學學生及教職員乘搭校巴」及「交通組人員有權檢查是否持證」，除中大學生或職員外的一般市民並不應該乘搭校巴，以免違反法例和保險要求。校方建議一般遊客乘搭收費穿梭小型校巴，或步行至目的地。
| 常規穿梭校巴 校職員及學生專車，只在星期一至六服務（公眾假期除外）   | 常規穿梭校巴 校職員及學生專車，只在星期一至六服務（公眾假期除外） | 常規穿梭校巴 校職員及學生專車，只在星期一至六服務（公眾假期除外） |
| ------------------------------------------------------------------- | ----------------------------------------------------------------- | --- |
| 1A                                                                  | 本部線                                                            | 大學站 → 大學體育中心 → 邵逸夫堂 → 大學行政樓 → 善衡書院 → 大學站 |
| 1B                                                                  | 本部線                                                            | 大學站 → 賽馬會研究生宿舍 → 大學體育中心 → 邵逸夫堂 → 大學行政樓 → 善衡書院 → 賽馬會研究生宿舍 → 大學站 |
| 2                                                                   | 新聯線                                                            | 大學站廣場 → 大學體育中心 → 邵逸夫堂* → 馮景禧樓 → 聯合書院 → 新亞書院 → 大學行政樓 → 善衡書院 → 大學站 |
| 3                                                                   | 逸夫線                                                            | 康本國際學術園 → 大學體育中心 → 科學館 → 馮景禧樓 → 三、四苑 → 逸夫書院 → 敬文書院 → 十五苑 → 聯合苑 → 和聲書院 → 逸夫書院 → 三、四苑 → 大學行政樓 → 善衡書院 → 大學站 |
| 4                                                                   | 環迴線                                                            | 康本國際學術園 → 環迴東路 → 敬文書院 → 39區 → 敬文書院 → 15苑 → 聯合苑 → 和聲書院 → 逸夫書院 → 三、四苑 → 新亞書院 → 聯合書院 → 大學行政樓 → 善衡書院 → 大學站 |
| 8                                                                   | 西部線                                                            | 39區 → 敬文書院 → 聯合苑 → 和聲書院 → 逸夫書院 → 三、四苑 → 大學行政樓 → 科學館 → 新亞書院 → 聯合書院 → 三、四苑 → 逸夫書院 → 39區 → 敬文書院 → 環迴東路 → 大學站 |
| N                                                                   | 晚間線                                                            | 大學站 → 賽馬會研究生宿舍* → 大學體育中心 → 邵逸夫堂 → 新亞書院 → 聯合書院 → 三、四苑 → 逸夫書院 → 39區 → 敬文書院 → 15苑 → 聯合苑 → 和聲書院 → 逸夫書院 → 三、四苑 → 新亞書院 → 聯合書院 → 大學行政樓 → 善衡書院 → 賽馬會研究生宿舍* → 大學站                                                        |
| 轉堂校巴 校職員及學生專車，只在教學日服務                           |                                                                   | |
| 5                                                                   | 上行線                                                            | 崇基學院教學樓 → 大學體育中心 → 邵逸夫堂 → 馮景禧樓 → 聯合書院 → 新亞書院 → 三、四苑 → 逸夫書院 → 敬文書院* |
| 6A                                                                  | 下行線                                                            | 敬文書院 → 聯合苑 → 和聲書院 → 三、四苑 → 新亞書院 → 聯合書院 → 大學行政樓 → 善衡書院 → 大學站廣場 → 崇基學院教學樓 |
| 6B                                                                  | 下行線                                                            | 新亞書院 → 聯合書院 → 大學行政樓 → 善衡書院 → 大學站廣場 → 崇基學院教學樓 |
| 7                                                                   | 下行線                                                            | 逸夫書院 → 三、四苑 → 新亞書院 → 聯合書院 → 大學行政樓 → 善衡書院 → 大學站廣場 → 崇基學院教學樓 |
| 穿梭校巴 校職員及學生專車，星期日及公眾假期服務                     |                                                                   | |
| H                                                                   | 假日線                                                            | 大學站 → 大學體育中心 → 邵逸夫堂 → 新亞書院 → 聯合書院 → 三、四苑 → 逸夫書院 → 39區* → 敬文書院 → 10苑 → 15苑 → 聯合苑 → 和聲書院 → 逸夫書院 → 三、四苑 → 新亞書院 → 聯合書院 → 大學行政樓 → 善衡書院 → 大學站                                                                                        |
| 收費穿梭小巴 開放予公眾人士乘搭，只在星期一至六服務（公眾假日除外） |                                                                   | |
| 穿梭小巴 （票價：$5.5）                                             | 穿梭小巴 （票價：$5.5）                                           | 上行：大學站 → 王福元樓 → 崇基教職員宿舍 → 教研樓一座 → 大學保健處* → 大學圖書館 → 馮景禧樓 → 三、四苑 → 和聲書院 → 聯合苑 → 15苑 → 10苑／11苑 下行：10苑／11苑 → 15苑 → 陳震夏宿舍 → 三、四苑 → 大學行政樓 → 大學保健處* → 何善衡工程學大樓 → 教研樓一座 → 崇基教職員宿舍 → 何添樓 → 康本園 → 大學站 |

註：黑底白字代表只有部分班次途經該站。

### 特色景點

百萬大道

- 百萬大道
- 仲門
- 香港中文大學文物館
- 未圓湖
- 合一亭

## 組織架構
| 職稱（中文）                 | 職稱（英文） | 人物                                                                         |
| ---------------------------- | ------------ | ---------------------------------------------------------------------------- |
| 監督                         |              | 1997年6月30日或以前：時任香港總督 1997年7月1日起：時任香港特別行政區行政長官 |
| 副監督                       |              | 從缺                                                                         |
| 校董會主席                   |              | 查逸超教授                                                                   |
| 校董會副主席                 |              | 陳德霖博士                                                                   |
| 校長                         |              | 盧煜明教授                                                                   |
| 常務副校長                   |              | 陳金樑教授                                                                   |
| 協理副校長（學生招募）       |              | 陳新安教授                                                                   |
| 副校長（教育）               |              | 潘偉賢教授                                                                   |
| 副校長（學生體驗）           |              | 汪寧笙教授                                                                   |
| 大學輔導長                   |              | 高永雄教授                                                                   |
| 副校長（研究）               |              | 岑美霞教授                                                                   |
| 副校長（策略發展）           |              | 陳偉儀教授                                                                   |
| 協理副校長（創新及企業）     |              | 李康善博士                                                                   |
| 副校長（校友關係及拓展）     |              | 陳德章教授                                                                   |
| 副校長（行政）               |              | 待聘                                                                         |
| 協理副校長（校外聯繫及推廣） | )            | 金江先生                                                                     |

### 歷任校董會主席
- 1963年至？：關祖堯
- 1982年至1997年：利國偉
- 1997年至2003年：利漢釗
- 2003年至2009年：鄭維健
- 2009年至2015年：鄭海泉
- 2016年至2022年：梁乃鵬
- 2022年至今：查逸超

### 歷任校長
關於中大成立前的院校資料，請參看新亞書院、崇基學院及聯合書院。
| 任 | 肖像 | 校長        | 上任            | 卸任            | 備註                               |
| -- | ---- | ----------- | --------------- | --------------- | ---------------------------------- |
| － |      | 容啟東 教授 | 1963年 10月17日 | 1964年 2月6日   | 副校長代行校長職務                 |
| 1  |      | 李卓敏 教授 | 1964年 2月7日   | 1978年 9月30日  | 請辭退休                           |
| 2  |      | 馬 臨 教授  | 1978年 10月2日  | 1987年 9月30日  | 請辭退休                           |
| 3  |      | 高 錕 教授  | 1987年 10月2日  | 1996年 7月31日  | 請辭退休；2009年諾貝爾物理學獎得主 |
| 4  |      | 李國章 教授 | 1996年 8月1日   | 2002年 7月31日  | 轉任教統局局長而請辭               |
| 5  |      | 金耀基 教授 | 2002年 9月11日  | 2004年 6月30日  | 請辭退休                           |
| 6  |      | 劉遵義 教授 | 2004年 7月1日   | 2010年 6月30日  | [ 332 ]                            |
| 7  |      | 沈祖堯 教授 | 2010年 7月1日   | 2017年 12月31日 | [ 333 ]                            |
| 8  |      | 段崇智 教授 | 2018年 1月1日   | 2025年 1月7日   | 因新修訂後的大學條例而請辭         |
| 9  |      | 盧煜明 教授 | 2025年 1月8日   | 現任            |                                    |

### 改制前各書院歷任校長
- 合併各書院前至1977年中大改制時的中大各書院歷任校長

新亞書院
- 第1任（1949－1965）：錢穆教授
- 第2任（1965－1969）：吳俊升教授（原中華民國政府行政院教育部次長）
- 第3任（1969－1970）：沈亦珍教授
- 第4任（1970－1973）：梅貽寶教授（原燕京大学代校长）
- 第5任（1973－1975）：余英時教授
- 第6任（1975－1977）：全漢昇教授

崇基學院
- 第1任（1951－1954）：李應林教授
- 第2任（1955－1960）：凌道揚教授
- 第3任（1960－1975）：容啟東教授
- 第4任（1975－1976）：雷恩教授（Prof. Robert N. RAYNE）
- 第5任（1976－1977）：譚尚渭教授

聯合書院
- 第1任（1957－1959）：蔣法賢醫生
- 第2任（1960－1963）：凌道揚教授
- 第3任（1963－1977）：鄭棟材博士

### 各書院現任院長
| 成員書院   | 現任院長                                   |
| ---------- | ------------------------------------------ |
| 崇基學院   | 關美寶教授                                 |
| 新亞書院   | 陳新安教授                                 |
| 聯合書院   | 王香生教授                                 |
| 逸夫書院   | 梁耀堅教授                                 |
| 晨興書院   | Prof. Nicholas Rawlins（前牛津大學副校長） |
| 善衡書院   | 莫仲棠教授                                 |
| 敬文書院   | 王淑英教授                                 |
| 伍宜孫書院 | 陳德章教授（香港癌症研究所所长）           |
| 和聲書院   | 任揚教授                                   |

## 校友

### 校友組織
參見：
香港中文大學校友評議會
香港中文大學校友會聯會
香港中文大學崇基學院校友會
香港中文大學新亞書院校友會
香港中文大學聯合書院校友會
香港中文大學逸夫書院校友會
香港中文大學研究院畢業生會
香港中文大學教育學院校友會
香港中文大學兼讀學士學位課程校友會
香港中文大學音樂系校友會

### 活動

#### 「非同質化代幣 (NFT)」賣物籌款
2021年11月8日，由「2021中大校友日畢業紀念班籌款委員會」推出中大首個NFT賣物籌款，作品名稱定為「百萬豐彩」。

## 學生會
由於中文大學成立時，3間成員書院都有各自的學生會，香港中文大學學生會至1970年代才正式成立。全校全日制本科生均是中大學生會的當然會員。
香港中文大學學生會包括「幹事會」、「學生報」、「校園電台」等組織，而傳媒報道的「中大學生會」通常是指「幹事會」。以上組織皆由「代表會」負責監督，但其組成方式與前三者不同，前三者由中大學生投票選出（選舉由代表會舉辦），代表會則由按書院直選的民選代表和每所書院學生會會長及代表會主席擔任的當然代表組成。2017年，中大學生會成立「司法委員會」，司法委員由司法委員推薦小組遴選、代表會提名、學生會會長委任。
中大學生會自成立以來，經常就學校政策對校方和政府表達意見，如「反四改三運動」、「殺系事件」、「哭中大事件」及「保樹立人」等，也曾聲援1989年在北京的學生運動，創立中國民運基金。
2021年10月7日，中大學生會於其 Facebook 專頁宣布，考量學生最大利益下，決定解散學生會，代表會所有代表請辭。

## 爭議

### 「新亞桑拿」海報及性暗示口號爭議
2002年8月23日中大的迎新營中的「四院會師」，有學生展示印有「新亞桑拿」字樣的性感少女大型海報（影射新亞書院的女生），並呼喊含有淫穢暗示的口號，例如：「聯合組媽最盡責，含吸奶啜有方法」。該事件引發媒體的廣泛報導。事後，中大迎新營籌委會發表聲明致以歉意，而中大學生會則發表聲明對此事表示強烈譴責。
2002年以后的「四院會師」雖然在內容和形式上並沒有大幅改變，但為了避免媒體的過度渲染，活動負責單位在活動結束後立即收回新生的口號紙，避免落入媒體之手。隨著新書院的加入，四院互片已經發展成「七院混戰」，並於2012年增加至九間書院。

### 中大社運

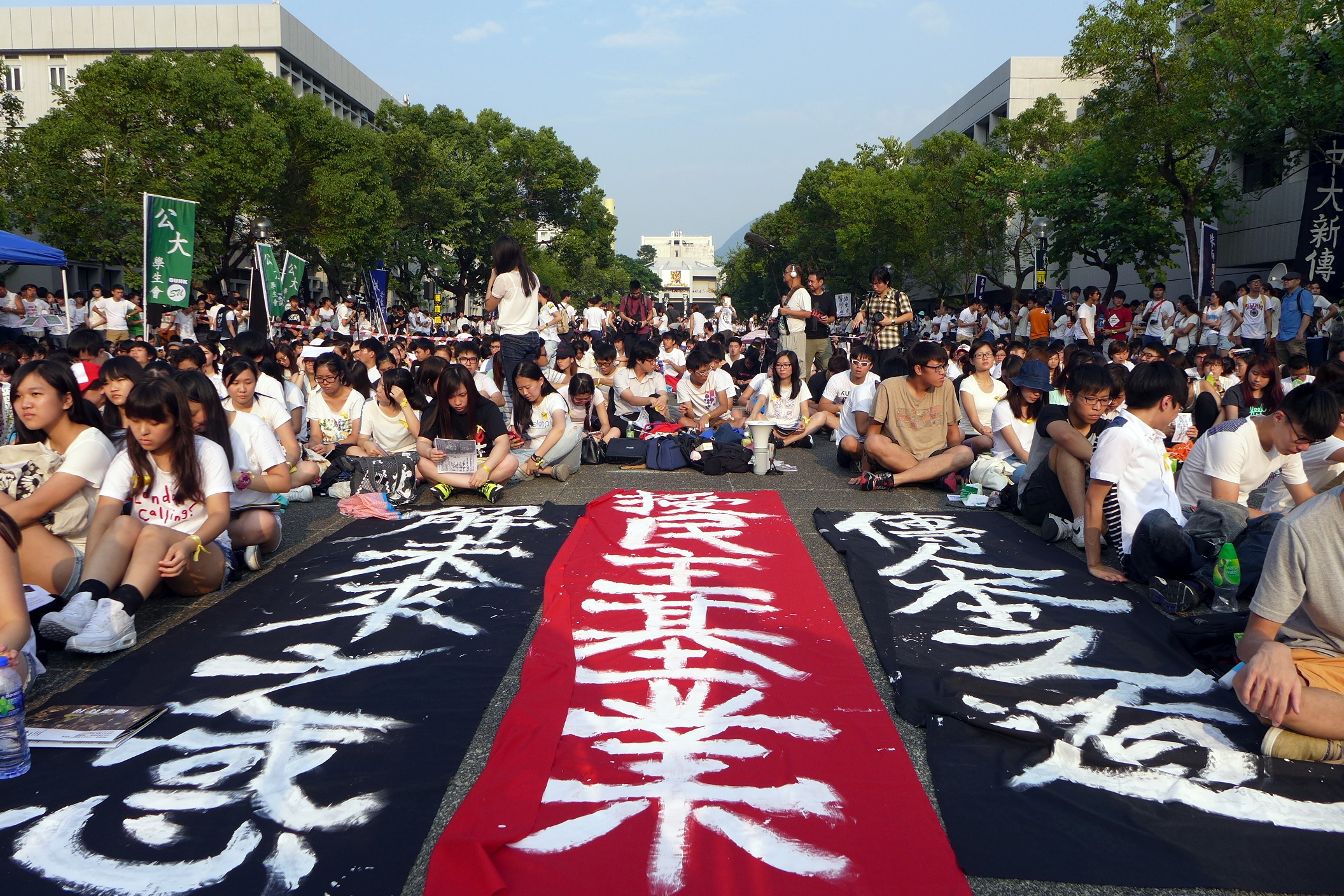
2014年9月22日有13,000人齊集中大百萬大道，出席大專罷課啟動集會，為香港史上最大規模的大專學生罷課

香港中文大學校園面積廣闊，其中百萬大道及烽火台一直是香港學運聚會中心。中文大學在重要的社會運動活動中，如1989年的六四事件、2012年反國教以及2014年的雨傘革命，皆曾作為集會地點以及遊行起點。

#### 反對逃犯條例修訂運動
2019年，中文大學學生繼續以大專學界代表身份參與反對逃犯條例修訂運動。該年6月，中大學生會撥出103萬元成立反送中基金，支援民主運動。
同年8月，學生會更取消全校性質的迎新營（「巨O」），以遷就當時同時舉辦的各項集會及示威活動。而在8月尾的各書院迎新營中，傳統活動「四院會師」由玩樂性質轉型為呼應反修例運動，參與者大多戴上黃色頭盔，有些更配備防毒面具、眼罩，高呼帶有政治和社會議題的口號，如「五大訴求」口號，並呼籲新生參與9月的罷課行動。同年9月2日，學界罷課集會在中大百万大道召開。唯部分學生塗污校園的行為遭到校方和部分市民的反對。

##### 「暴大」事件
在2019年6月，香港中文大學被網民在Google Map中惡搞，其中文名稱曾一度顯示為「香港暴徒中文大學」，目前已被修正。
自此「暴大」一詞開始被該校學生和網民廣泛使用，成為中大其中一個著名的別名。

由反修例運動爆發至11月5日，被拘捕並落案檢控的以中大為最多。

##### 2019年11月中大衝突

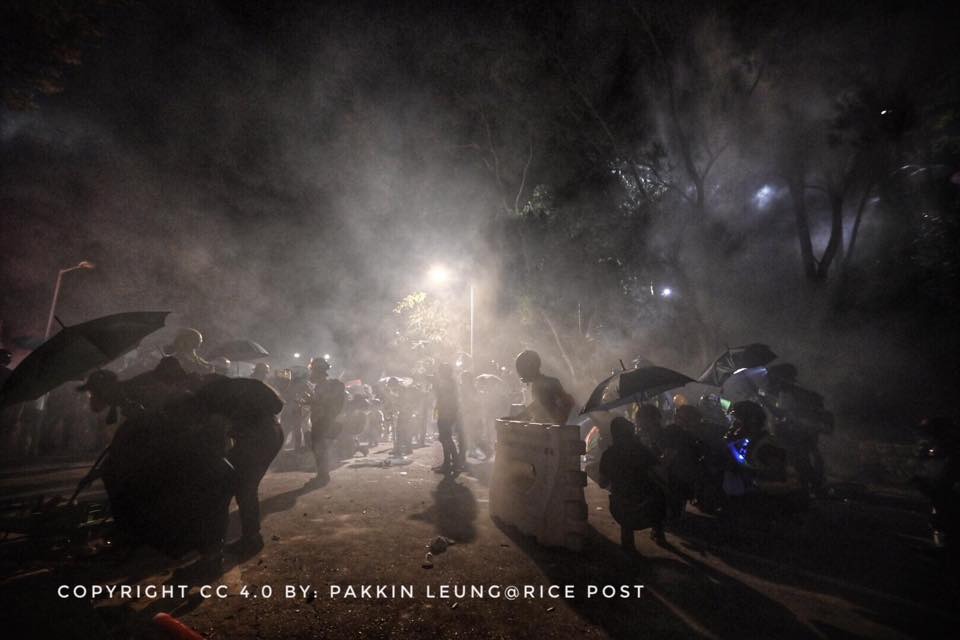
學生在煙霧瀰漫、充滿催淚煙的環境下

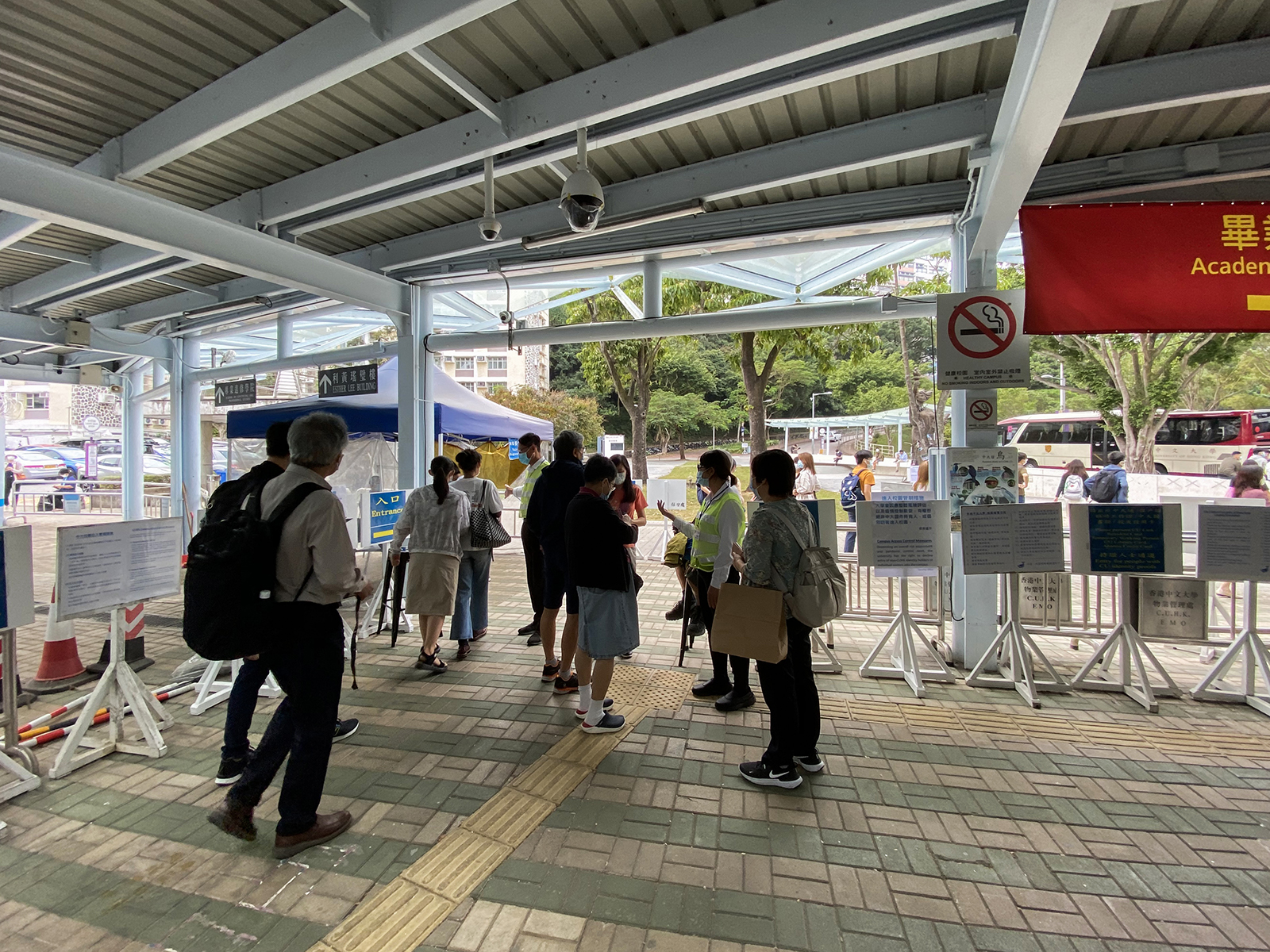
衝突發生後，校方實施校園出入管理措施，公眾需要登記身分證明資料才能進入

2019年11月香港三罷行動中，以香港中文大學學生為主的示威者與香港警方在校園發生激烈衝突，為反對逃犯條例修訂運動一重大事件。
11日當天早上，有示威者在中大「二號橋」上設置路障，並向吐露港公路拋擲物件。多名防暴警察（此指速龍）在二號橋上與示威者對峙。期間，防暴警察向校園發射多枚催淚彈及防暴子彈，而示威者則投擲汽油彈、汽油彈、體育弓箭還擊，有學生被槍傷後聲言若警方再不撤退則「炸吐露港」。雙方由早上起對峙，情況直至黃昏才緩和。
惟次日（12日），學生和警察的對峙更趨激烈。警方稱於11月11至12日進攻中大期間，共發射1,600枚催淚彈和1,700枚子彈，其中警方曾在15分鐘內投擲400枚催淚彈，密度之高為世界示威史上罕見。警方攻擊導致60名學生受傷，1人失去知覺及意識。
传媒看见警察攻击中大的惨况，一度落泪。在衝突期間，香港中文大學的戰鬥狀況引發市民自發在多區進行「圍魏救趙」的抗議活動。
11月15日，警察公共關係科總警司謝振中表示，過去暴徒（指勇武派示威者）在部分大學校園內造成更大破壞，校內設施成為練靶場，校巴等車輛被用作運汽油彈，有人設檢查站不准部分傳媒進入。多間大學被改造成暴徒基地、罪惡溫床，大學已成為香港最危險的地方，暴徒佔據接管校園，用作製造汽油彈及武器的兵工廠，令大學成為暴亂的橋頭堡。大學管理層不能完全游說學生，亦管不到校園及校內暴徒。
事件中，合共有5名中文大學學生於11月11日被警方拘捕，並控告暴動罪，案件將在2020年12月開審。另外5人在11月12日被捕。
衝突發生後，校方於2019年11月20日開始實施出入管理措施，車輛只可經由大埔道大學正門入口進出校園。而二號橋一直圍封至2020年4月28日才重開，並收窄為單線行車。而大學教職員及學生須出示「中大通 （页面存档备份，存于）」才能進入校園，校友須出示校友圖書證 （页面存档备份，存于）或校友信用卡 （页面存档备份，存于）以證明身分，公眾需要登記身分證明資料才能進入，並保留拒絕公眾進入校園的權利。2021年8月，師生依然需要持有智能卡作驗證，但訪客則可於校園入口處登記其身份證或其他身份證明文件進入校園。

##### 撤回大學醫療教學撥款
2019年11月，政府撤回三項涉及大學醫療教學設施的撥款，當中一項包括中文大學於大埔興建一座教學科研綜合大樓 。

##### 中大衝突一周年

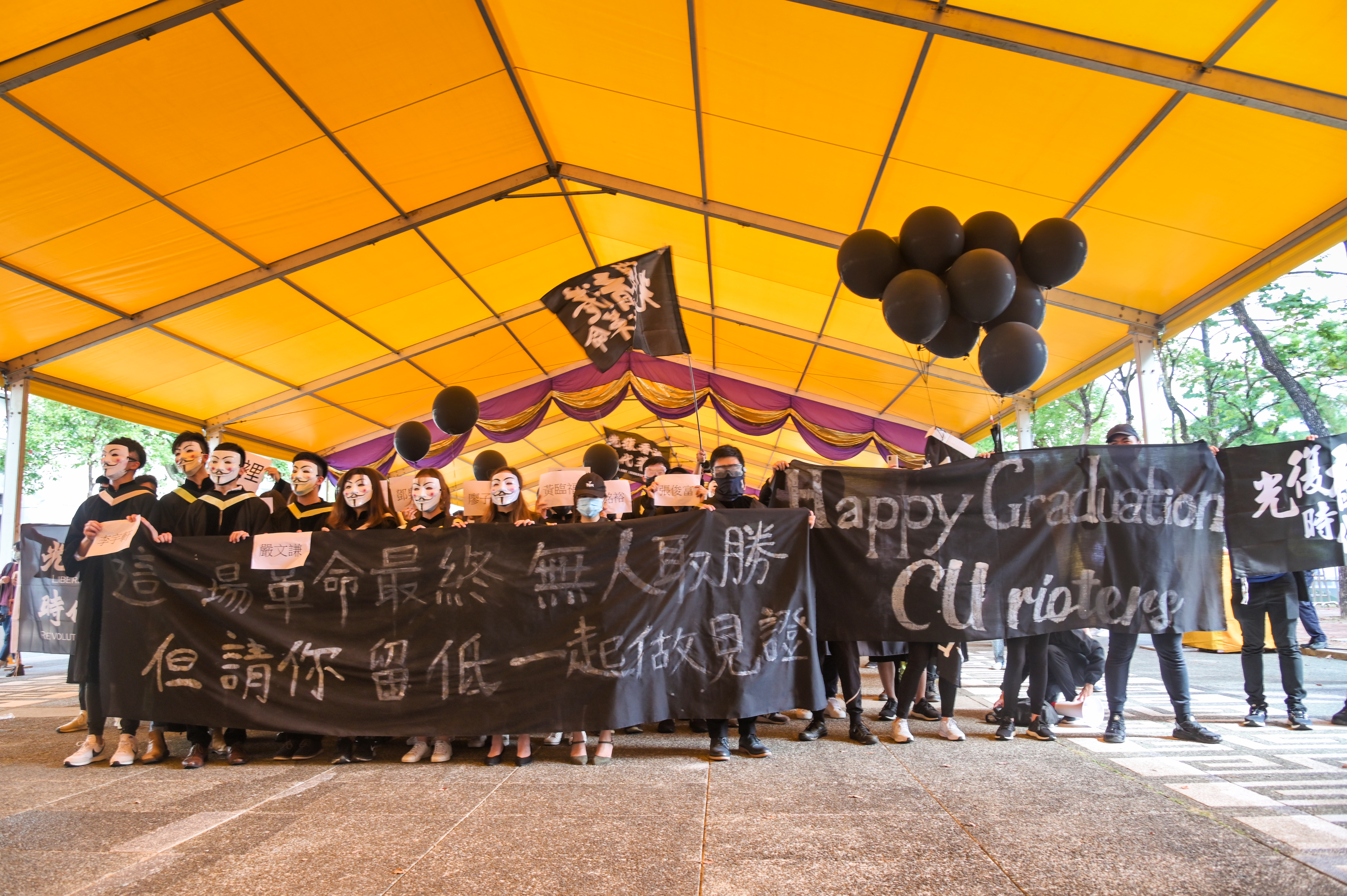
參與人士在百萬大道影「畢業照」和合唱《願榮光歸香港》後便解散

有該校學生適逢2020年11月19日該校第88屆頒授學士及碩士學位典禮大會舉行日舉行示威，紀念中大保衛戰一運年。示威者先發起由該校的民主女神像步行至百萬大道的遊行，再於大道上集會，高唱《願榮光歸香港》。其中，遊行共約210人參與。其後有8名人士涉非法集結被捕，其中3名非中大學生涉煽動分裂國家。

##### 美國停止和香港中文大學的地質科技合作
為壓止示威浪潮，政府推出港區國安法，由此引發美國制裁香港，中止對香港的特殊待遇。制裁中惟一和學術相關項目是美國總統特朗普簽署行政命令，點名要求美國內政部轄下的美國地質調查局，暫停與香港中文大學太空與地球信息科學研究所合作「Scientific and Technical Cooperation in Earth Sciences (TIAS 09-1109)」。

### 中文大學入口檢查站爆爭執 5人被捕

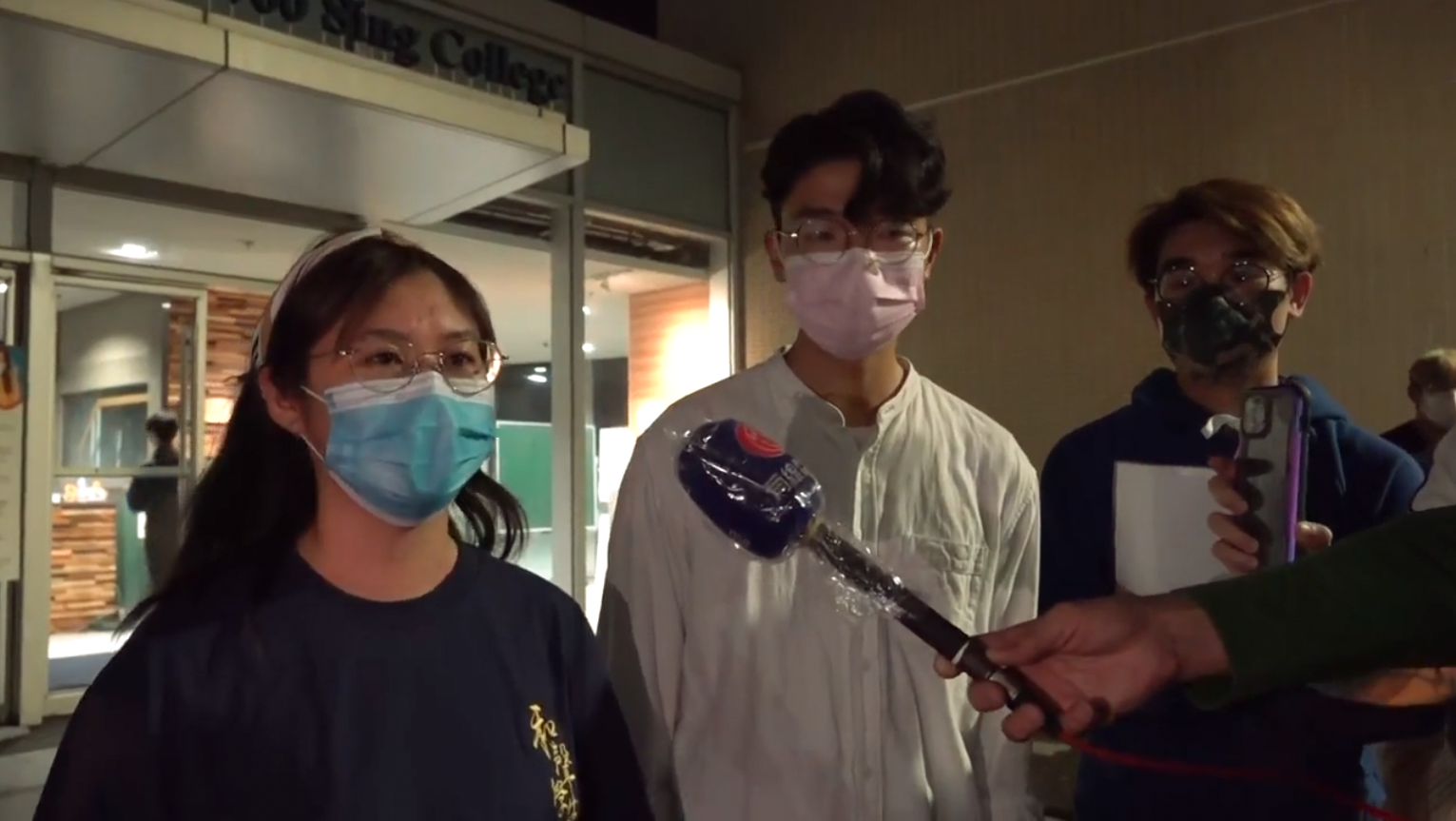
2021年1月25日晚上，警員搜查中大宿舍，和聲書院學生會長胡筠弦（左）回應事件

2021年1月11日為香港中文大學下學期開學日，中午12時15分，中大校園電台指有約8至9名黑衣蒙面人士在大學站外大叫「唔洗show證」，並呼籲進入校園的學生無需向保安展示學生證。黑衣人其後推倒鐵欄後離開，被保安追趕，當中有人向保安投擲不明白色粉末。其後警方拘捕其中1名男子，校方證實是中大學生，他涉嫌擾亂公眾秩序及普通襲擊被送往馬鞍山警署受查。校方也證實一名保安被粉末灑中，需送院檢查；並指事件涉及襲擊行為，遂報警處理。事後現場多個鐵馬被拉倒，警員封鎖現場調查，而消防員調查地下粉末成分。校方報警處理後，一名20歲男子被捕。到1月12日，大批沙田重案組探員帶同法庭搜查令到達大學站入口截查途人，並進入校園調查及蒐證。
2021年1月25日晚上8時50分，警員到善衡書院利國偉宿舍、和聲書院宿舍及伍宜孫書院宿舍進行搜查，消息指3人被捕，包括中大學生會臨時行政委員會主席區倬僖。而搜查期間，學生會表示舍監及警員以「保障同學私隱」為由，阻止他們拍攝，並登記拍攝人士身份。而另外兩人分別在荃灣及上水拘捕，涉嫌非法集結及襲擊他人，意圖導致他不作出某些作為。新界南總區刑事部(行動)警司陳志昌形容被捕者的行為如襲擊，目的是讓中文大學不執行出入要身分核證的措施。警方指仍然有一人在逃，又說中大並非法外之地，警方進入校園搜證前已經與校方聯絡。到1月26日，一名被警方通緝的22歲中文大學學生，晚上赴荃灣警署自首。
2021年2月23日，中大確認再多兩名分別22歲及24歲的中大學生被捕。善衡書院學生會表示，其中一人為宿舍導師。警方表示兩人涉嫌「非法集結」及「襲擊他人意圖導致不作出某些作為」，與中大1月開學日撒粉案有關。事件至今共有7人被捕。
到2022年9月2日，22歲被告認參與非法集結，沙田裁判法院署理主任裁判官張志偉指事件中有人使用暴力，亦有人因此受傷，即時監禁是惟一選擇，最後判處監禁6星期。而同案餘下3位被告，包括前中大學生會會長區倬僖及2名學生則不認罪。到2023年3月24日，沙田裁判法院裁判官朱文瀚指，雖然警員稱有片段拍到 2 被告曾拍卡進出宿舍，但相關片段沒有連貫性，未能拍到 2 名被告從一地點前往另一地點，控方亦未提供證據證明拍卡紀錄真確性。而區倬僖當天身穿的紅色上衣、現場檢獲的膠袋沒有獨特性，另一學生在案發現場外拍攝，亦不等於有參與搗亂行為，加上他們並非在現場被捕，難以在毫無合理疑點下定罪。最後3人裁定罪名不成立，區另申請訟費獲批。

### 校方封殺學生會候任內閣

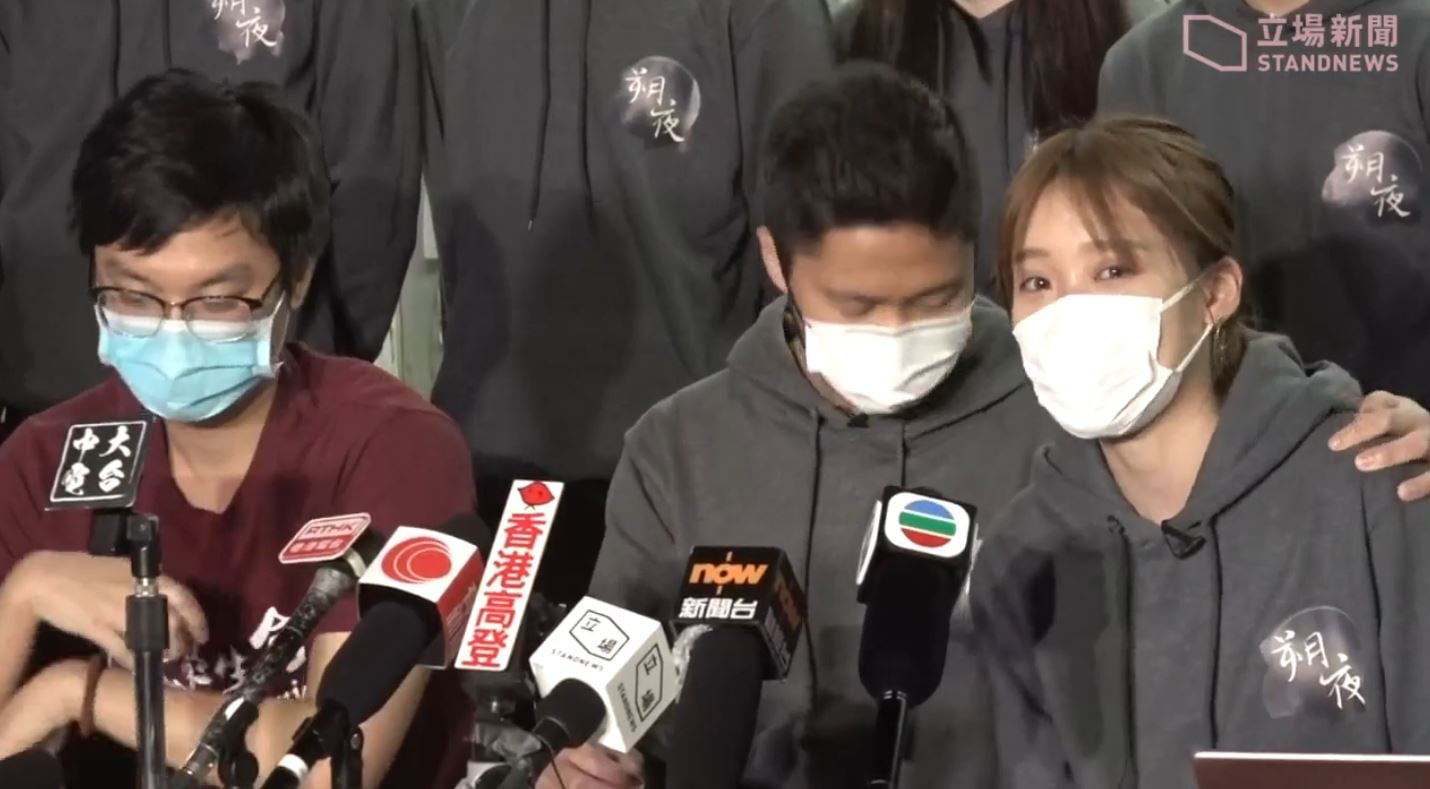
學生會在2021年2月26日凌晨12時緊急召開記者會交代詳情，副會長何思珩（右）發言時一度哽咽，表示在沒有錢下仍然會為同學服務

2021年2月24日，新一屆中大學生會「朔夜」正式成立。不過交接儀式未進行前，中大校方在2月25日晚上發出「嚴正聲明」，指新一屆學生會內閣政綱內容失實及涉嫌違反《港區國安法》，將危害國家安全，因此實行多項措施變相廢除學生會。包括暫停為學生會代收學生會會費，要求學生會註冊為獨立社團或公司，自行承擔法律責任等。校方同時暫停為學生會幹事會提供行政與大學場地支援。學生會凌晨12時緊急召開記者會交代詳情，對事件表示極度遺憾和委屈，是創會超過50年以來前所未有，批評校方打壓學生的聲音和漠視同學授權。其中副會長何思珩發言時一度哽咽，表示在沒有錢下都會為同學服務。全體成員兩度向公眾90度鞠躬致歉。
到2月27日凌晨，內閣在facebook專頁宣布正式撤回參選宣言及政綱等有關文件，並將早前的帖文和圖片全部刪除，頭像相片變為黑色，但沒有交代原因。到3月1日，當選內閣在上任幹事會首天宣告集體請辭，會長林睿睎表示有內閣成員受到前所未有的壓力及威脅，如幹事會成員及其家人近日受到嚴重滋擾甚至「死亡恐嚇」，認為辭職屬無奈決定。而中大校方發聲明回應，指校方從來沒有或意圖「威嚇」及「孤立」學生會幹事會或任何其他學生組織，認為內閣「朔夜」對校方的指控失實。

### 實施新出入管制措施 師生入校前須拍卡
2021年8月17日，校方以恢復面授課堂和提升管理效率為由，公佈由8月30日起，中大師生需改用「智能卡」拍卡進入校園範圍，而訪客需出示由相關書院、學系或部門經大學網上系統發出的二維碼（QR Code），經驗證才能入內。如未能提供，訪客須於校園入口處登記香港身分證或其他身分證明文件，方可進入校園。
直至2024年10月，香港中文大學是其中三間大學仍有出入管制措施。

### 民主女神像突然被校方拆除

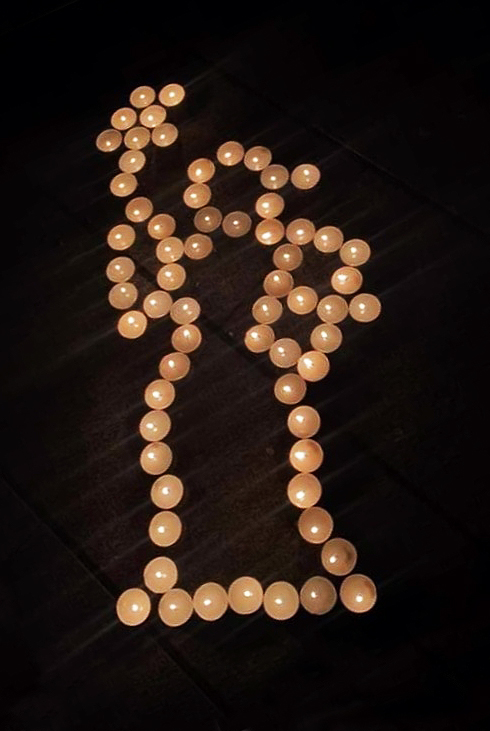
學生在地上以蠟燭拼成新民主女神像以作悼念

2021年12月24日清晨約6時，矗立於校園逾11年的民主女神像，在毫無預告及無先兆下，突然被校方拆除運走。中文大學校方發表聲明表示，大學從未准許該雕像於校園展示。有中大學生認為該雕塑在不少同學心中屬於「地標」，對雕塑已建立深厚感情，不論大學迎新活動或社運等，都會以此為聚腳點，但在無先兆下被倉皇移走，連「道別儀式」都沒有，令人失望。亦有學生認為此舉反映政權不容許保留香港人的記憶。
事件發生一年後的晚上，約10人在雕像原址擺放紙製民主女神像，周圍亦擺放數十個蠟燭。期間有7至8名保安帶備擴音器，並拍片紀錄，而數名便衣警員在廣場附近戒備，而校園閘外亦有約8名軍裝警。約10分鐘後參與者離開，數名保安隨即上前清理現場，並將所有物品帶上車，但沒說明原因。

### 校方禁止學生在畢業禮抗議
2022年11月24日，中大舉行畢業禮。下午4點30分左右，「烽火台」位置有人身披黑色垃圾袋製成並印上「Canteen好L貴」等字樣抗議。保安上前指她們觸犯涉及畢業典禮的規例，要求對方出示學生證，並要收走道具，卻遭到辱罵，其後以人牆包圍。有保安更報警稱「受到人身恐嚇」而報警處理，之後有警察一度到場。保安約10分鐘後散開，5名男子亦離開現場。中大指，大學保安人員進行人群管理措施期間有人帶粗言穢語侮辱和挑釁保安人員，勸喻無效後仍繼續叫囂。校方認為有關行為可能構成公共秩序風險，故決定報警求助。警方之後亦警告相關人士。

### 校董改組方案風波
2023年6月，由身兼香港立法會議員的三名中大校董張宇人、劉國勳及鄧家彪提出中大校董改組私人條例草案《2023香港中文大學（修訂）草案》，建議，將校董會人數從55人削減至34人，校內成員與校外成員比例從1:1增加到1:2，同時增加特首聘請人數。另外，方案也提出校長及常務副校長須經校董會四分之三成員支持才可聘任，校董會主席和副主席均由身兼監督的行政長官委任。據張宇人表示，由於立法會任期內需要處理的事項較多，經與特首商討，採用私人條例草案的方法提出，以便草案較快獲得通過。
方案公佈後，上千名中大校友及相關人士發起聯署，反對三名立法會議員提出的草案，要求以2016年重組校董會方案為基礎提出修訂，包括將立法會議員的席位由3席減至2席。針對聯署意見，劉國勳表示草案在一年前就意見提出，當時中大校董會已知悉，也無人反對。劉又指不能以2016年方案為基礎，因為中大自2016年起發生不同事件，有必要加強公眾監督。鄧家彪在批評中大校方積極游說三名校董議員外的不少立法會議員成立法案委員會，詆毀草案並要求修訂。其後有份參與聯署的特首政策組副組長關家明主動撤回有關聯署，稱要避免事件引起反映政府立場的不必要疑慮。 之後，大灣區航空行政總裁許漢忠、嶺南大學校長鄭國漢也宣佈退出聯署。
2023年8月1日，中大校董會以會議討論改組草案細節，校董會主席查逸超在會後向記者表示內容包括校董會法定人數及過渡安排。查又對三位議員繼續推動中大校董會改革表示歡迎，但透露會議未就草案進行表決。不過據消息人士指出，有份聯署的中大副校長（行政）、校董會秘書吳樹培在會議上被認為有違中立、「僭越」校董會主席權力制訂議程，故決定即時停止其參與校內改組工作，並需要在5日內向校董會提交報告。與此同時，中大校長段崇智接連請假，缺席法案委員會的三次審議會議。
2023年12月13日，校董會主席查逸超表示校董會決定即時解僱副校長（行政）兼秘書長吳樹培，原因之一為其曾反對修訂中大校董會方案，被指無法保持中立。被問及是否會否彈劾校長段崇智，查逸超說校董會議程屬機密，不能夠透露。
2024年1月8日，校董會主席收到校長段崇智教授的請辭決定，他將於2025年1月卸任香港中文大學校長職務。在中大公告中，段教授稱其請辭基於「按照修訂後的大學條例，中大落實新的管治架構，我認為此時是讓大學物色一位新校長的合適時機。」

### 中大迎新營組名疑惡攪命案死者
28歲的名媛蔡天鳳於2023年2月24日被發現慘遭殺害及分屍，此案件引起全港轟動。2024年7月中，香港中文大學的迎新營中有學生利用蔡天鳳的名字進行惡搞，造成社會爭議。
香港中文大學理學院最近舉辦了一次迎新活動，其中數學系的一組竟將蔡天鳳的名字用作組名—「蔡天鳳爪排骨飯」。事後，有學生在社交平台Facebook專頁「New CUHK Secrets」揭露了此事件，並直斥該組名為「蔡天鳳爪排骨飯」是「黐線」。此事件引起了廣泛的網民討論，許多留言表達了對該行為的譴責：
- 「師弟，缺德程度over咗」
- 「我諗依家搞ocamp嘅朋友可以諗吓，自己條道德底線去到邊」
- 「呢個唔好笑，邊個搞出嚟嘅唔該自己摺埋」
- 「呢個好 over… 道德底線低唔代表有趣㗎」
- 「不要開死人玩笑」
- 「知唔知尊重兩個字點寫」

### 中大取消畢業禮遭受批評
2024年11月14日，因颱風桃芝吹襲本港，八號信號生效，中文大學取消當天早上在百萬大道舉行的大會（頒授博士、碩士及學士學位典禮），而下午新亞、聯合、晨興、善衡、敬文、伍宜孫書院畢業典禮亦宣布取消，崇基學院、逸夫書院及和聲書院則如常舉行，引起學生不滿，批評中大沒有準備後備方案，並有畢業生發起網上聯署，促請中大補辦畢業典禮。中大指，基於安全考慮，露天畢業典禮必須取消，唯校方其後稱當天未能舉行的大會及書院畢業典禮，將會延期至11月17日（星期日）舉行。

## 大眾文化
香港中文大學校園廣闊，景色優美，是香港一個重要的電影取景場地。任教中大的诗人余光中在《春来半岛》一文中写到： 
|  | 春天鲜花盛放，中大草坡上杜鹃 一片迷霞错锦，看得人心都乱了”；他研究室窗下的宫粉羊蹄甲，“雨中清鲜，雾中飘逸，日下则暖熟蒸腾，不可逼视，整个四月都令我蠢蠢不安。 |

中大及對面的雍雅山房因此是香港電影中粵語片和國語片經常性的取景場地。國語片例如曼波女郎（取景於崇基學院），改编自小說的邵氏电影《小樓殘夢》。電視劇例如《幻海奇情》。現代香港電影取景於中大的包括近期的《那夜凌晨，我坐上了旺角開往大埔的紅VAN》（The Midnight After）。
多名中大校友活躍於電影界，包括：崇基學院前身上海聖約翰大學的校友嘉禾電影的製片人邹文怀、香港影坛国语电影時期最著名的女演员林黛（四屆亞洲影后）(新亞書院)、編劇及作家倪匡（聯合書院）、香港戲劇協會會長鍾景輝、香港演藝人協會主席許冠文、著名電影導演冼杞然、為無綫電視（TVB）編寫經典劇集（包括《家变》、《网中人》、《上海滩》、《千王之王》、《亲情》）的吳昊、香港资深舞台剧演员和导演古天農、無綫電視其中的一位主要製作人、編劇、導演劉天賜、無綫電視其中的一位主要編劇以及商業化電影的代表性導演王晶、唯美派导演、摄影何藩、編劇李敏、導演黃修平、新晉導演陳小娟、著名球赛评述员陳耀武（在中文大學任教體育）、潘源良（香港中文大學新聞系；同時也是香港著名的填詞人）等。
校友汪長智的香港沙龍電影有限公司助荷里活片商拍攝多部國際巨片，如《蘇絲黃的世界》、《奪寶奇兵》、《鐵金剛》（007）、《職業特工隊III》。
校友盧國沾、潘源良、黃偉文等則為許多電影、電視劇的主題曲填詞。
校友張正甫（香港影后蕭芳芳的丈夫）是香港電視新聞的鼻祖，對香港電視廣播貢獻良多，包括建立香港电视新闻制度，开创华语电视新闻直播报道、主播读报的新闻报道形式，並引入卫星技术，接收世界各地新闻，讓香港媒体融入全球媒体。1961年起，张正甫担任法新社驻香港分社主编，开始为香港、两岸和国际媒体报道两岸三地的新闻。其后于1972年開始於香港浸会大学的前身浸会书院教授新闻传播，首批学生包括現時香港多位电视机构高层或香港新闻业主管：赵应春、袁志伟、关伟等。而校友记者张宝华则因为反复追问当时的中共中央总书记兼国家主席江泽民是否“钦点”董建华连任香港行政长官，引发江泽民不满，江公开以“too simple, sometimes naïve”斥责，使她名噪一时。